# St-Jean (Glaine-Montaigut)

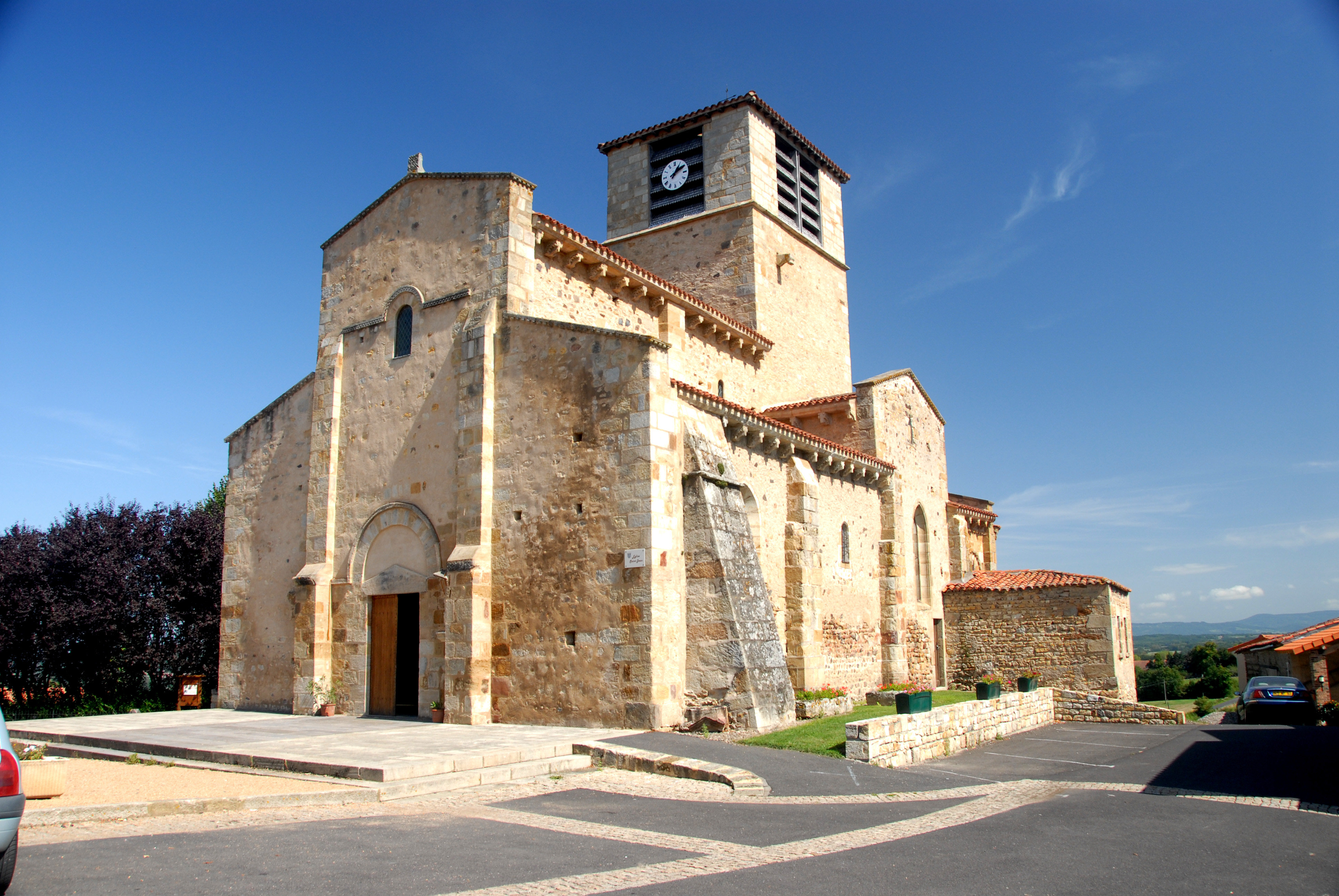
St.-Jean Glaine-Montaigut, von SW

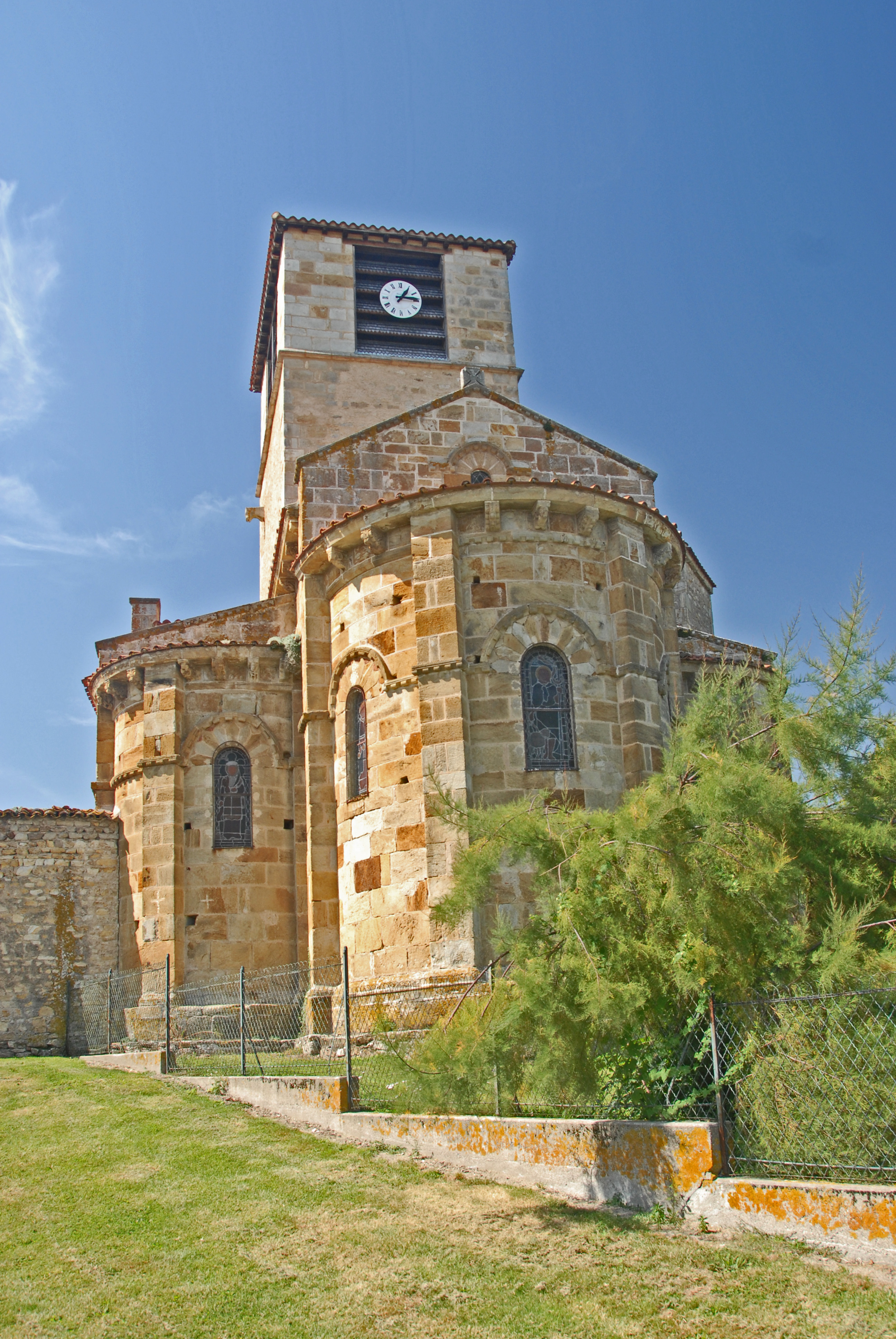
Chorhaupt von SO

Die dem heiligen Johannes (französisch Saint-Jean) gewidmete Dorfkirche Saint-Jean steht in der kleinen französischen Gemeinde Glaine-Montaigut im Département Puy-de-Dôme in der Region Auvergne-Rhône-Alpes. Sie liegt 25 km östlich von Clermont-Ferrand und 6 km nordöstlich von Billom.
Die kleine dreischiffige Kirche wurde in zwei Bauperioden errichtet. Die erste umfasste Lang- und Querhaus und ist in die Anfänge der Romanik in der ersten Hälfte des 11. Jahrhunderts zu datieren. Die zweite Bauperiode, das Chorhaupt, folgte hundert Jahre später in der Blütezeit der Romanik. Die Kirche Saint-Jean ist seit dem 11. Juli 1903 als Monument historique klassifiziert.

## Geschichtliches

### Entwicklung der Ortsnamen
Das heutige Dorf Glaine-Montaigut hieß in gallorömischer Epoche Glannius, im 11. Jahrhundert Gladinas, im 16. Jahrhundert Gleygnes, im 18. Jahrhundert St.-Jean de Glanes, daraus wurde in der Zeit der Revolution Glaine-Montaigut, durch die Zusammenlegung mit dem Dorf Montaigut, das 2 km oberhalb des Ortszentrums liegt. Man kann heute noch bedeutende Ruinen des Château Montaigut-Listenoi erkennen, dem ehemaligen Stammsitz einer großen Familie, die im Mittelalter großen Einfluss besaß.

### Geschichte der Dorfkirche
Die Kirche Saint-Jean wurde in zwei unterschiedlichen Bauperioden errichtet. Die erste aus dem Langhaus mit basilikalem Aufriss und dem Querhaus mit Vierung in der Frühromanik, im ersten Quartal des 11. Jahrhunderts und die zweite aus dem Chorhaupt, am Anfang des 12. Jahrhunderts, in der Hochromanik.
Diese beiden Epochen in der auvergnatischen Romanik lassen sich hier unmittelbar nebeneinander in einem Bauwerk studieren und miteinander vergleichen. Der frühromanische Abschnitt wird geprägt durch schlichte und klare Bauteilformen, wie etwa kantige Pfeiler mit kreuzförmigen Querschnitten, die nur von Kämpfern abgeschlossen werden, einfache rechtwinklige Bauteilkanten, etwa bei Arkaden- und Gurtbögen, Einwölbungen mit einfachen Tonnen und Kuppeln, und ein fast gänzliche fehlender Skulpturenschmuck. Demgegenüber tauchen im hochromanischen Abschnitt gehäuft Säulen, teilrunde Dienste und Rundstäbe auf, die mit skulptierten Kapitellen geschmückt sind, Bauteilkanten werden mit Rückversätzen aufgelöst, Apsidenwände werden mit Blendarkaden auf Säulen gegliedert, Einwölbungen erhalten Kreuzgrate.
Außenseitig besteht der frühromanische Abschnitt aus teilverputztem kleinformatigen Bruchsteinmauerwerk mit Bauteilkanten aus größeren Werksteinen, hingegen der hochromanische gänzlich steinsichtig (unverputzt)aus großformatigen Werksteinen.
Ob das Lang- und Querhaus in den ersten hundert Jahren ein schlichteres Chorhaupt in frühromanischem Stil besessen hat, ist nicht unwahrscheinlich, aber nicht belegt. Eine Seltenheit ist in dieser Epoche der basilikale Aufriss (Schnitt) des Langhauses mit direkter Obergadenbelichtung des Mittelschiffs bei einer Kirche der Auvergne. Dieses kühne Anheben der Mittelschifftonne, gegenüber den seitlichen Halbtonnen, zum Einbau von Fenstern stellt hier die absolute Ausnahme dar und gehört zu den ersten Versuchen der Baumeister der Limagne. Ein zweites Beispiel ist für Beaumont bekannt.
Die Trompenkuppel der Vierung gehört zur ersten Bauperiode des frühen 11. Jahrhunderts. Sie ragte jedenfalls über die Dächer des Querhauses hinaus, was eine äußere Einhausung durch Hochführen der Vierungswände und eine Überdachung erforderlich machte. Ob damals schon ein Glockenturm über der Vierung existiert hat, ist nicht bekannt, aber erscheint eher unwahrscheinlich zu sein. Möglicherweise hat man zunächst die Vierungswände bis knapp über die Kuppel hochgeführt und mit einem flach geneigten Pyramidendach überdeckt.
Die äußeren Dekorationen, vor allem die Traufgesimse auf Hobelspankragsteine und das um das ganze Chorhaupt herumgeführte Gesimsband mit einfachem Rollenfries sind Werke der zweiten Bauperiode. Die skulptierten Traufgesimse der Schiffe und die Rollenfriese an den Quer- und Langhausgiebeln der 100 Jahre älteren Gebäudeteile wurden im 12. Jahrhundert nachgerüstet.
Die Putzmalerei des Freskos auf der Kalotte der Chorapsis wird ebenfalls in das 12. Jahrhundert datiert, ebenso wie eine polychromeFassung verschiedener Bauwerksteile, von der nur noch geringe Reste erhalten sind.

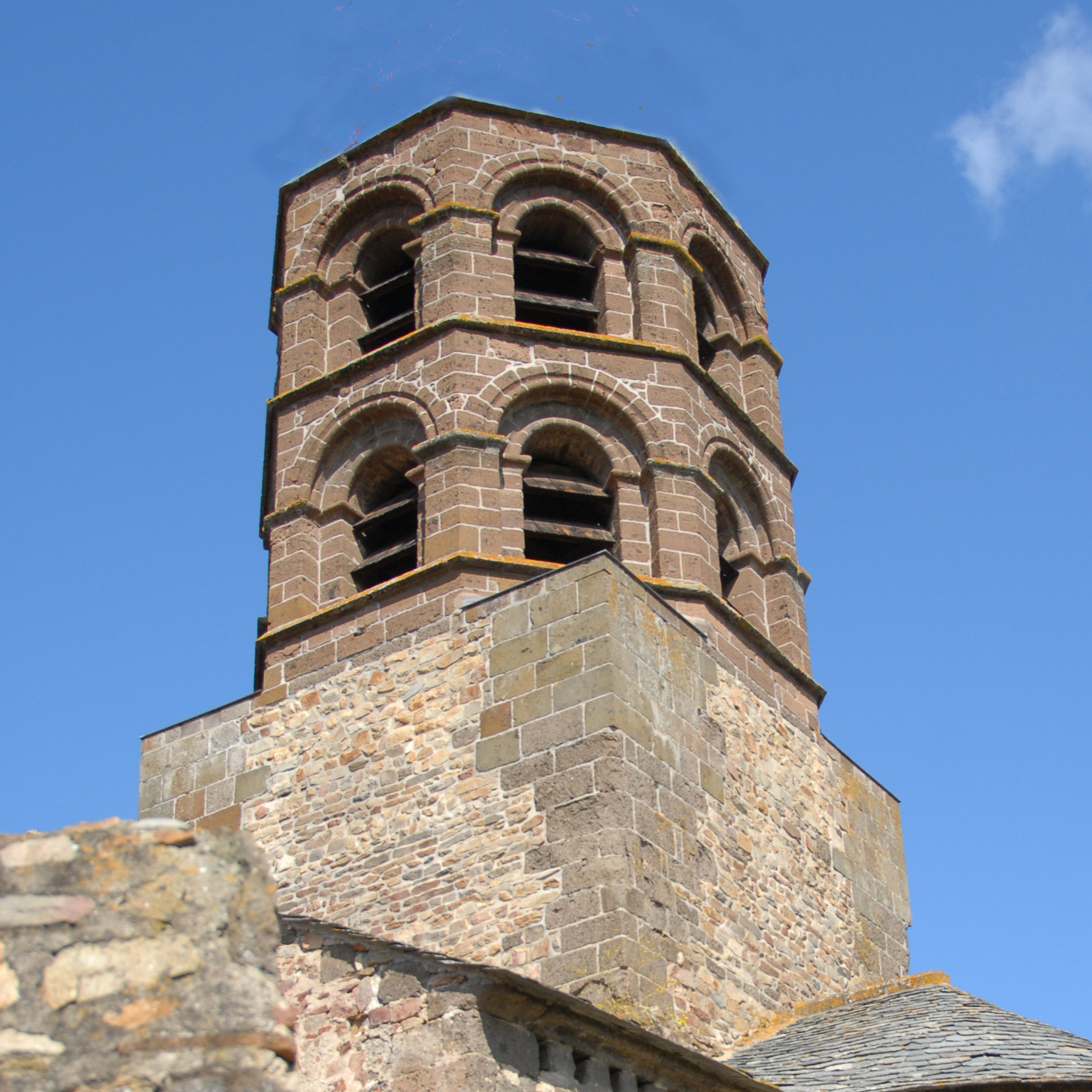
St-André de Lavaudieu, Glockenturm von SO (ohne Helm)

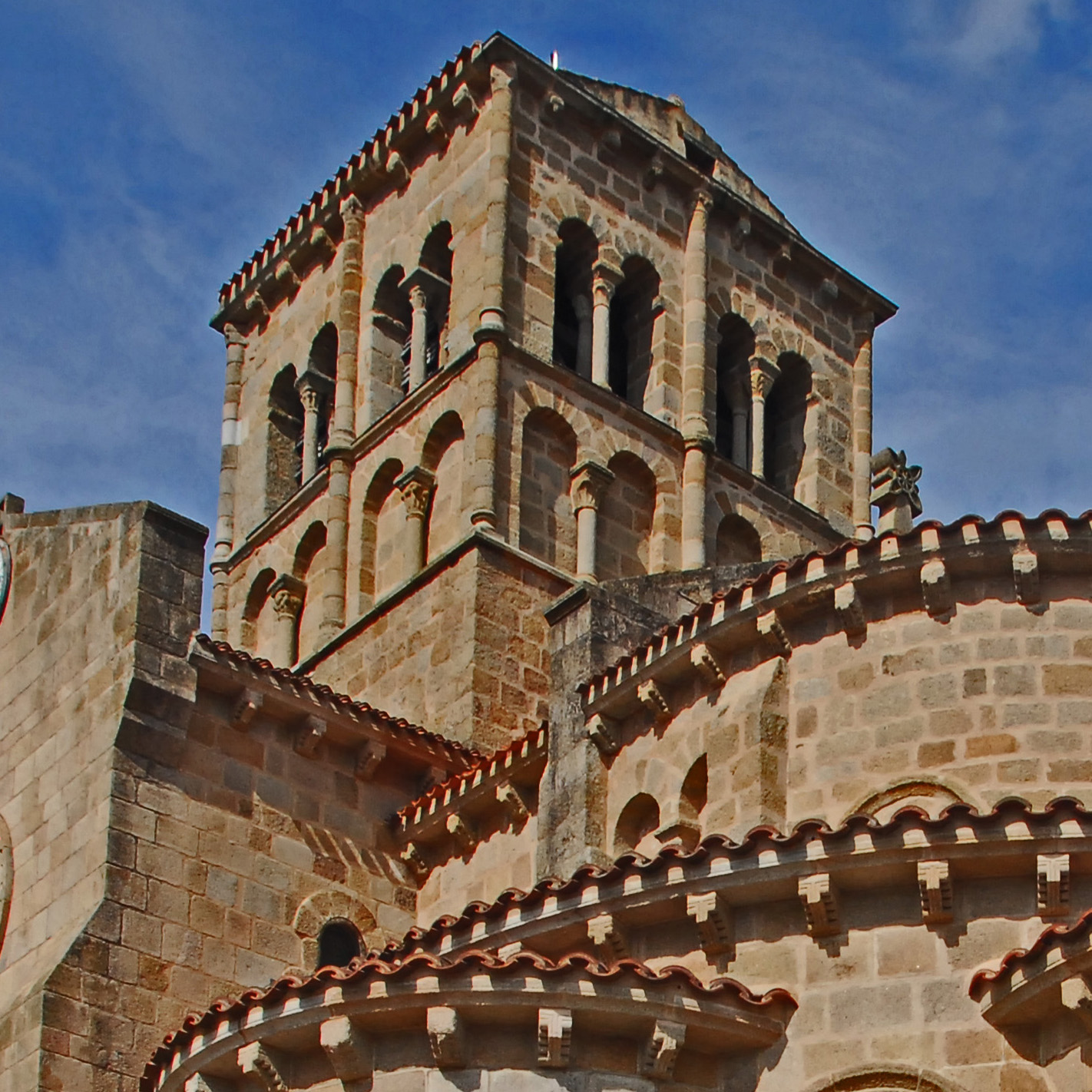
N.-D.-de-Châtel-Montagne, Glockenturm von SO

Der in der Zeit der Französischen Revolution zerstörte Glockenturm war vermutlich ebenfalls ein Werk der hochromanischen Epoche. Über das ehemalige Aussehen des Glockenturms kann man nur spekulieren. Wie bei einigen noch erhaltenen oder werkgetreu sanierten Vierungstürmen in der näheren Umgebung könnte man sich auch hier einen achteckigen zweigeschossigen Turm auf quadratischem Sockel vorstellen, mit allseitiger Durchfensterung mit Arkaden oder Zwillingsarkaden und einem Helm in Form einer achteckigen Pyramide. Beispiel: Glockenturm der Abteikirche St-André von Lavaudieu (siehe Bild). Es kann allerdings auch ein Glockenturm mit gänzlich quadratischem (rechteckigem) Grundriss angenommen werden. Beispiel: Glockenturm der Abteikirche N.D.-de-Châtel-Montagne (siehe Bild).
Über die historische Entwicklung der Kirche und der Pfarrgemeinde in den folgenden Jahrhunderten finden sich in den Quellen keine Hinweise. Vermutlich in der Epoche der Spätgotik (1350–1520) sind zwei Fenster der Südwand im 1. Joch und im Querhausarm vergrößert und im gotischen Stil dekoriert worden.
Die erste bedeutende Veränderung an der Kirche ist für die Jahre nach der Französischen Revolution (1789) bekannt geworden, und zwar die Zerstörung des Glockenturms über der Vierung gegen Ende des 18. Jahrhunderts, wie es in der Auvergne bei zahlreichen Kirchengebäuden geschehen ist.
Der im 19. Jahrhundert erfolgte „Wiederaufbau“ des Glockenturms entspricht nicht annähernd den ästhetischen Ansprüchen der auvergnatischen Vierungsglockentürmen der Hochromanik. Weitere Bauwerke des 19. Jahrhunderts sind der Treppenaufgang zum Glockenturm und der Sakristeianbau an die südliche Querhauskapelle.
Im Jahr 1889 hat man die Kirche für den Bedarf einer landwirtschaftlichen Schule um einen großen „Portalvorbau“ erweitert, der aus grauem Mauerwerk bestand und damit ihre Fassade weitgehend verdeckte und das Gebäude erheblich entstellte. Warum es zu einer solchen „betriebsfremden“ Erweiterung kam, geht nicht aus den Quellen hervor.
Zur schlimmsten Entstellung und Zerstörung wird heute die fast vollständige Entfernung aller inneren Bekleidungen aus Putz, Kalk, Stein und Anstrichdeckschichten zu Beginn des 20. Jahrhunderts gerechnet. Danach hat man die rohen Oberflächen mit einem ungewöhnlich harten Zementputz beschichtet, dessen dichte Oberfläche die Feuchtigkeit in den Bauteilen einschloss. Diese unsäglichen Arbeiten wurden durch die großzügige Spende eines Gemeindemitglieds postum ermöglicht. Durch die Zerstörungen gingen reichhaltige Spuren der Bauteiloberflächen verlosen. Ausgenommen blieb davon lediglich das Fresko in der Kalotte der Chorapsis.
Am 11. Juli 1903 wurde Saint-Jean von Glaine-Montaigut als Historisches Denkmal klassifiziert.
Im letzten Jahrzehnt des 20. Jahrhunderts erfolgten gründliche und umfangreiche Restaurierungsarbeiten inner- und außerhalb der Dorfkirche.
Chronologie der Restaurierungsarbeiten:
- 1988 und 1990: Planung und Abstimmung der künftigen Restaurierungsarbeiten.
- 1991: Restaurierung Glockenturm und Rückbau des Portalvorbaus.
- 1992 und 1993: Restaurierungsabstimmungen zum Mauerwerk
- 1994 bis 1995: Entfernung des Zementputzes, Auftrag eines neuen weichen Kalkputzes mit Anstrich aus Kalkmilch, Vollendung Lang- und Querhaus
- 1995: Restaurierung der Fenster, Erneuerung der Elektrik, Wiederherstellung der Polychromie auf Basis der seltenen aktualisierten Spuren, unter Gebrauch von traditionellen Pigmenten und Bindemitteln
- 1996–97: Restaurierung Chor und Kapellen

## Bauwerk
Abmessungen

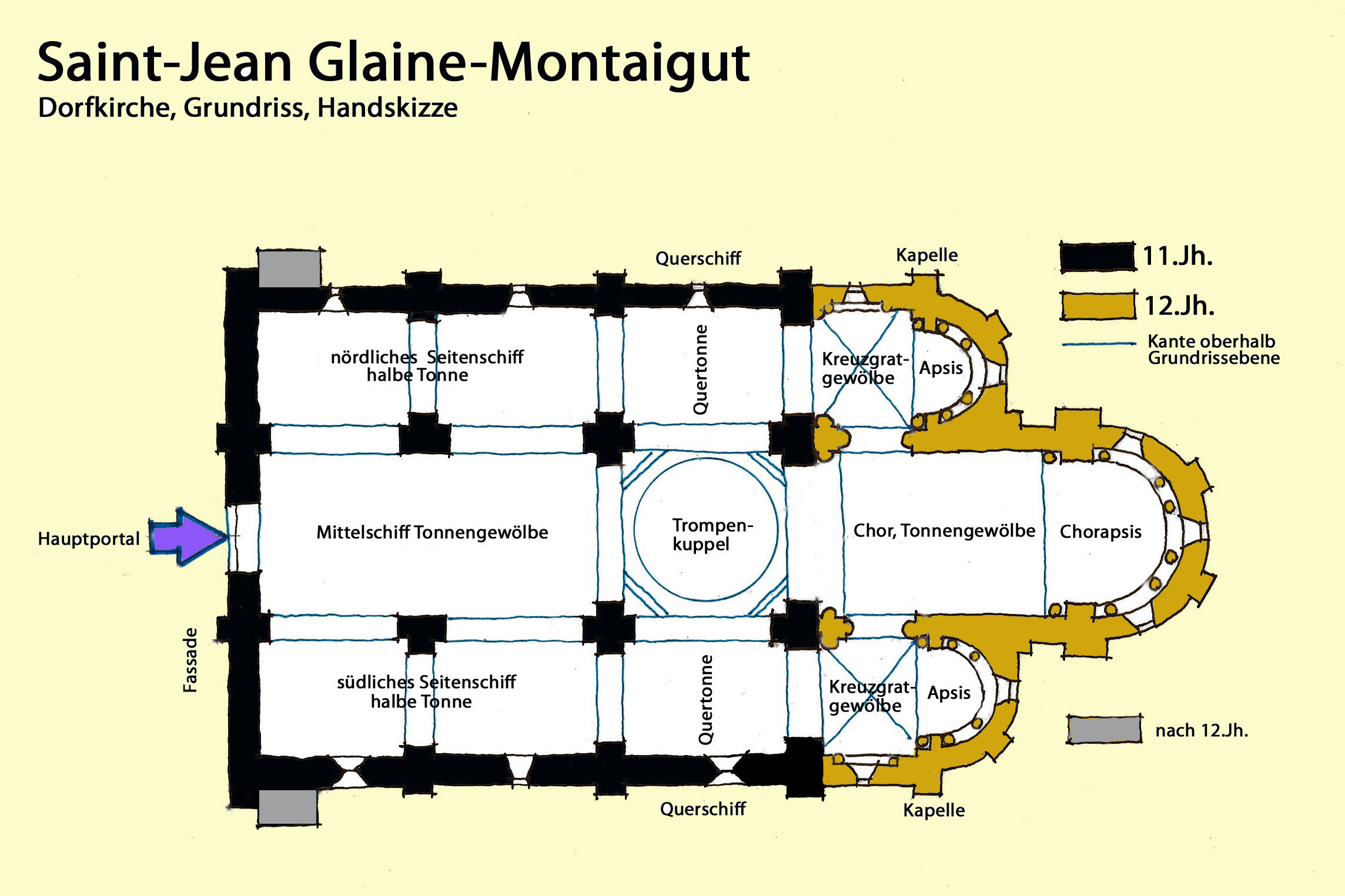
St.-Jean Glaine-Montaigut, Grundriss, Handskizze

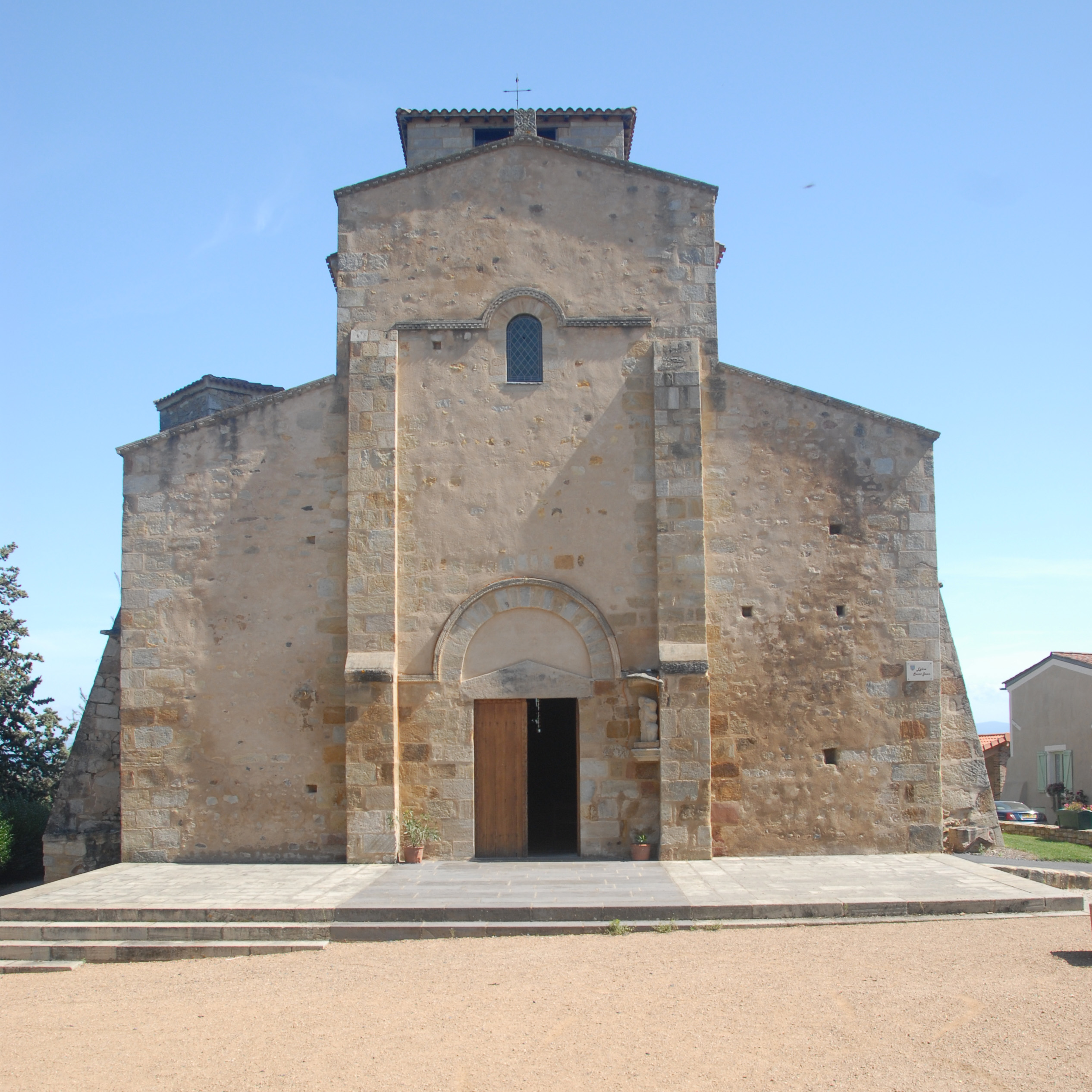
Fassade von W

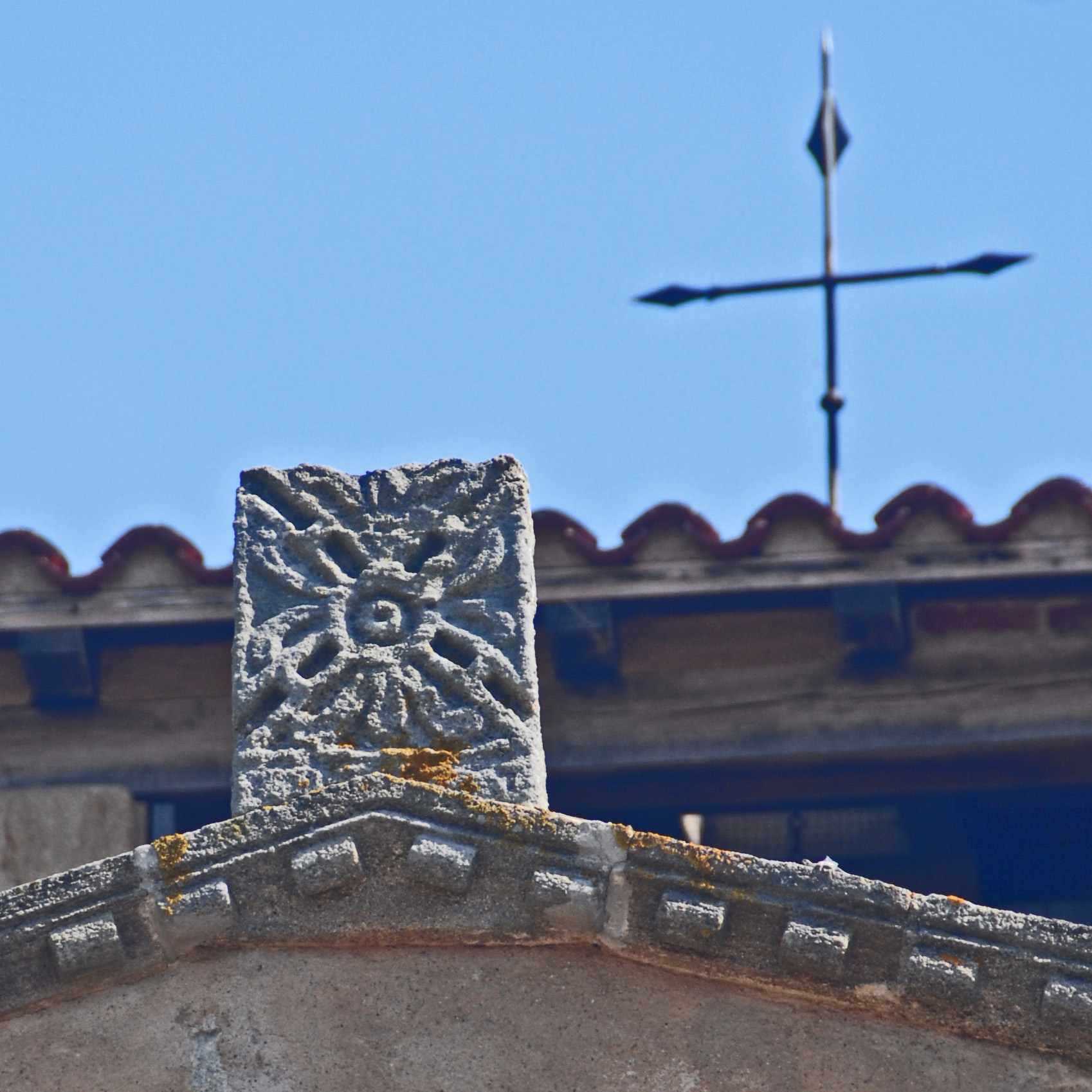
Fassadenfirst, Tatzenkreuz

(circa, aus Plan gemessen und aus Portalbreite = 2,0 m hochgerechnet)
- Gesamtlänge (ohne Vorlagen): 28,5 m
- Gesamtbreite (ohne Vorlagen): 14,5 m
- Länge Lang- und Querhaus: 17,5 m
- Breite Mittelschiff außen: 6,3 m
- Breite Mittelschiff innen: 4,8 m
- Länge Mittelschiff innen: 10,0 m
- Chorlänge außen: 11,5 m
- Chorlänge innen: 10,0 m
- Länge Kapellen außen: 5,0 m

### Äußere Erscheinung

#### Langhaus
Das Langhaus ist äußerlich geprägt von der basilikalen Abstufung des Mittelschiffs zu den deutlich niedrigeren Seitenschiffen, die eine direkte Belichtung des Mittelschiffs mit Obergadenfenstern erlaubt, eine Rarität in der frühen Romanik der Auvergne. Es ist gegliedert in drei Schiffe und zwei Joche. Sein rechteckiger Grundriss ist in Längsrichtung der Kirche deutlich kürzer, als in seiner Querrichtung.

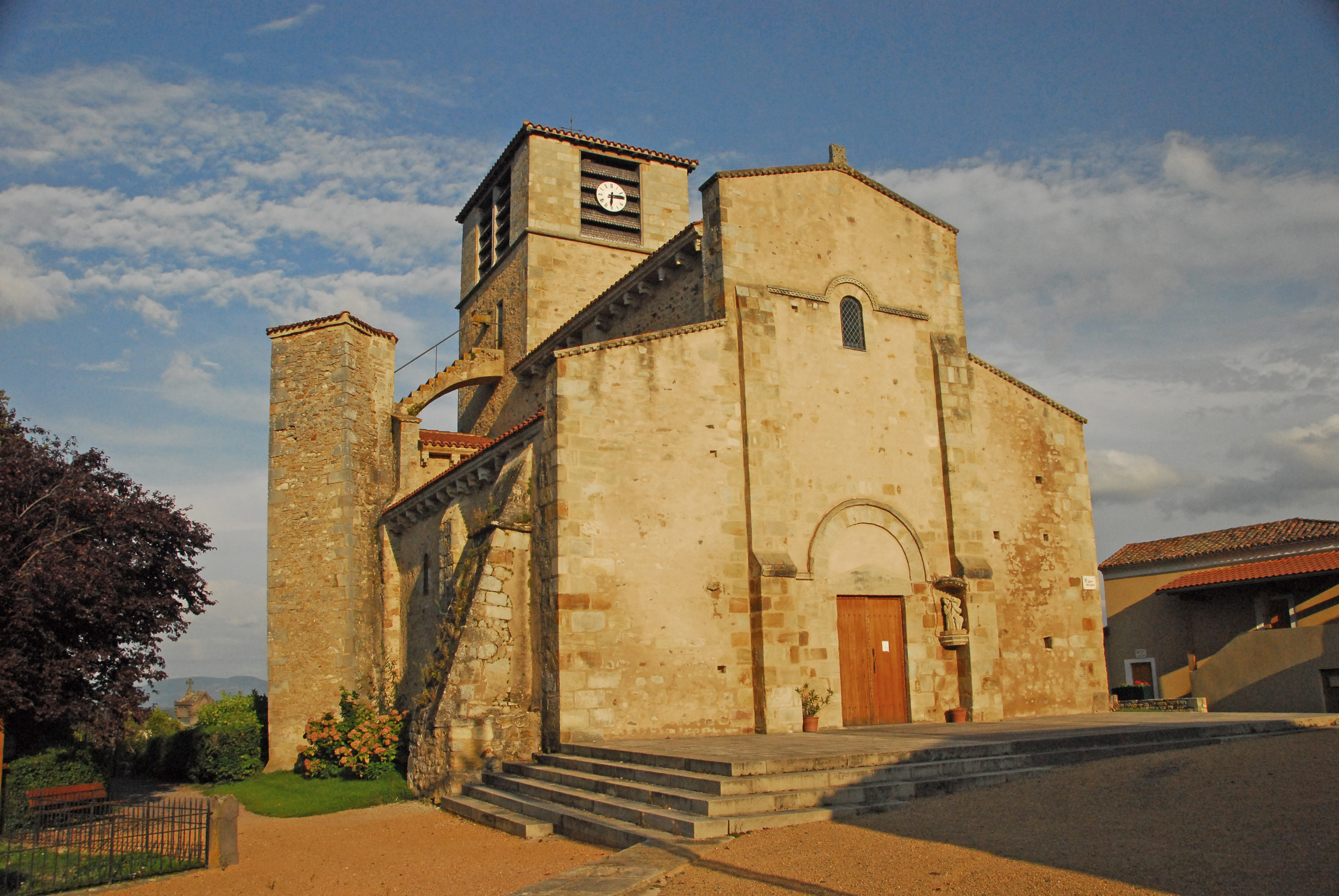
Ansicht von NW

Die Außenwände des Langhauses sind aus Natursteinmauerwerk aus schlichten Feldsteinen oder Bruchsteinen kleinerer Formate unterschiedlicher Färbung in unregelmäßigem Verband gemauert. Die Wandoberflächen wurden überwiegend mit einem einfachen hellbeigen Wandputz bedeckt, der über die vorspringenden Steine des Mauerwerks abgezogen worden ist. Dadurch sind Natursteine einzeln oder in Gruppen in der Putzfläche sichtbar geblieben. Bauteilkanten, Öffnungseinfassungen und ganze Wand- oder Strebepfeiler sind steinsichtig aus großformatigen Werksteinen gefügt.
Das Mittelschiff ist mit einem etwa 20 Grad geneigten Satteldach überdeckt, die Seitenschiffe mit Pultdächern gleicher Neigung. Die Dächer sind mit roten Hohlziegeln in römischer Art eingedeckt, die auch Mönch-Nonnen-Ziegel genannt werden. Die weit ausladenden Traufen bestehen aus kräftigen Gesimsplatten mit breit gefaster Sichtkante, die auf sorgfältig skulptierten Hobelspankragsteinen aufgelegt sind. Die Traufziegel liegen auf den Gesimsplatten auf, ragen knapp über deren Außenkante hinaus und sind unterseitig bündig mit dieser vermörtelt. Das Regenwasser tropft frei von den Traufziegeln ab.

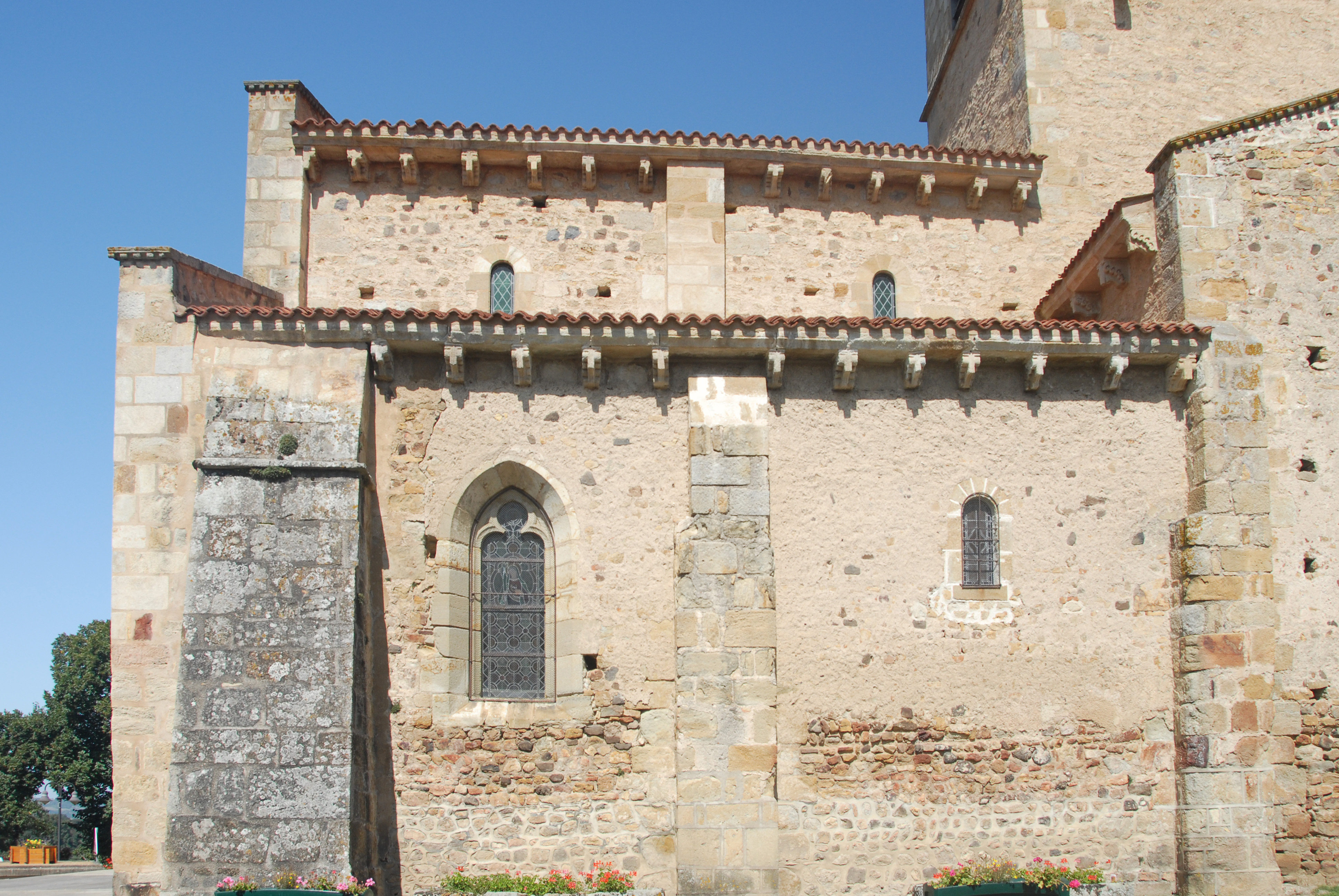
Langhaus von S

In den Außenwänden der Seitenschiffe und des Mittelschiffs werden die beiden Joche durch rechteckige Wandpfeiler unterteilt, die bis unter die Traufe reichen. In jedem Joch des Mittelschiffs und der Seitenschiffe ist mittig ein kleines schlankes und rundbogiges Fenster ausgespart mit rechtwinkligen Laibungskanten. Ihre Brüstungen liegen in den Seitenschiffwänden etwa in halber Wandhöhe, die des Mittelschiffs knapp über den Pultdachfirsten. Eine Ausnahme davon ist das Fenster im Joch eins des südlichen Seitenschiffs. Es wurde in der Epoche der Gotik in ein Fenster mit Spitzbogen deutlich vergrößert, mit nach außen aufgeweiteten Gewänden und mit gotischem Maßwerk in Form eines halben Vierpasses geschmückt.
Im Joch eins der Seitenschiffwände sind nachträglich in ganzer Wandhöhe wuchtige im Grundriss rechtwinklige Strebepfeiler (auch Strebemauer) angebaut worden, und zwar unmittelbar neben der dort überstehenden Fassadenwand. Die Außenseite der Pfeiler tritt aufwärts kontinuierlich zurück, ihre Oberseiten sind weniger steil nach außen abgeschrägt. Der Zeitpunkt ihrer Errichtung ist nicht bekannt, dürfte aber im oder nach dem 12. Jahrhundert erfolgt sein.

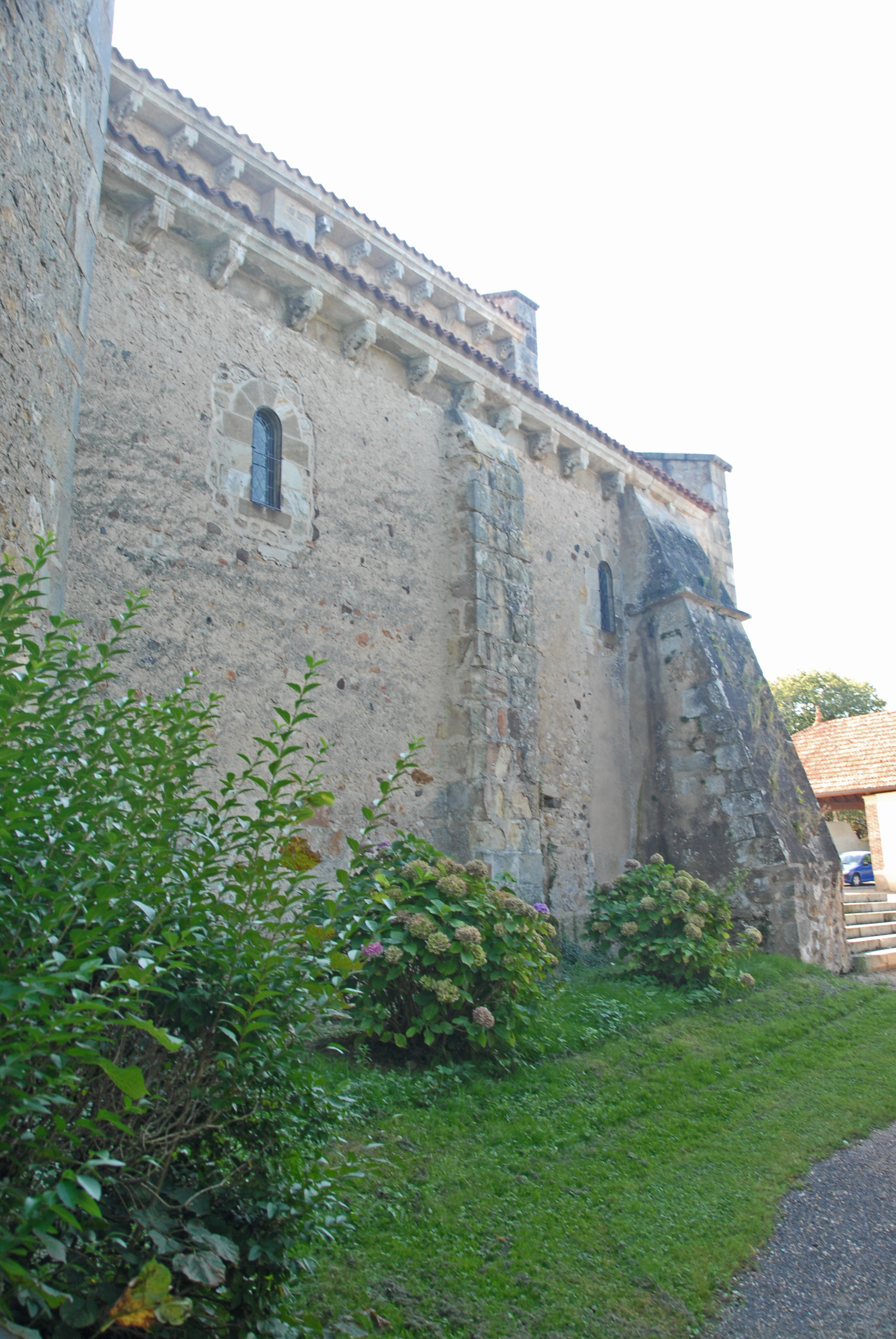
Langhaus, Nordwand

Die Fassade (Westwand) des Langhauses ist vertikal in drei Abschnitte gegliedert, entsprechend der inneren Schiffteilung, das mittlere ist etwas breiter als die beiden seitlichen, Die Unterteilung übernehmen zwei im Grundriss rechtwinklige Wandpfeiler, die bis in Höhe der Pultdachfirste der Seitenschiffe reichen, und etwa in einem Drittel ihrer Höhen Rückversätze aufweisen, („abgekafft“ sind). Ihre Oberseiten und Rückversätze sind steil abgeschrägt. Die oberseitig in Neigung der Dachflächen abgeschrägte Fassadenwand überragt ihre dahinter anschließenden Dachflächen deutlich. Ebenso ragt die Fassadenwand beidseitig über die Seitenwände der Schiffe hinaus und verdeckt gerade ihre ausladenden Traufen. Die schrägen Oberseiten der Fassadenwand sind mit flachen Steinplatten abgedeckt, die außenseitig leicht auskragen und dort mit einfachen Rollenfriesen geschmückt sind. Der Giebelfirst wird bekrönt von einem steinernen quadratischen Kreuz, mit einem kreisrunden Zentrum und weit gefächerten Armen, die mit pflanzlichen Motiven dekoriert sind. Diese Kreuze, die an das Tatzenkreuz der Tempelritter erinnern, findet man häufig bei romanischen Kirchen in der Auvergne, wie zum Beispiel an der Stiftskirche Notre-Dame-du-Port de Clermont-Ferrand.

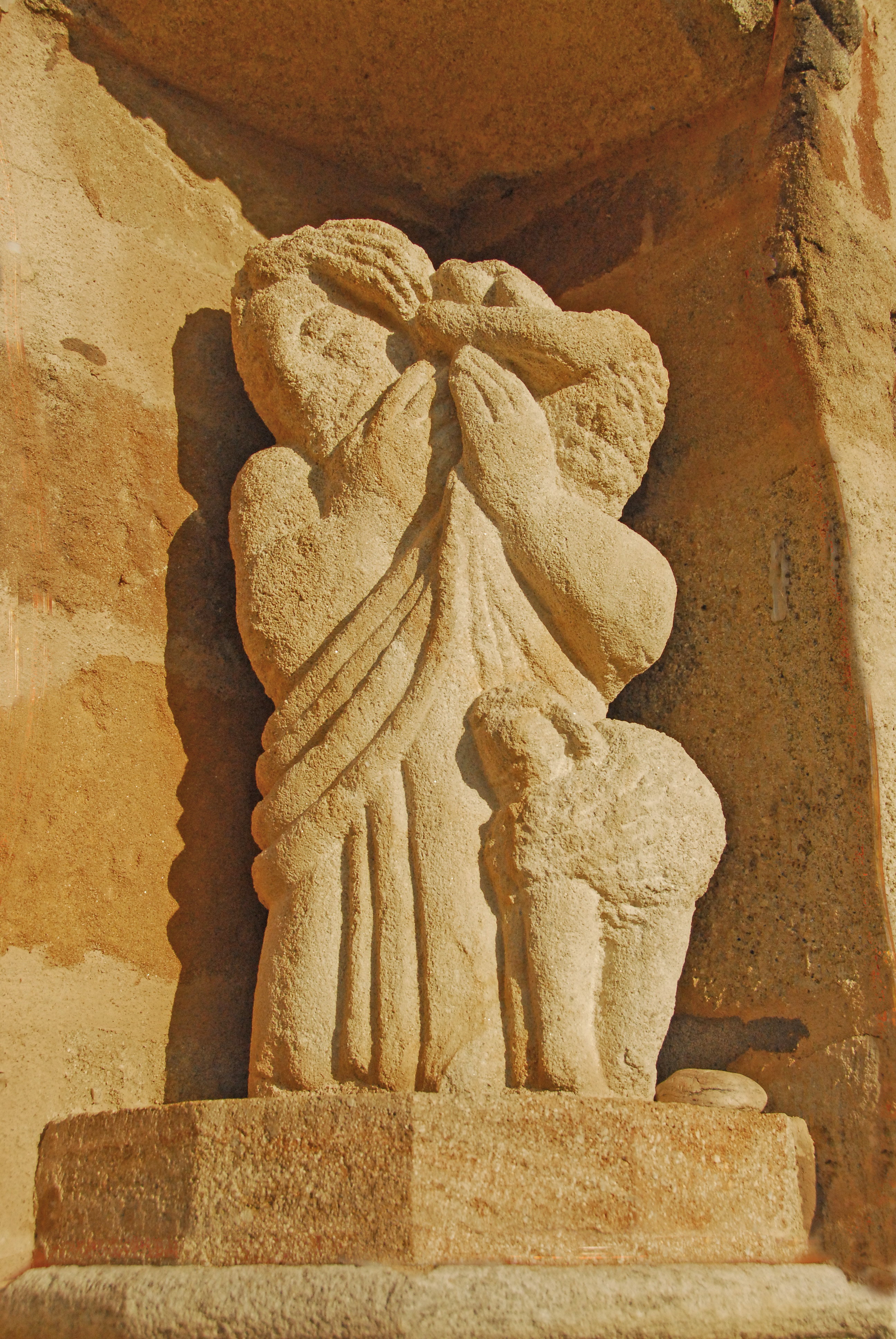
Frau mit zwei Schafen

Das mittlere Feld der Fassade schließt das Mittelschiff nach Westen ab. In seiner zentralen Achse sind zwei Öffnungen ausgespart, das Hauptportal und weit oben, in Höhe der Wandpfeilerenden, ein rundbogiges Fenster, dessen Keilsteinbogen von einem Kraggesims umfasst wird, das in Höhe der Bogenansätze nach außen waagerecht abschwenkt und bis zu den Wandpfeilern reicht. Es ist mit einem doppelten Rollenfries dekoriert. Das zweiflügelige Hauptportal besitzt eine rechteckige Türöffnung, die von einem schlichten Monolithen abgedeckt wird, der oberseitig satteldachförmig nach beiden Seiten leicht abgeschrägt ist. Es wird überdeckt von einem halbkreisförmigen Bogen aus Keilsteinen, dessen Bogenfeld ohne Struktur leicht zurückspringt. Der Keilsteinbogen wird von einem profilierten Kragprofil eingefasst. Die beiden völlig geschlossenen ebenen Seitenfelder der Fassade schließen die Seitenschiffe ab.
Die architektonischen Schmuckelemente wie etwa die Traufausbildung aus Gesimsplatten auf Hobelspankragsteinen oder die Gesimse aus Rollenfriesen wurden erst nachträglich, zusammen mit der Errichtung des Chorhauptes, dem ursprünglich schmucklosen Langhaus hinzugefügt. In der rechten oberen Ecke des Hauptportals ist eine Skulptur angebracht, eine Frau, die sich um zwei Schafe kümmert.

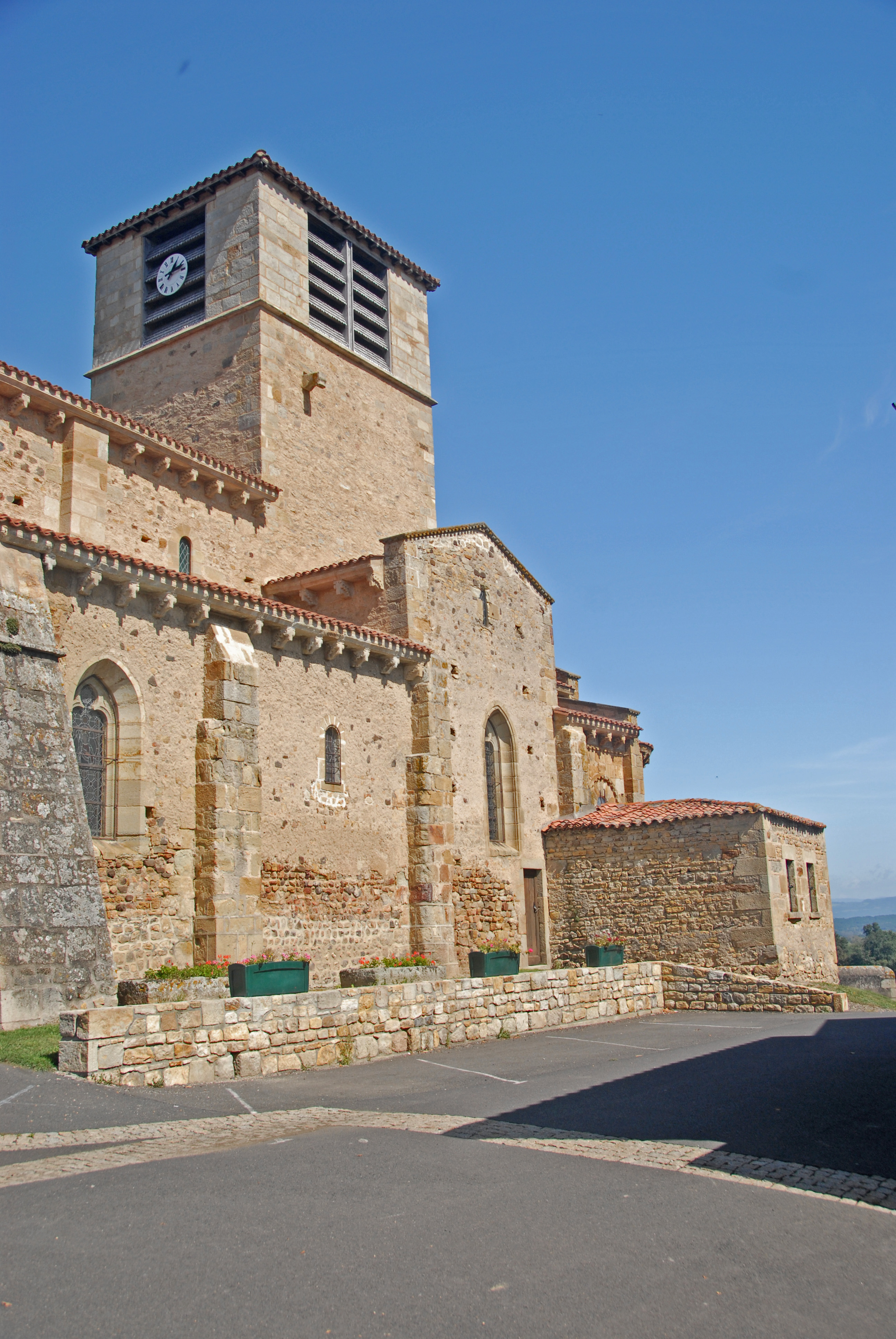
Querhaus u. Glockenturm von SW

#### Querhaus mit Vierung und Glockenturm
Das Querhaus ist zusammen mit dem Langhaus in der ersten Bauperiode errichtet worden, allerdings ohne den Glockenturm über der Vierung, der gegen Ende des 18. Jahrhunderts zerstört worden ist. Die Oberflächen der Außenwände und Bauteilkanten entsprechen daher ziemlich genau denen des Langhauses. Letztes trifft ebenfalls zu für die Traufausbildung, die Dacheindeckung und deren Neigungen, und die Ortgänge der Giebelwände.

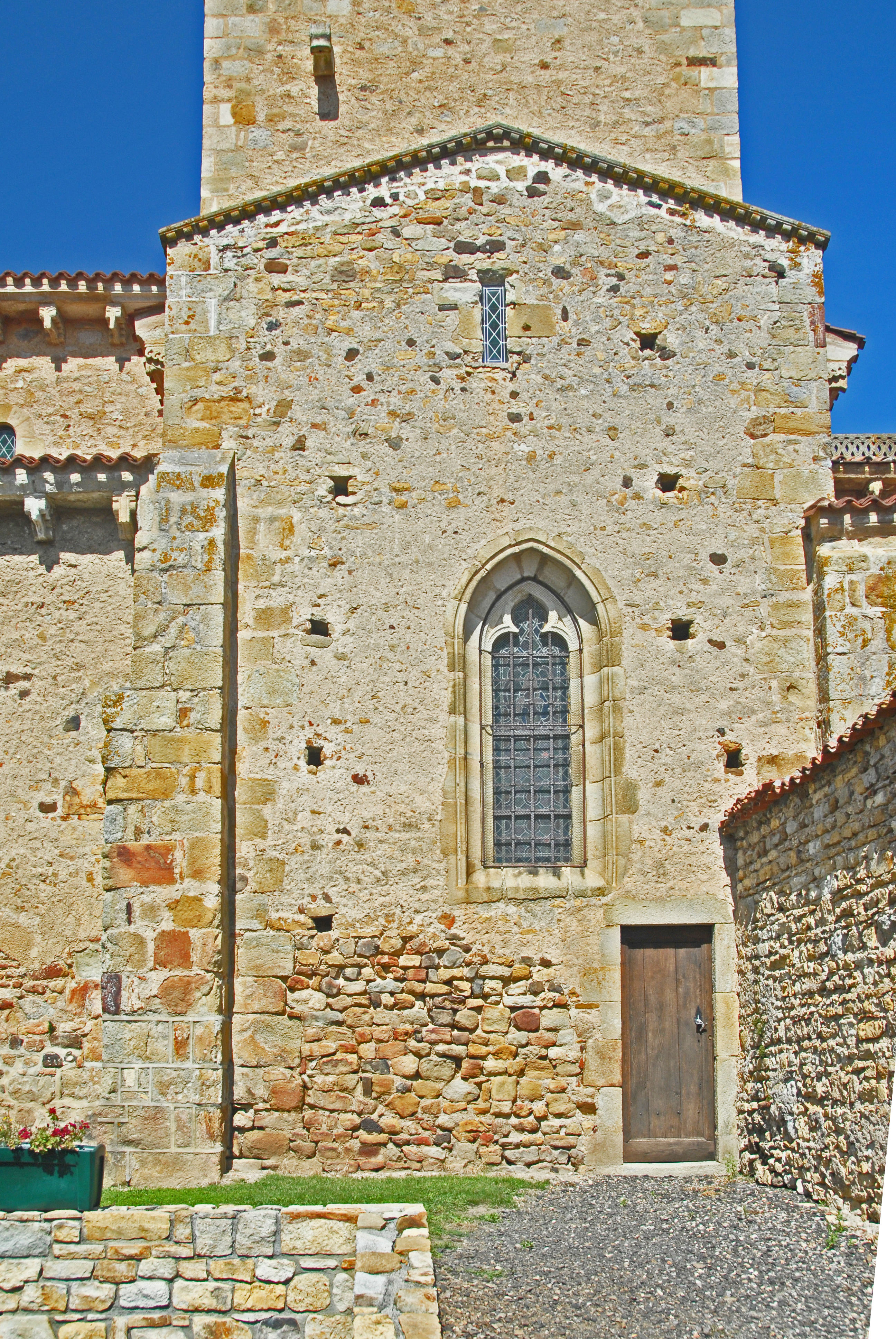
Südlicher Querhausgiebel

Obgleich die Querhausarme die Breite des Langhauses nicht überschreiten, ist dieser Gebäudeteil von außen gut als Querhaus zu erkennen, der das Langhaus nach Osten verriegelt. Vor allem tragen dazu die deutliche Erhöhung der Querhausarme gegenüber den Seitenschiffen, die Querstellung ihrer Firste und Traufen und ihre nördlichen und südlichen Giebelwände bei. Die Dachhöhe bleibt jedoch bei weitem unter der des Mittelschiffs. Auf dem Giebel des nördlichen Querhausarms ist noch das ursprüngliche kleine rundbogige Fenster erhalten, das den Fenstern der Seitenschiffe entspricht. Auf dem Giebel des südlichen Querhausarm wurde später das ehemals gleiche Fenster vergrößert und in ein Spitzbogenfenster mit gotischem Maßwerk geändert. Es entspricht etwa dem Fenster im ersten Joch. Es wurde allerdings etwas aus der Mittelachse nach Osten verschoben. Auf dem Südgiebel findet sich eine einflügelige Tür am östlichen Rand und hoch oben mittig unter den Giebelortgängen ein schlitzartiges rechteckiges Fensterchen, das an eine Schießscharte erinnert. In Verlängerung der westlichen und östlichen Wände der Querhausarme stehen im Grundriss rechteckige Wandpfeiler die bis in Höhe der hier anstoßenden Traufen der Seitenschiffe und Kapellen reichen.
Der Glockenturm über der Vierung ist ein eher notdürftiger Ersatz des in der Revolution zerstörten Glockenturms, der sehr wahrscheinlich in der Hochromanik des frühen 12. Jahrhunderts errichtet worden ist. Er steht auf demselben leicht rechteckigen Grundriss des vorhergehenden Turmsockels. Dieser ist deshalb rechteckig, weil seine östliche Umrissseite auf der äußeren Kante der östlichen Vierungsarkade steht, die mit Errichtung des Chorhauptes deutlich verbreitert worden ist. Dies ist nicht zuletzt ein Zeugnis dafür, dass der vorherige Vierungsglockenturm aus derselben Epoche stammt, wie das ganze Chorhaupt.
Der Glockenturm besteht heute äußerlich aus zwei leicht rechteckigen „Geschossen“ gleichen Umrisses, die untereinander von einem kräftigen ausladenden Kraggesims getrennt werden. Das untere Sockelgeschoss ragt noch weit über den First des Langhauses hinaus und ist allseitig eben geschlossen. Kurz über den anstoßenden Dachflächen der Querhausarme, gehen die Wandoberflächen des Turmsockels nahtlos in die der Langhauswände über. Etwa einen Meter unter dem vorgenannten Gesims sind auf der Nord- und Südseite etwas außermittig je ein weit ausladender Pferdekopf mit langem Hals eingemauert, der als Wasserspeier fungiert. Beide entwässern eingedrungenen Schlagregen von dem in dieser Höhe angeordneten Boden der Glockenstube. Über dem Kraggesims ragen an den Turmkanten je zwei gleich breite, etwa zwei Meter hohe Wandabschnitte auf, die im rechten Winkel untereinander verbunden sind. Eine flach geneigte pyramidenförmige Dachkonstruktion, deren Sparren an den Traufe leicht auskragen, überdeckt den Turm und ist mit den gleichen roten Hohlziegeln eingedeckt, wie die übrigen Dächer.
Den Turmfirst ziert ein schlichtes Metallkreuz, dessen Arme wie Speerspitzen geformt sind. Die allseitig zwischen den Wandstücken verbleibenden Öffnungen sind mit Klanglamellen ausgefüllt. Das Steinmaterial des Glockenturmmauerwerks und seiner Bauteilecken weist große Ähnlichkeit mit dem des Lang- und Querhauses auf und ist auch so verputzt.
Die Erschließung der Glockenstube mit einem Treppenaufgang erfolgte im Zusammenhang mit der Glockenturmerneuerung. Auf dem Giebel des nördlichen Querhausarms wurde auf dem Grundriss eines Quadrates, ein Treppenturm errichtet, der diagonal mit einer Kante gegen die Wand gestellt und mit ihr verbunden ist. Er birgt eine Spindeltreppe, die ein gutes Stück über das Dach des Querhauses hinaufführt. Eine schmale frei gespannte Treppe verbindet den Ausstieg des Treppenturms mit der Tür im Glockenturm. Der untere Zugang zum Treppenturm erfolgt vom nördlichen Querhausarm über eine Tür in der Außenwand.
Galerie Querhaus mit Vierungsturm

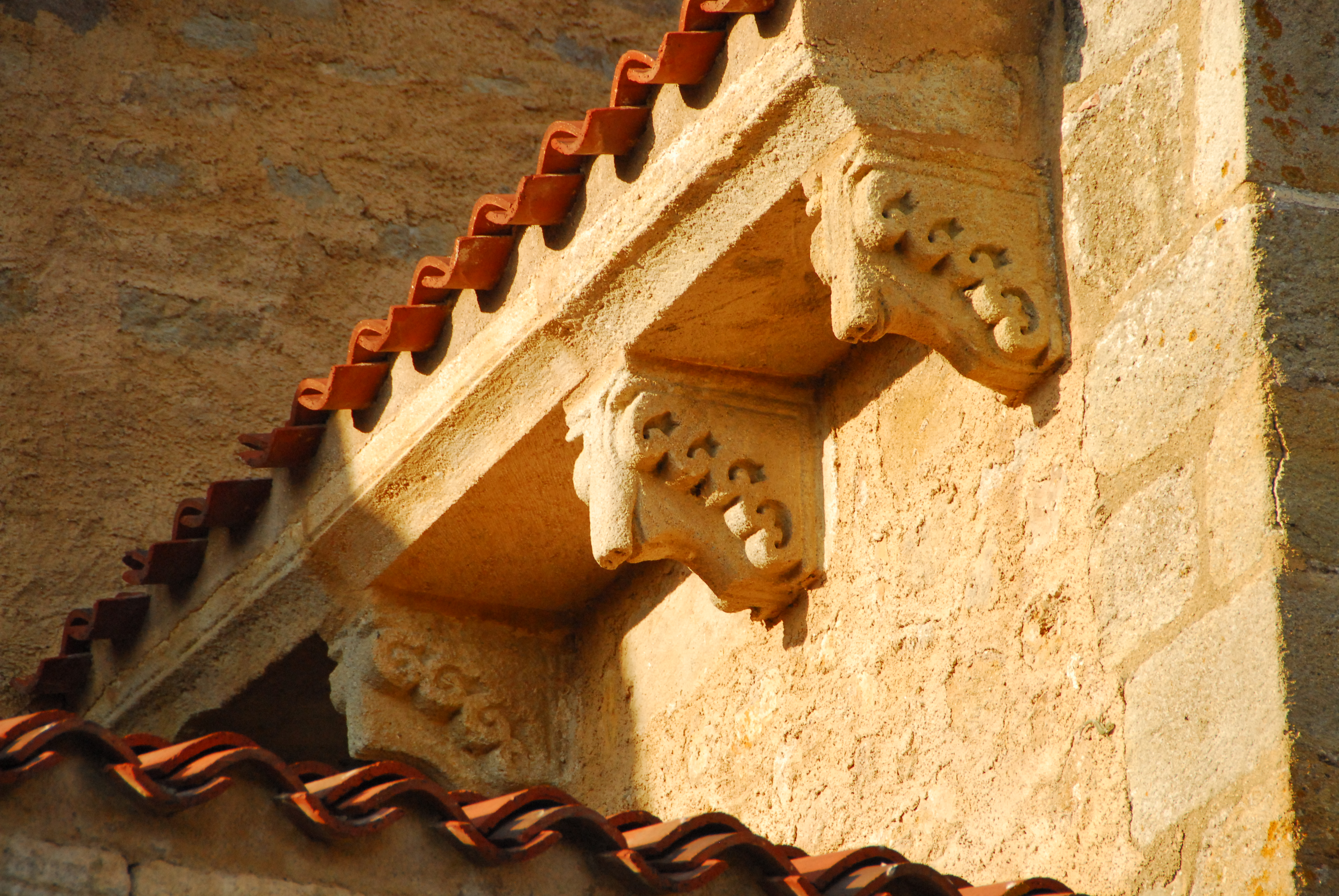
Querhaustraufe, Hobelspankragsteine
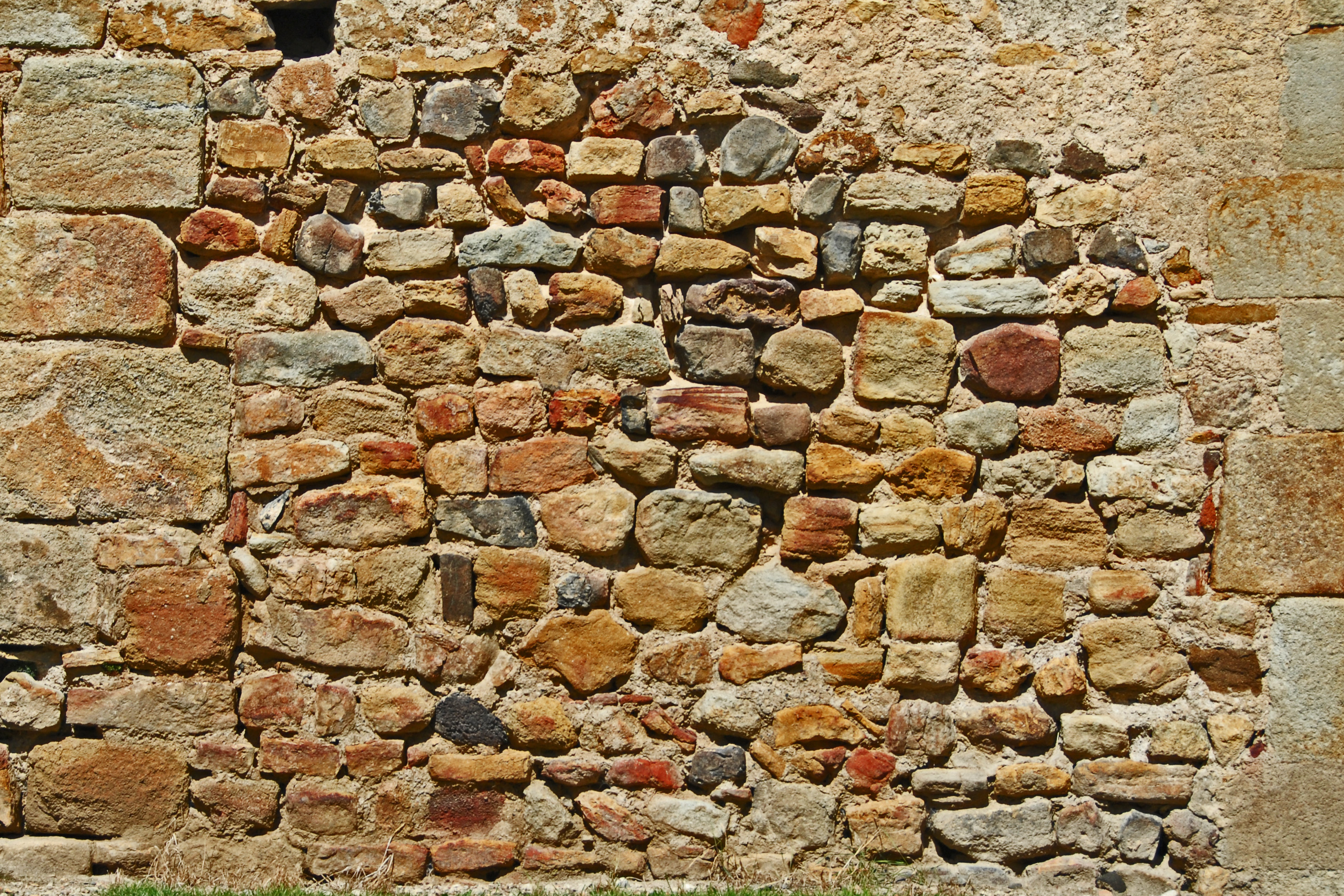
Mauerwerk Querhausgiebel
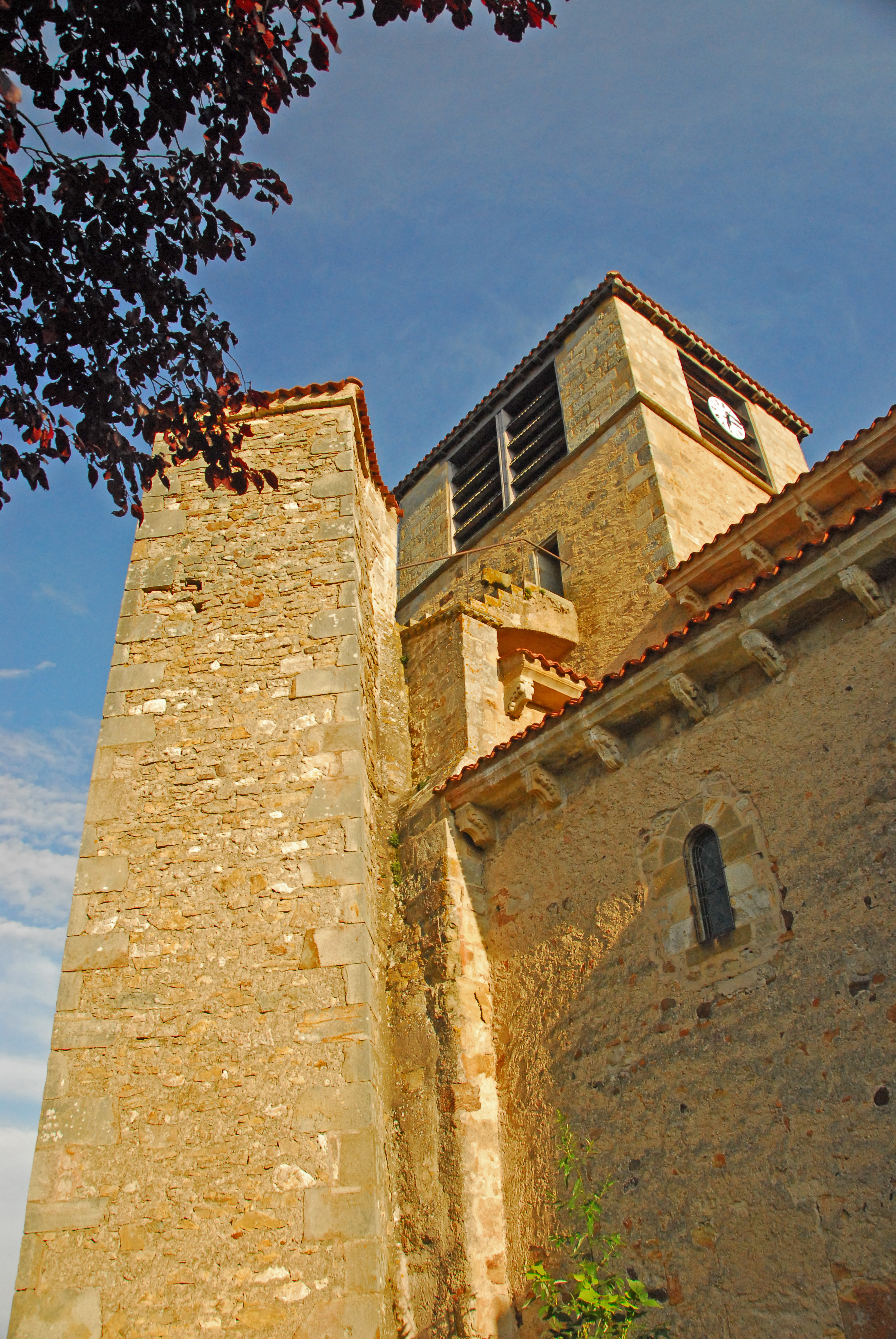
Treppenturm u. Glockenturm von NW
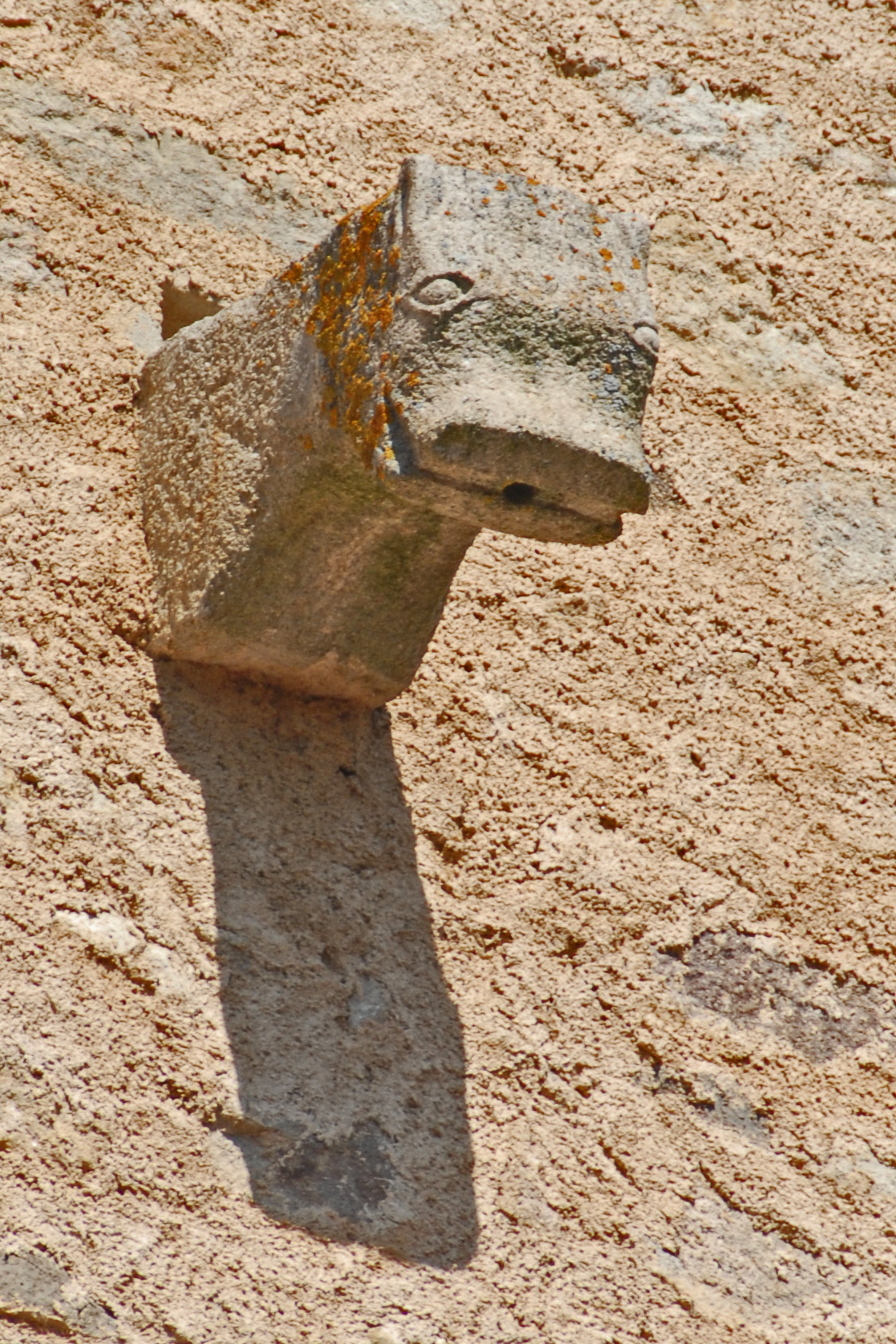
Wasserspeier im Glockenturm, Südwand

#### Chorhaupt inklusive Querhauskapellen

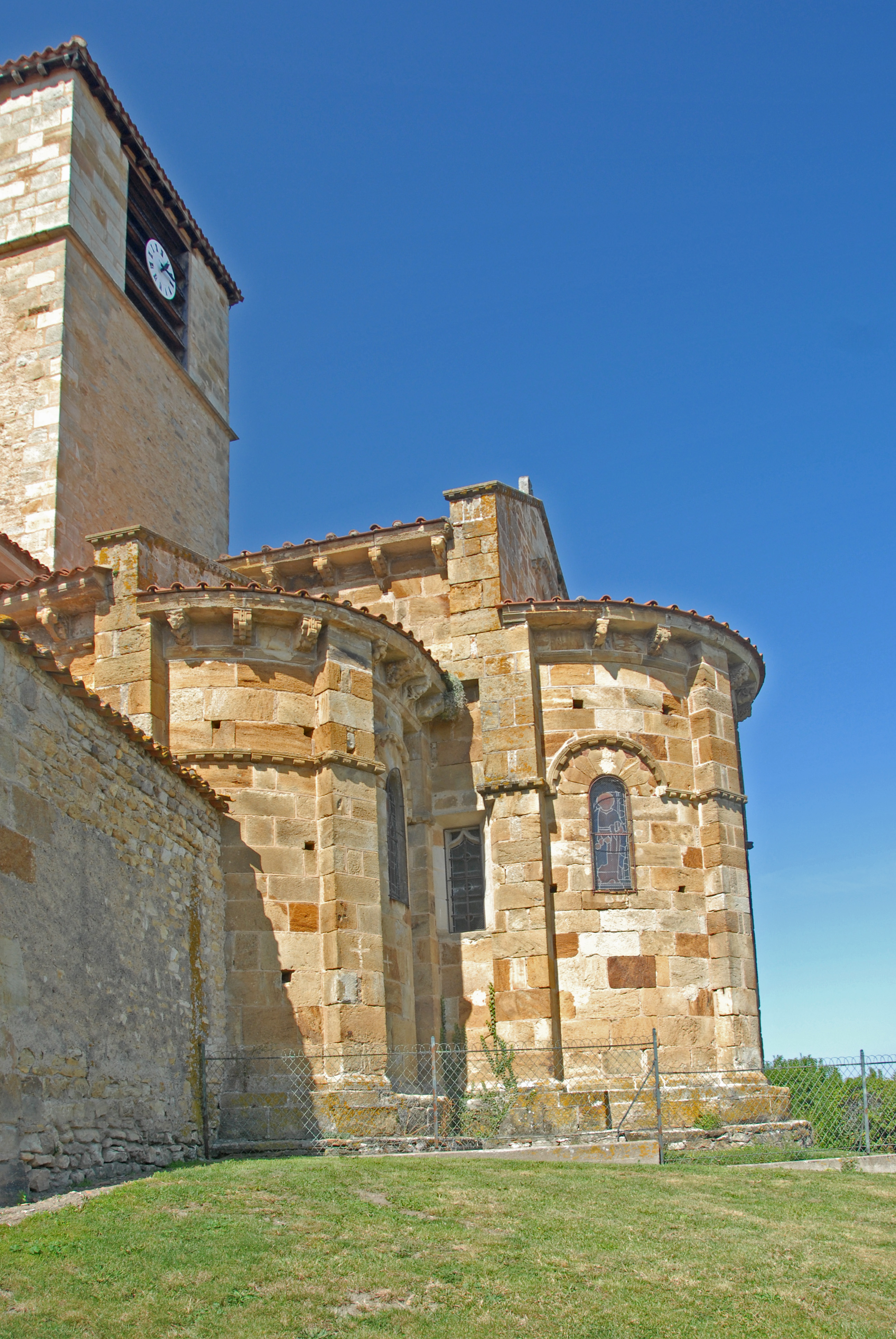
Chorhaupt von S

Das dreiteilige wohlproportionierte Chorhaupt (Chor mit Apsis und ihn flankierenden Kapellen) steht in Verlängerung der Gliederung in drei Schiffe. Das ganze Chorhaupt wurde aus großformatigen Werksteinen aus überwiegend heller, geäderter Arkose in warmer Tönung gemauert, die von fast Weiß bis ins dunkle Braunrot reicht. Die Außenwände des Chorhauptes stehen umlaufend auf einem kräftig vorspringenden Sockel, der oberseitig abgeschrägt ist und den Vorsprüngen der Wandpfeiler mit eigenen Vorsprüngen folgt. Unter dem Sockel liegen die oberen Schichten des nochmals weiter vorspringenden Fundamentes frei.
An den Traufen des Chorhauptes sind vereinzelt statt der Hobelspankragsteine Kragsteine mit Figurenskulpturen eingebaut worden. Dargestellt sind zum Beispiel: eine Frau stillt ihr Kind, ein Mann rauft sich die Haare, Affen, ein Schweinekopf.

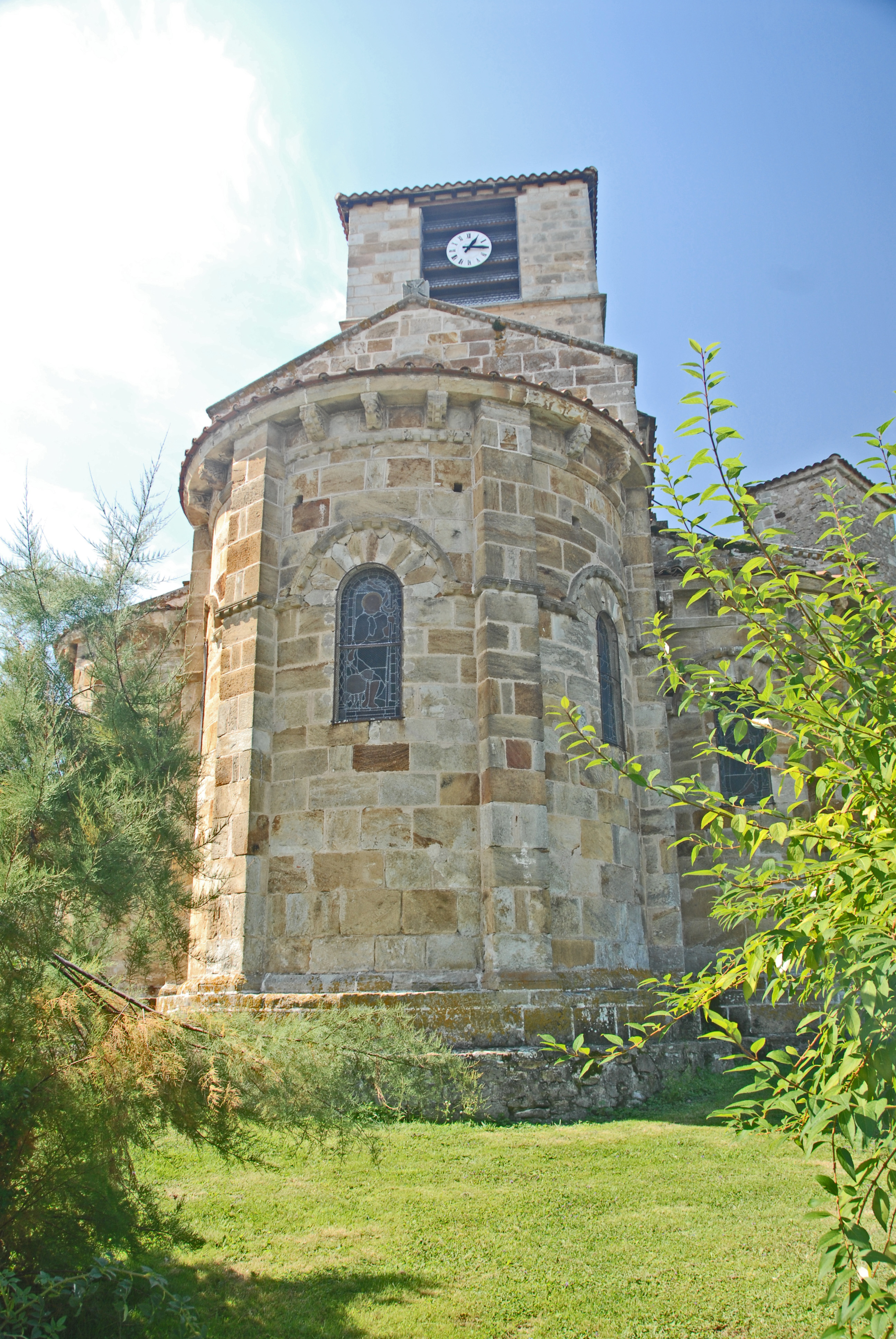
Chorhaupt von O

Die Oberflächen der Seitenwände des lang gestreckten Chorjochs stehen in Verlängerung derjenigen der Seitenwände der Vierung. Das Chorjoch wird überdeckt von einem flach geneigten Satteldach mit Neigung, Eindeckung und Traufausbildung wie beim Mittelschiff. Unterhalb der Hobelspankragsteine verläuft jedoch noch ein schmales Gesimsband, das teilweise mit einfachem Rollenfries verziert ist. Der First des Chorjochs wird bekrönt von einem vermutlich hier rekonstruierten steinernen Dachkamm, der an merowingische oder karolingische Flechtwerke erinnert, wie er bei etlichen Kirchen der Auvergne zu finden ist. Die Höhenlage seiner Traufen entspricht der der Querhausarme. Es wird im Osten abgeschlossen mit einer gleich breiten halbkreisförmigen Chorapsis, die von einem flach geneigten etwa einen Meter tiefer anschließenden Kegeldach überdeckt wird. Seine Dacheindeckung, Neigung und Traufausbildung entsprechen denen des Chorjochs. Chorapsis und Chorjoch werden von einer inneren Arkade getrennt, deren Wand an den Außenseiten als Wandpfeiler vortritt, und das Satteldach in gleicher Neigung überragt. Der schrägen Oberseiten dieser Wand ist mit auskragenden Platten abgedeckt deren Rand mit einfachem Rollenfries dekoriert ist. Der Giebelfirst wird bekrönt von einem steinernen quadratischen Kreuz, ähnlich dem auf dem Langhausgiebel. Unterhalb des Wandfirstes ist ein kleines rundbogiges Fenster ausgespart, dessen Keilsteinbogen von einem Kraggesims umfasst wird, das mit einem einfachen Rollenfries dekoriert ist, das beidseitig in Höhe der Bogenansätze ein Stück waagerecht nach außen abschwenkt.
Der gerundete Teil der Apsiswand wird von zwei rechteckigen Wandpfeilern in drei gleich breite Abschnitte unterteilt. In diesen Abschnitten ist etwa in halber Wandhöhe je ein rundbogiges Fenster ausgespart, dessen Keilsteinbogen von einem Kraggesims umschlossen wird, das mit einem einfachen Rollenfries dekoriert ist. Dieses Profil schwenkt in Höhe der Bogenansätze waagerecht nach außen ab, um das ganze Chorhaupt mit den Kapellen mit ihren Wandpfeilern und sonstigen Fenstern zu umschließen. Der Keilsteinbogen ist bedeckt mit einer Inkrustation aus Steinplatte in den Farben des Mauerwerks. Es werden Keilsteine imitiert, deren äußere Enden angespitzt sind. In die dabei entstandenen dreieckigen Zwischenräume sind Platten in anderer Farbe eingefügt.

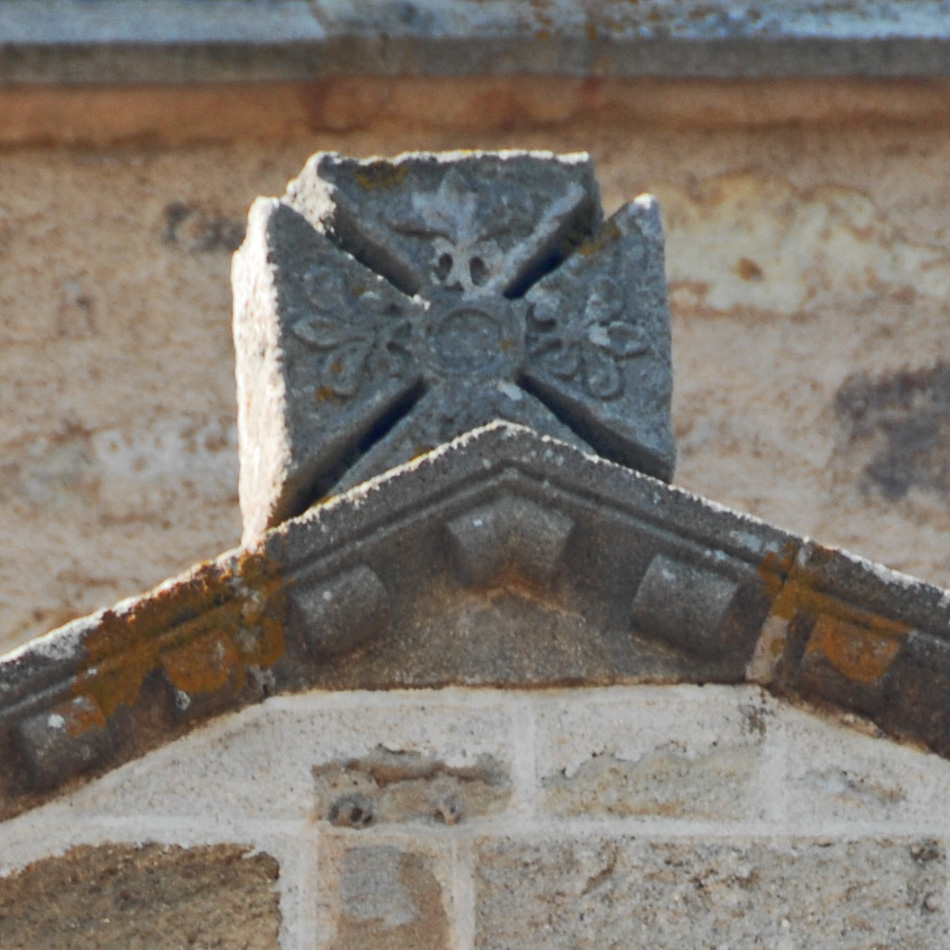
Tatzenkreuz auf Chorfirst

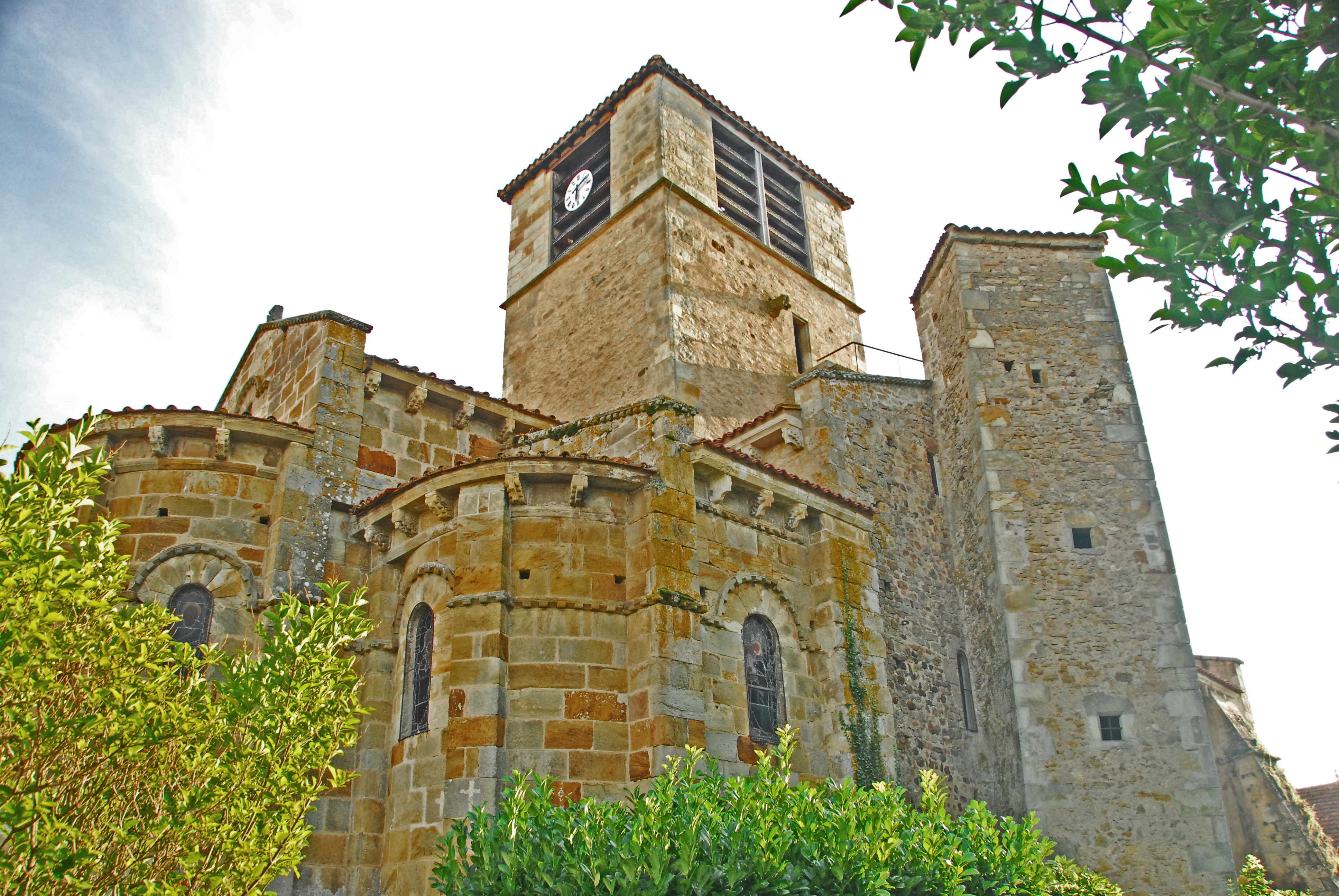
Chorhaupt u. Türme von NO

Das Chorjoch wird flankiert von zwei Querhauskapellen, jeweils aus einem fast quadratischen Joch und einer innerlich halbkreisförmigen Apsis, von der außen nur ein Viertelkreis verbleibt. Die Joche werden von flach geneigten Pultdächern überdeckt, deren Firste etwas unter den Traufen des Chorjochs bleiben. Die Dächer der Apsiden in Form gleich geneigter Viertel von Kegeln, bleiben etwas unter der Höhe der Pultdächer. Wie beim Chor werden die Joche und die Apsiden der Kapellen untereinander innen von Arkaden getrennt, auf denen Wände stehen, die seitwärts als Wandpfeiler aus den Wänden der Kapellen hervortreten und oberseitig über die Pultdächer der Joche in gleicher Neigung hinausragen. Die Traufausbildungen, Dacheindeckungen, ihre Neigungen und die Dekoration der Trennwandabdeckungen entsprechen denen des Chors. Gleiches gilt auch für die Fenster und deren Dekoration. Die gerundeten Wände der Apsiden werden von je einem Wandpfeiler in zwei Abschnitte geteilt, von denen nur der östliche ein Fenster enthält. Ein weiteres Fenster findet sich jeweils an den äußeren Seitenwänden der Kapellenjoche.
An die südliche Querhauskapelle ist im 19. Jahrhundert eine kleine, im Grundriss fast quadratische Sakristei angebaut worden, die von einem flach geneigten Walmdach überdeckt wird und mit der gleichen Ziegeleindeckung wie bei der Kirche versehen ist. Die Wände sind aus Natursteinmauerwerk ähnlicher Färbung im unregelmäßigen Verband gemauert und teilverputzt. Ihre Westwand stößt neben dem östlichen Wandpfeiler auf die südliche Querhauswand, ihre Ostwand trifft auf den geschlossenen Abschnitt der Apsisrundung. Zwischen Sakristei und Kapellenjoch gibt es eine Türverbindung. In der Südwand der Sakristei sind zwei rechteckige Fenster ausgespart.
Galerie Chorhaupt

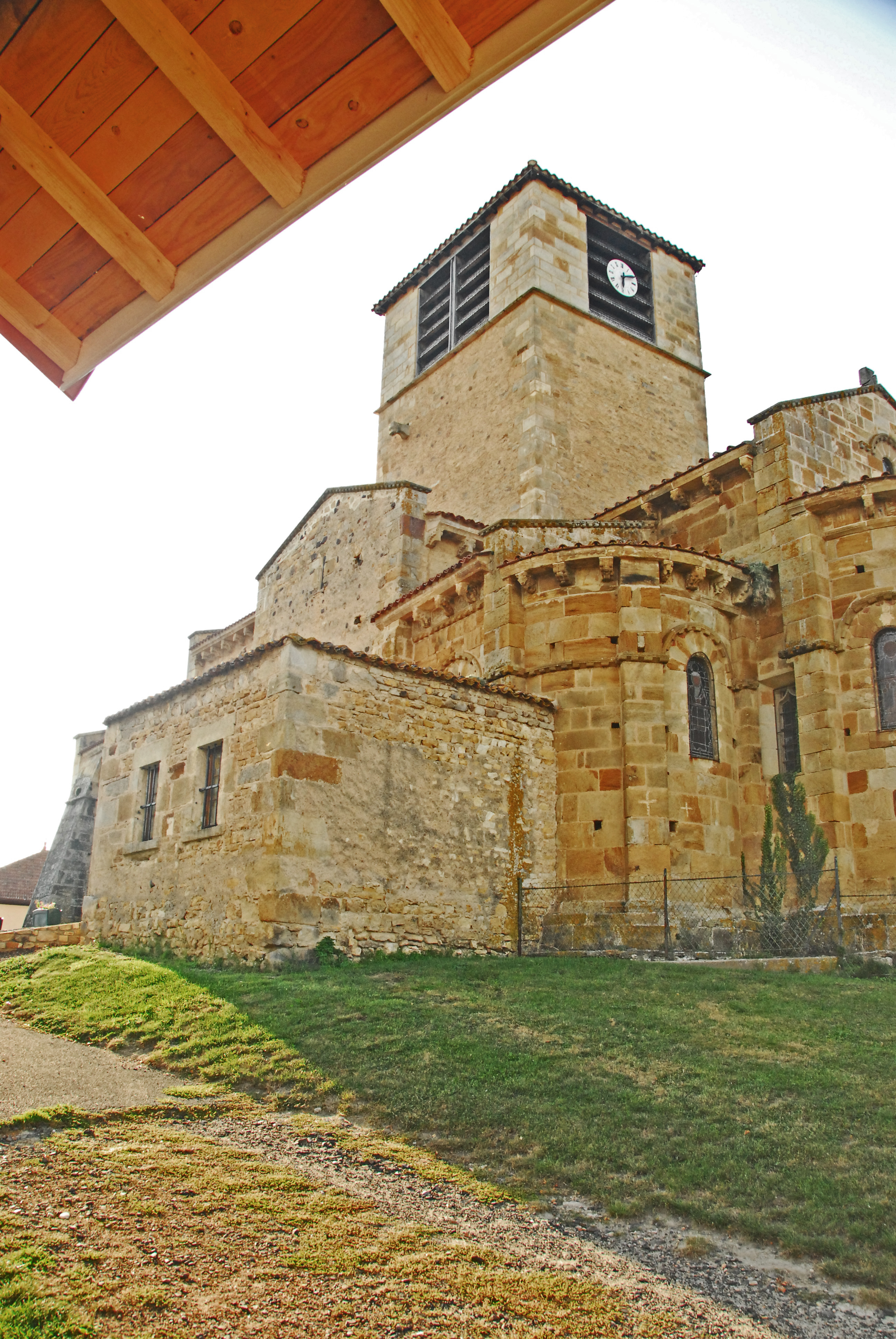
Chorhaupt u. Glockenturm von SO
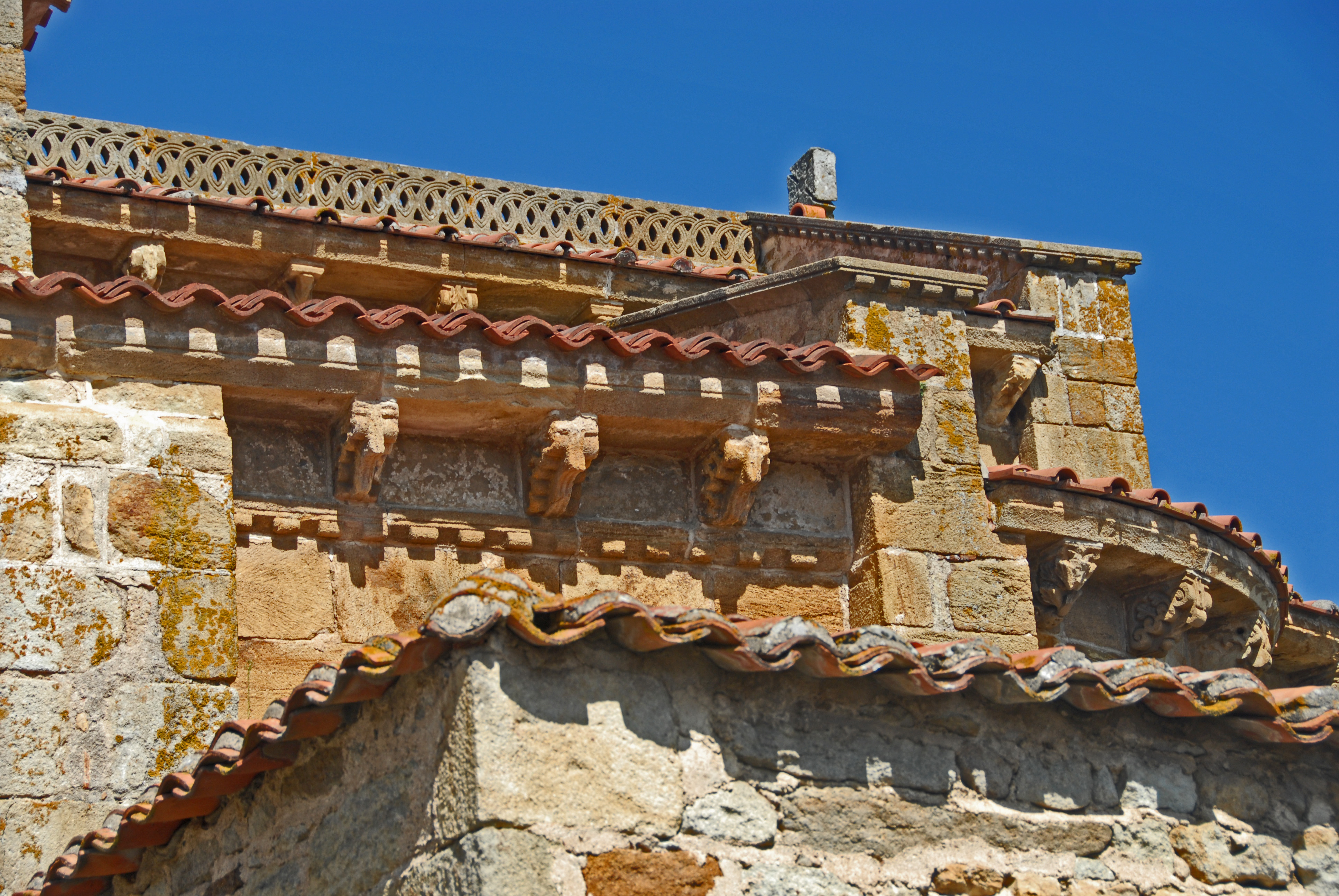
Traufen Chorhaupt von S
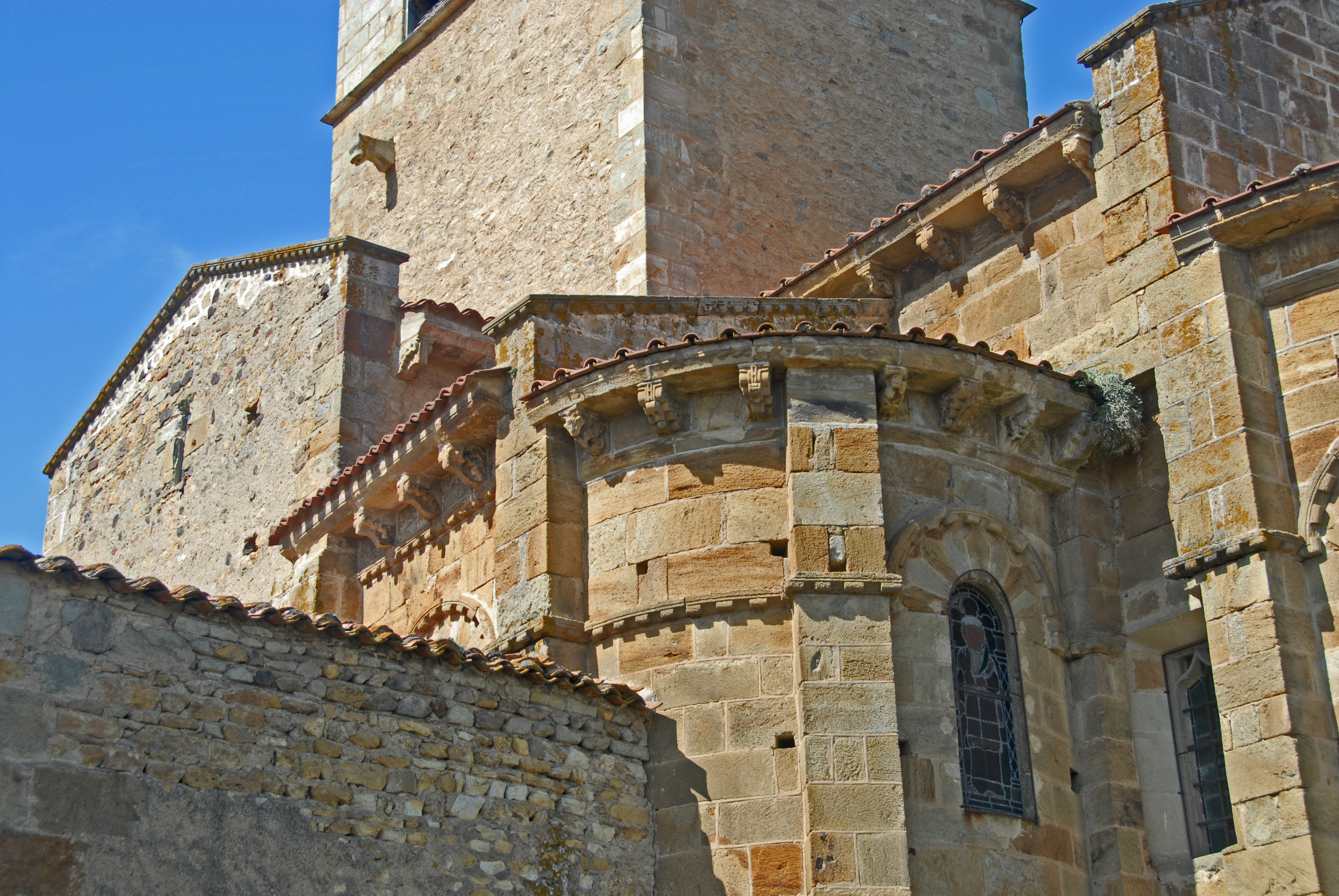
südl. Querhauskapelle von SO
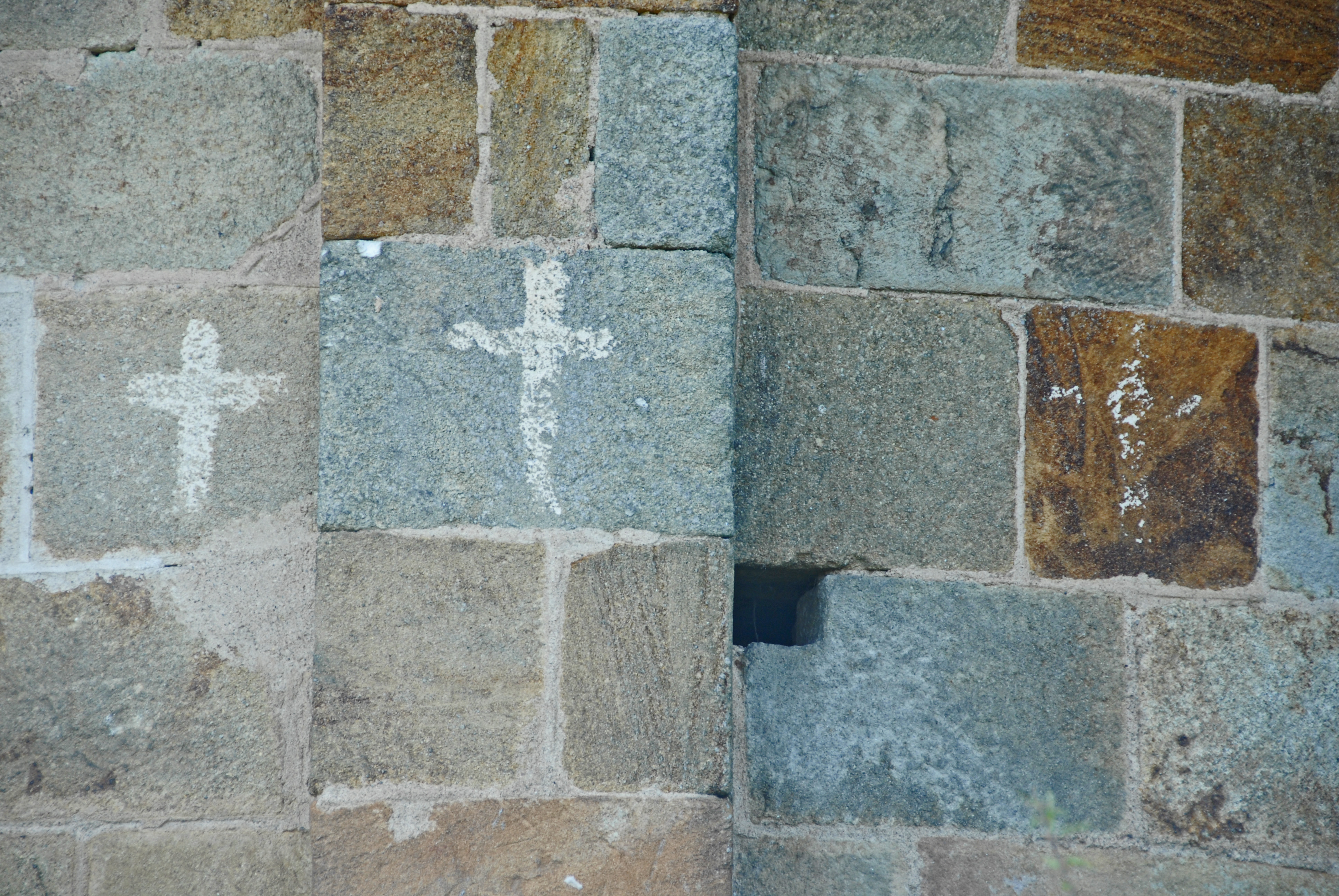
Mauerwerk Chorhaupt aus Arkose

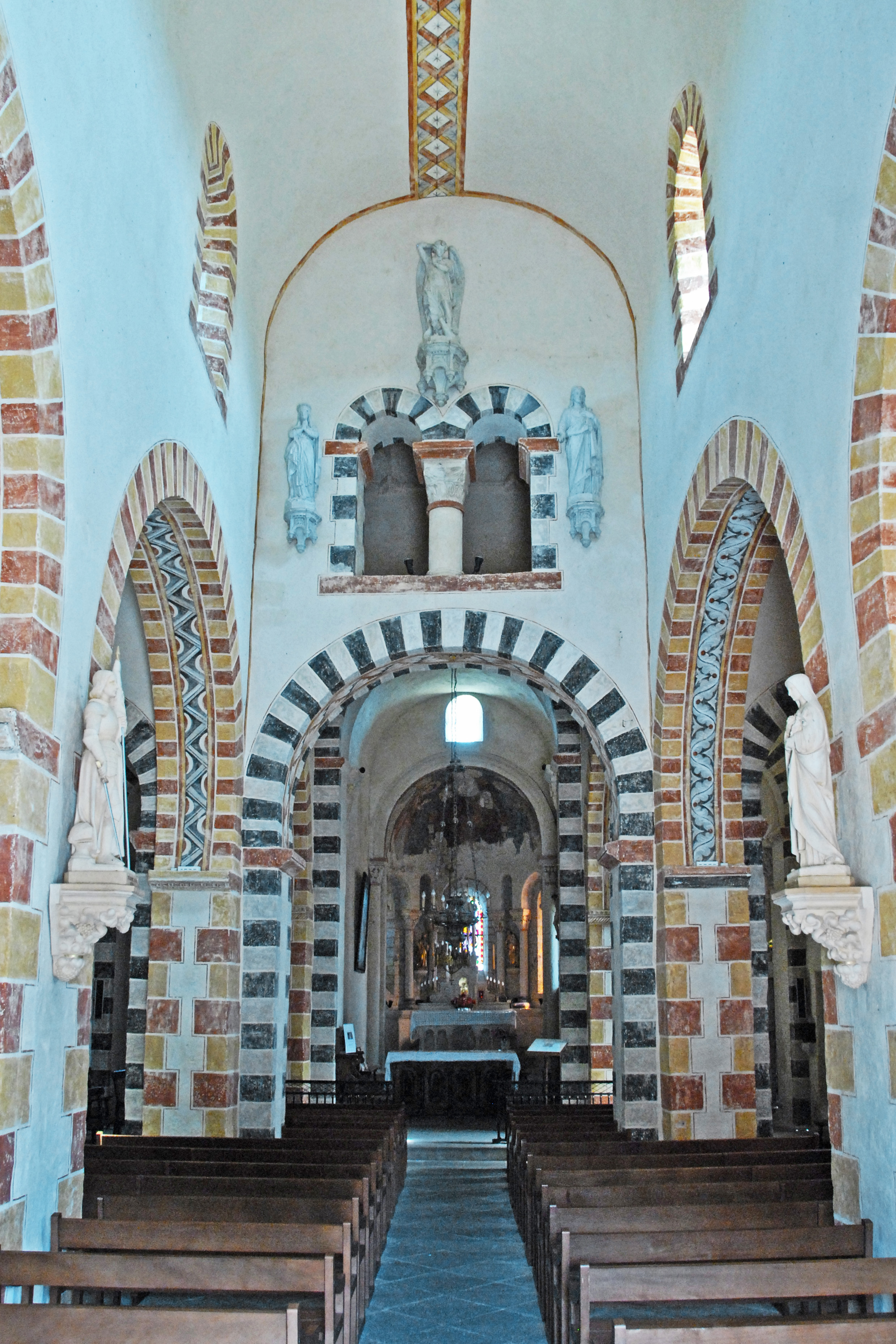
Mittelschiff aus Joch 1 zum Chor

### Inneres

#### Langhaus
Das Langhausinnere ist in drei Schiffe und zwei Joche unterteilt. Das Mittelschiff ist deutlich breiter als die Seitenschiffe. Das erste Joch ist etwas kürzer als das zweite. Die Unterteilung der Schiffe übernehmen kräftige Scheidewände, die in jedem Joch auf Arkaden mit halbkreisförmigen Bögen stehen. Die Unterteilung der Joche in den Seitenschiffen und die zu den Querhausarmen übernehmen etwa gleich breite Querwände auf rundbogigen Arkaden. Das Mittelschiff ist nicht unterteilt. Die Arkadenbögen stehen an den Außenwänden auf im Grundriss rechteckigen Wandpfeilern, unter den Scheidewänden auf kräftigen im Grundriss kreuzförmigen Pfeilern, denen zwischen Joch 1 und 2 auf der Mittelschiffseite der Arm fehlt. Die Bogenansätze werden von kräftigen Kämpferprofilen markiert, deren Unterkante breit gefast ist. Die Höhenlage der Kämpfer unterscheidet sich. Die Kämpfer der Scheidewände weisen die niedrigste Höhe auf, die der Querwände in den Seitenschiffen liegen deutlich höher. Etwa dazwischen liegen die Kämpfer der Arkade zwischen Mittelschiff und Vierung.
Die Seitenschiffe werden von halben Tonnengewölben überdeckt, deren Scheitel an die Scheidewand stößt. Ihre Wölbungen gehen übergangslos etwa in Höhe der Kämpfer aus den Wänden hervor. In den Außenwänden der Seitenschiffe ist zentriert in jedem Joch ein kleines rundbogiges Fenster ausgespart, dessen Gewände nach innen leicht aufgeweitet sind. Nur im ersten Joch des südlichen Seitenschiffs ist ein größeres spitzbogiges Fenster installiert und mit gotischem Maßwerk dekoriert.

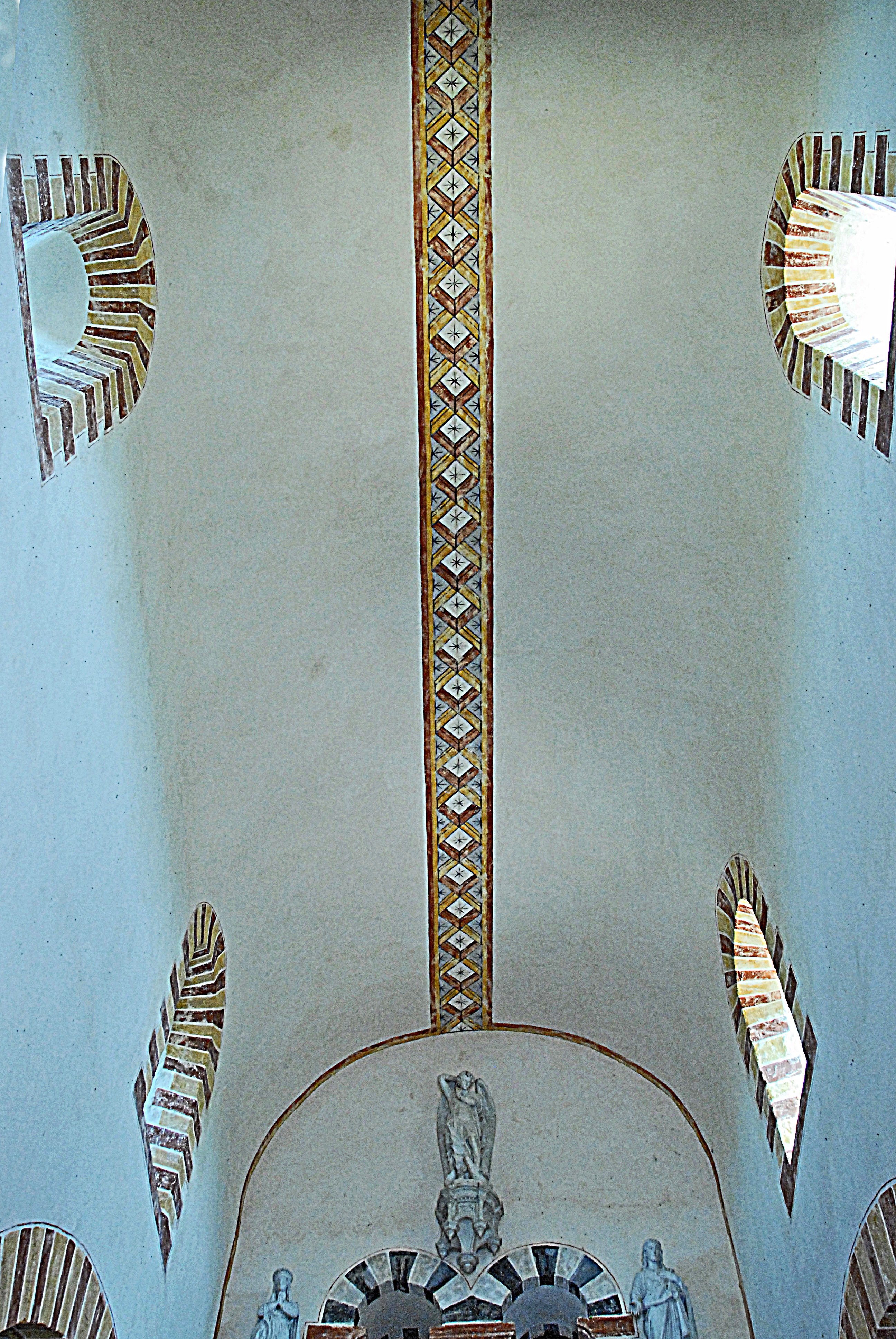
Gewölbe Mittelschiff

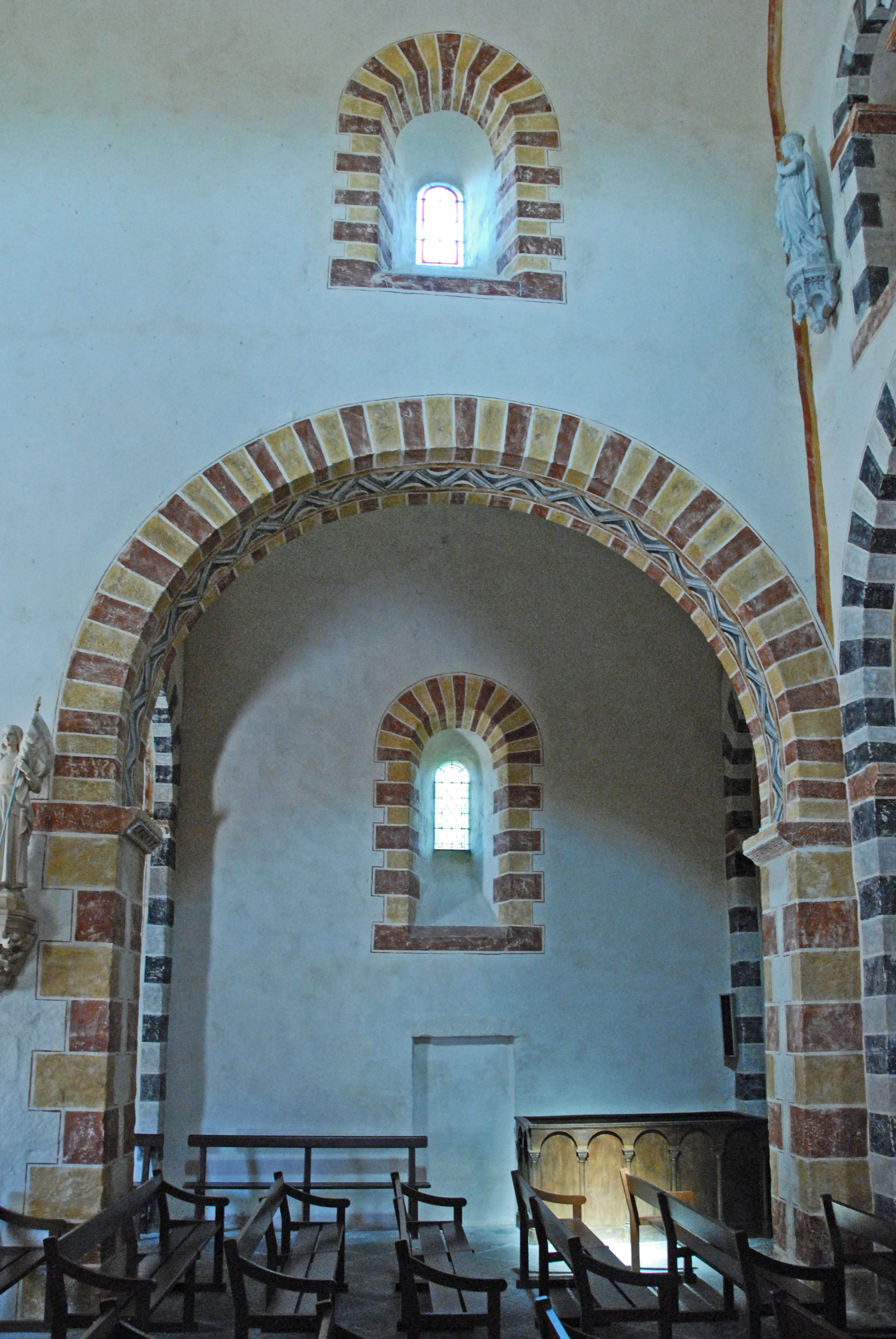
Nordwand, Joch 2

Im oberen Bereich der Scheidewände ist mittig in jedem Joch ein rundbogiges Obergadenfenster ausgespart, das etwa denjenigen der Seitenschiffe entspricht. Seine Brüstung befindet sich knapp einen Meter über dem Arkadenscheitel. Knapp über den Bogenscheiteln der Obergadenfenster setzt das halbkreisförmige Tonnengewölbe des Mittelschiffs übergangslos an. Hier erkennt man die für die frühe Romanik in der Auvergne seltene und besondere Kühnheit der Konstruktion. Die obere Scheidewand zwischen dem Gewölbeansatz des Mittelschiffs und den Scheiteln der halben Tonnen der Seitenschiffe ist relativ hoch und wird obendrein noch von Obergadenfenstern durchbrochen. Hinzu kommt der Verzicht auf eine Gurtbogenunterstützung des Gewölbes und auf Wandpfeiler zwischen den Jochen.
In der Westwand befindet sich das zweiflügelige Hauptportal mit rechteckiger Türöffnung, die von einem zurückspringenden halbrunden Bogenfeld überdeckt ist. Weiter oben versorgt ein rundbogiges Fenster mit nach innen aufgeweitetem Gewände, das Mittelschiff am späten Nachmittag mit dem gelblichen Licht der tief stehenden Sonne.
Die Arkade in der Vierungswand besitzt einen leicht gestelzten Bogen. Kurz über dem Bogenscheitel befindet sich die Brüstung einer Zwillingsarkade, die von zwei halbrunden Bögen überdeckt ist, die in der Mitte gemeinsam auf einem kurzen Säulchen stehen, das mit einem skulptierten Kapitell und profilierter Kämpferplatte ausgerüstet ist. Die äußeren Bogenansätze sind mit einem Kämpferprofil markiert
Galerie Langhaus

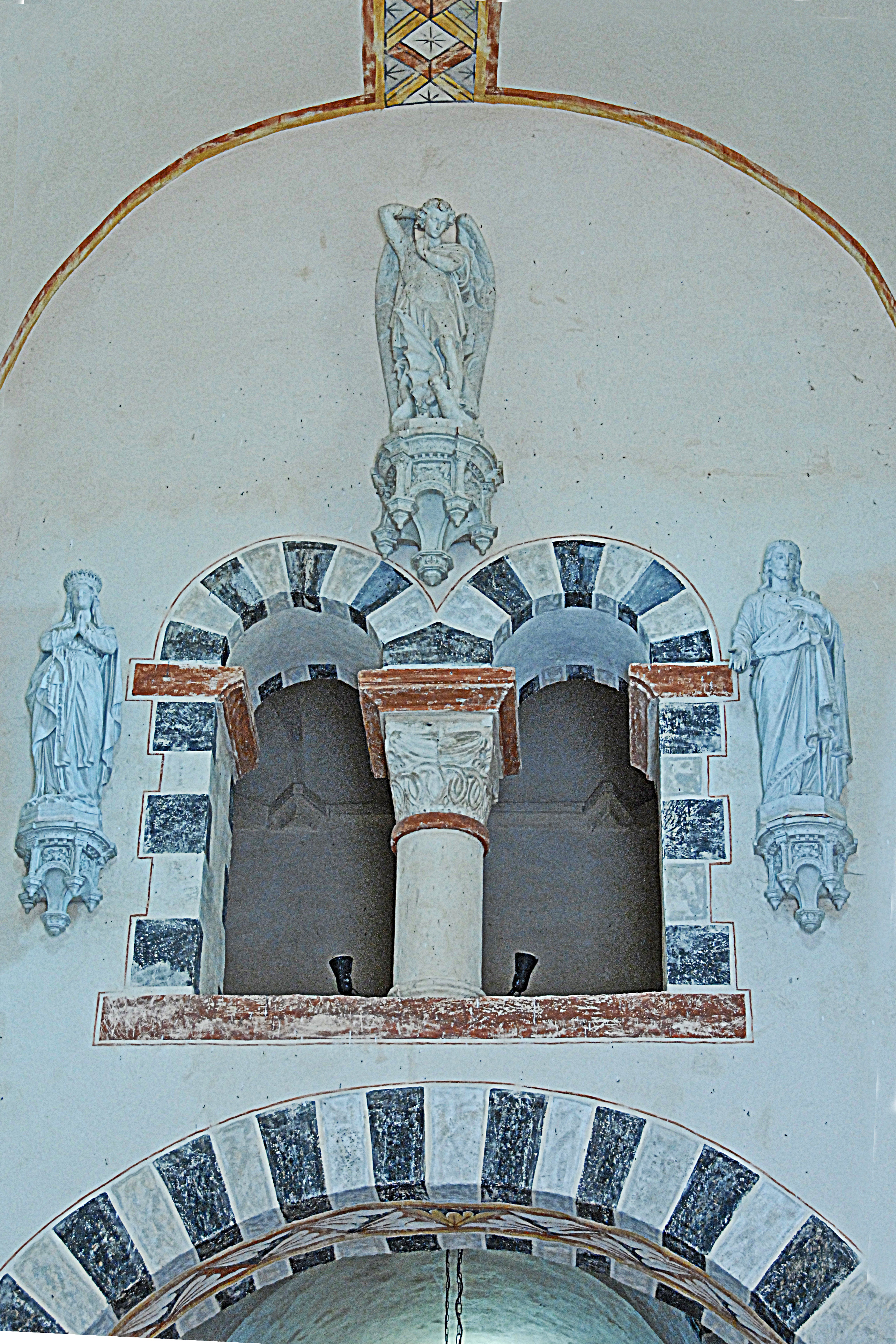
Obere Vierungswand im Mittelschiff
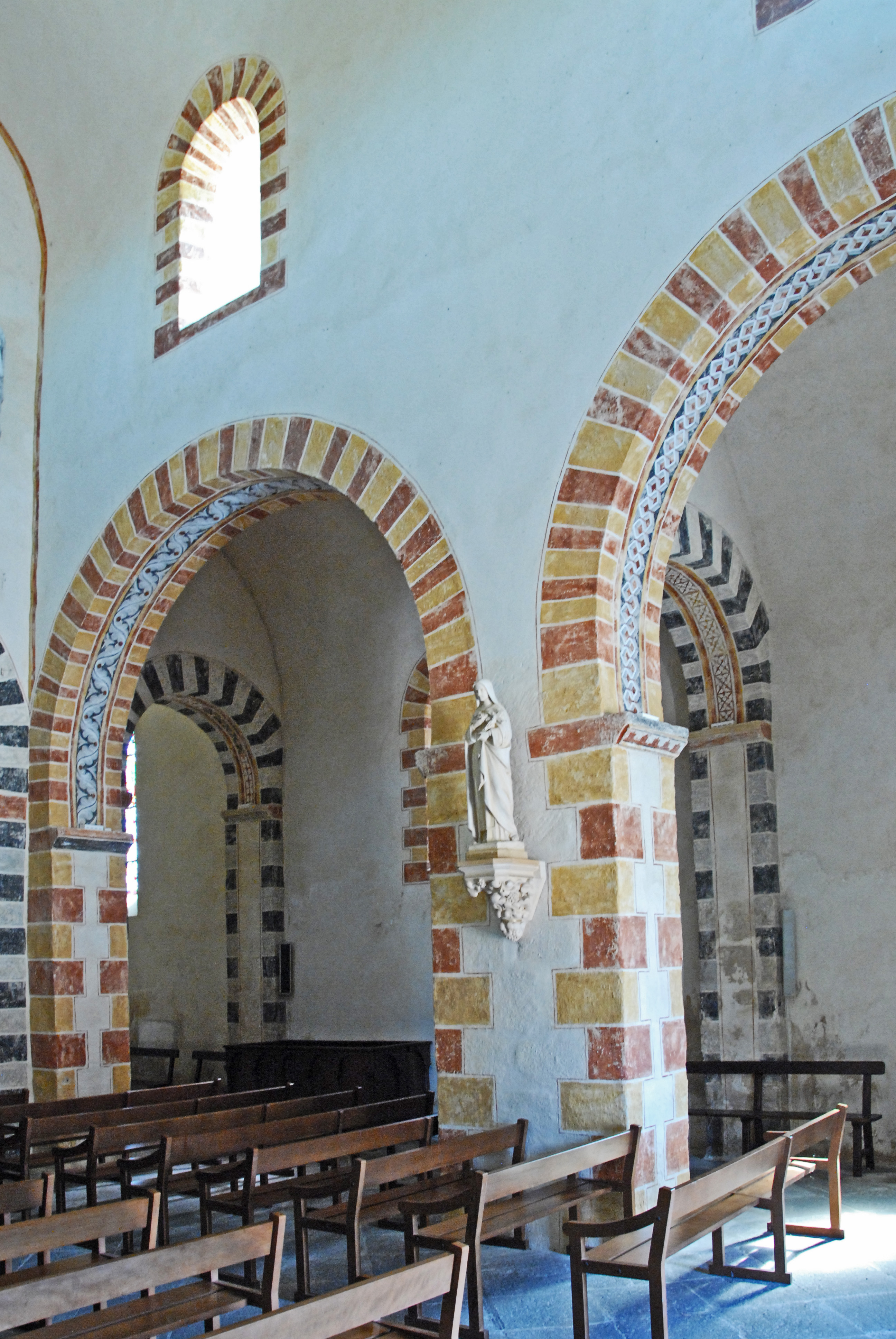
Mittelschiff Südwand südl. Seitenschiff Joche 2 u. 1
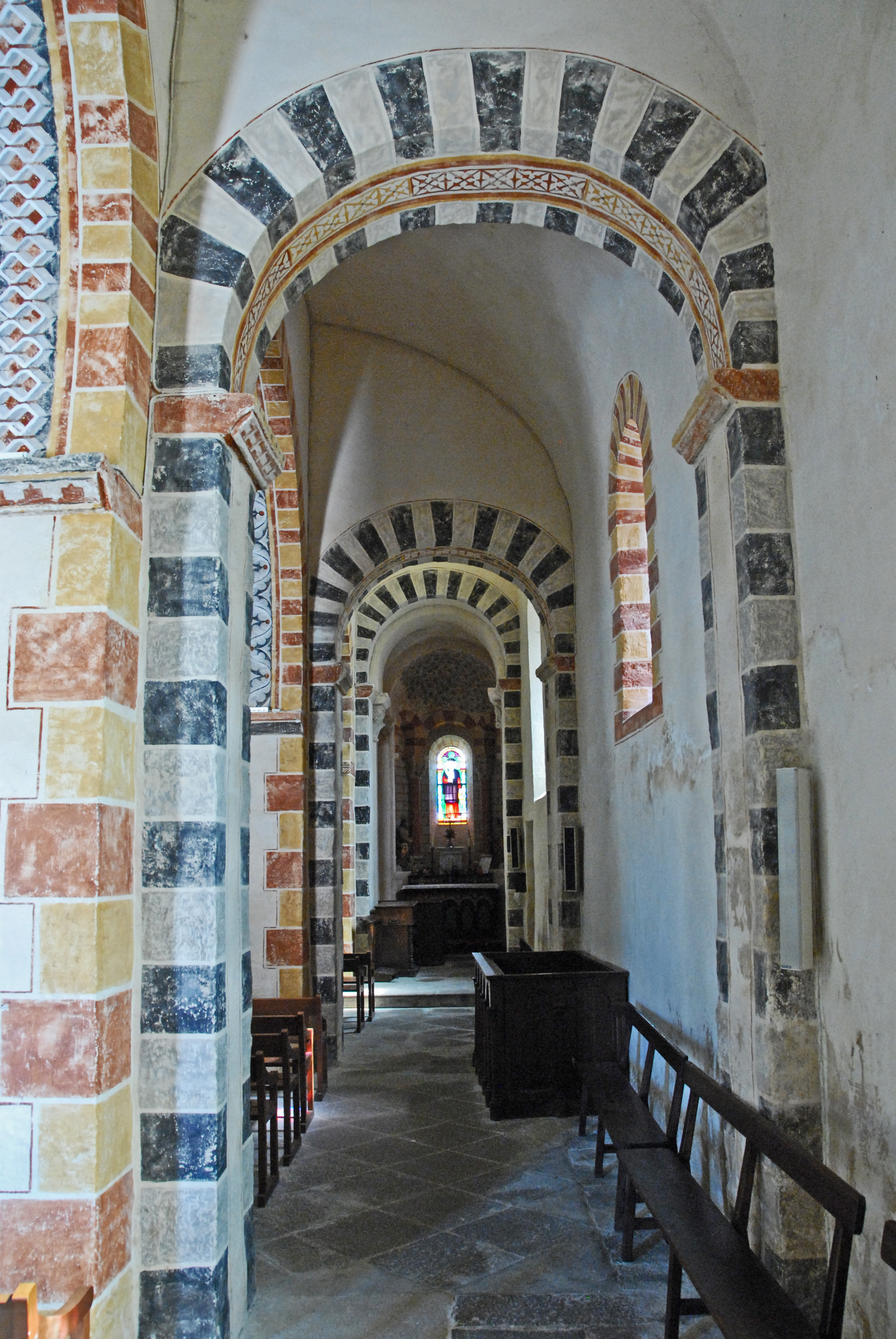
südl. Seitenschiff aus Joch 1
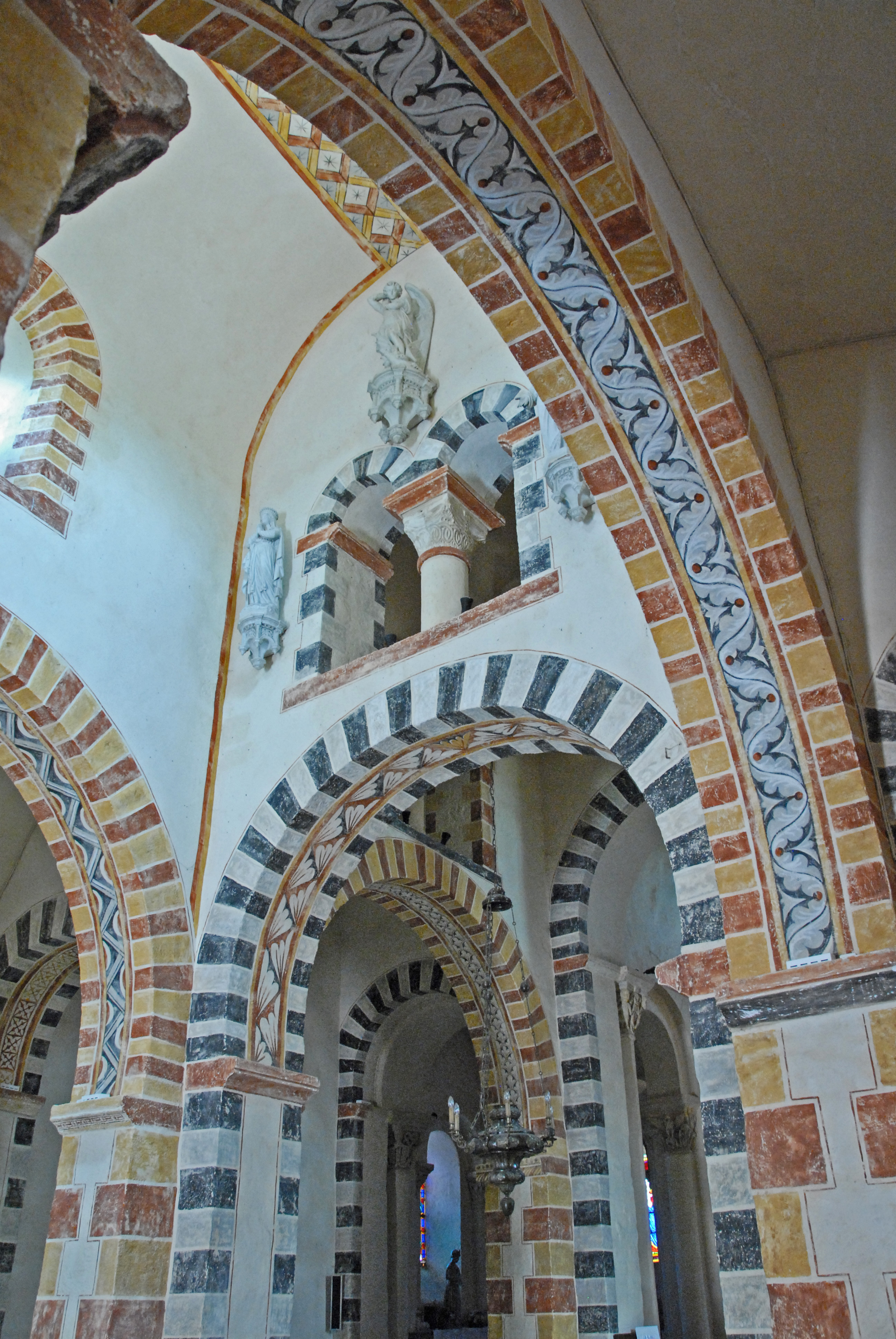
Vierungswand aus südl. Seitenschiff

#### Querhaus mit Vierung

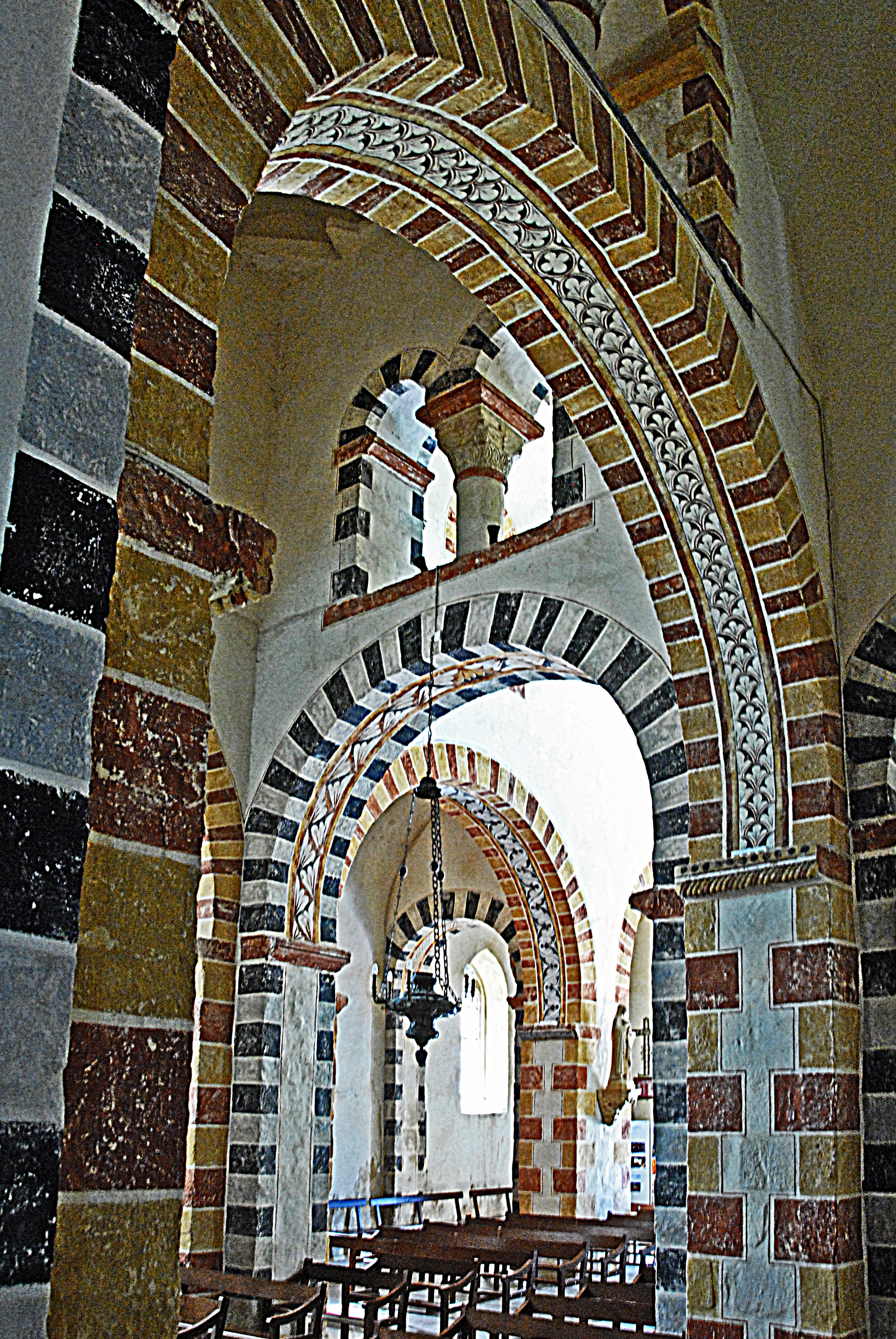
Vierung aus nördl. Querhausarm

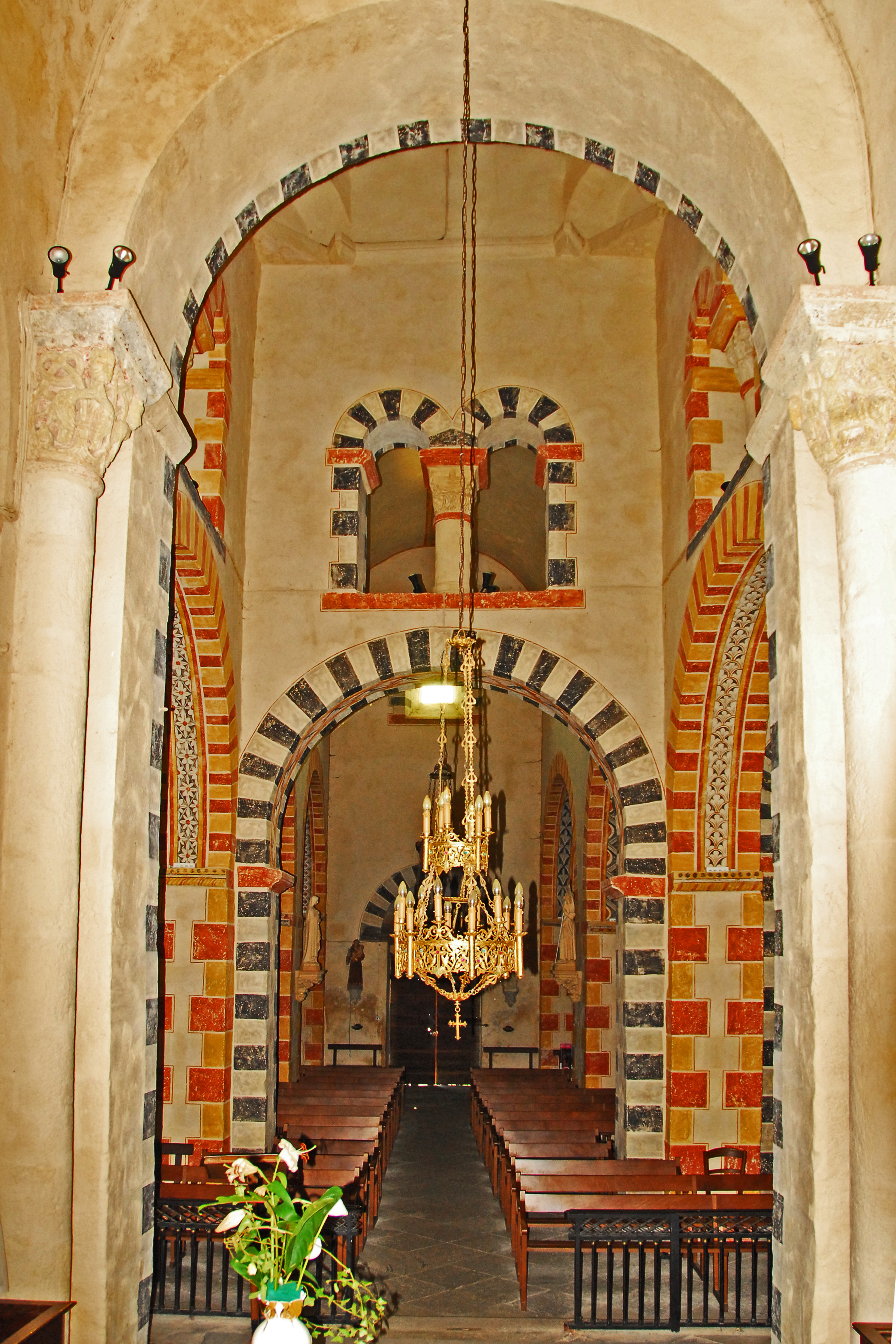
Vierung aus Chorjoch

Der Grundriss des Querhauses übernimmt die Breiten der Schiffe und in den Querhausarmen die Größe der zweiten Joche der Seitenschiffe. Die Vierung ist innenseitig fast quadratisch, sie wird zu den Querhausarmen und zum Mittelschiff von nahezu gleich großen rundbogigen Arkaden umschlossen, über denen sich Zwillingsarkaden öffnen, wie eine im vorstehenden Absatz beschrieben ist. Zum Chor hin ragt eine wesentlich höhere rundbogige Arkade als Triumphbogen auf, deren darüber aufgehende Wand keine weitere Öffnung mehr zulässt. Die Laibungsbreite dieses Bogens setzt sich zusammen aus dem ursprünglichen Arkadenbogen und demjenigen des später angebauten Chorhauptes. Auch die den Triumphbogen tragenden Pfeiler setzen sich jeweils aus dem alten kantigen Pfeiler und dem später angebauten zusammen, aus quadratischem Kern, dessen drei freie Seiten mit alten halbrunden Diensten bekleidet sind. Die Arkaden in den beiden östlichen Querhauswänden entsprechen denen in den Querwänden der Seitenschiffe. Die Querhausarme sind mit quer zur Kirchenachse gestellten Tonnengewölben überdeckt. In der Giebelwand des nördlichen Querhausarms sind ein rundbogiges Fenster ausgespart, wie diejenigen im anschließenden Seitenschiff, und eine Tür zum Treppenturm. In der Giebelwand des südlichen Querhausarms ist ein größeres spitzbogiges Fenster installiert, das demjenigen im ersten Joch des südlichen Seitenschiffs entspricht, und zusätzlich ein Südportal. Hoch oben gibt es noch ein schlitzartiges rechteckiges Fensterchen.
Die Vierung besitzt weit oben noch die ursprüngliche Einwölbung mit einer Trompenkuppel. In den Ecken des Vierungsquadrates sind waagerecht dreieckige Platten eingezogen, die von kleinen rundbogigen Arkaden überdeckt sind. Der so entstandene achteckige Umriss geht darüber kaum erkennbar in die Kuppelwölbung über.
Galerie Querhaus mit Vierung

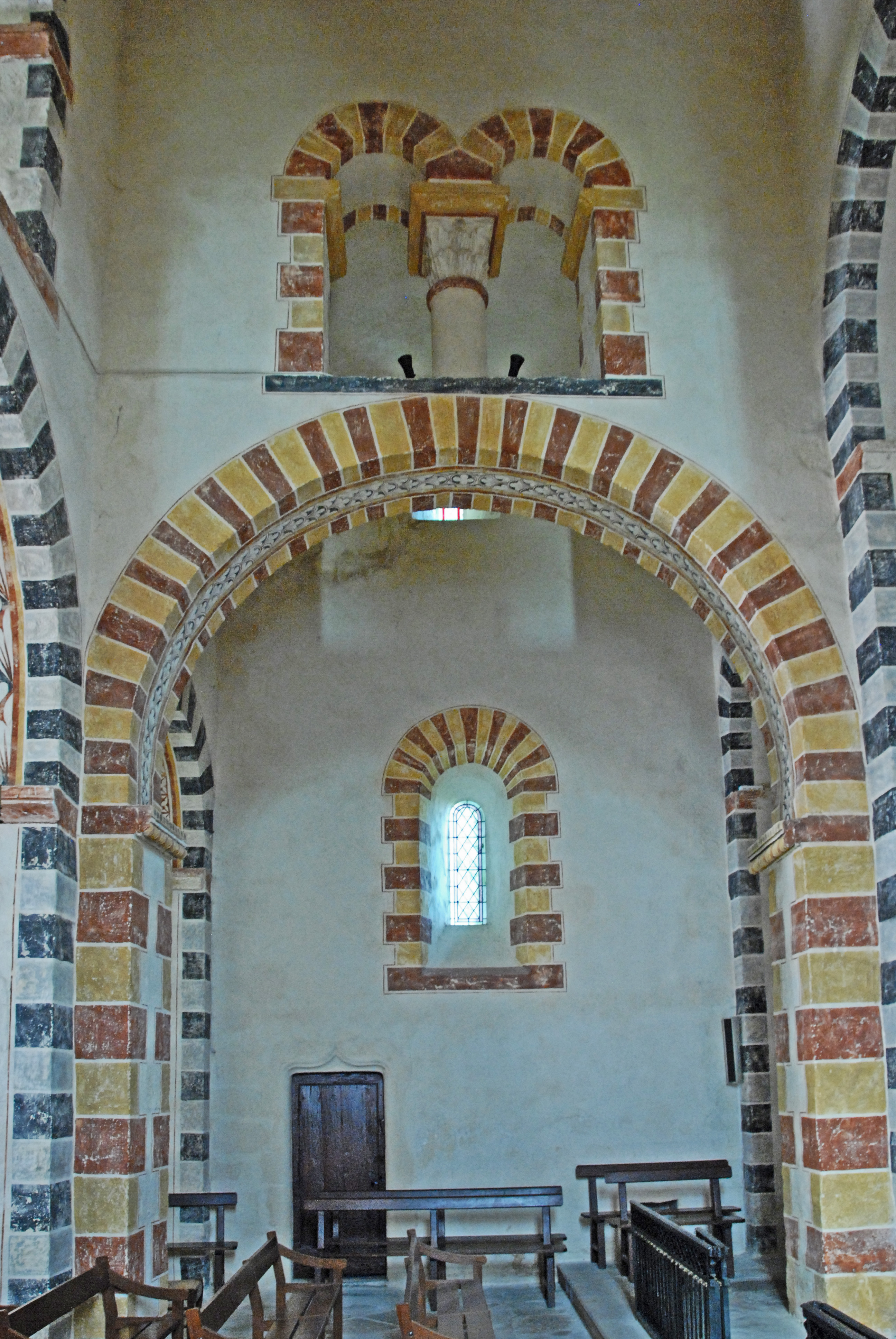
Norsdwand der Vierung und Querhausarm
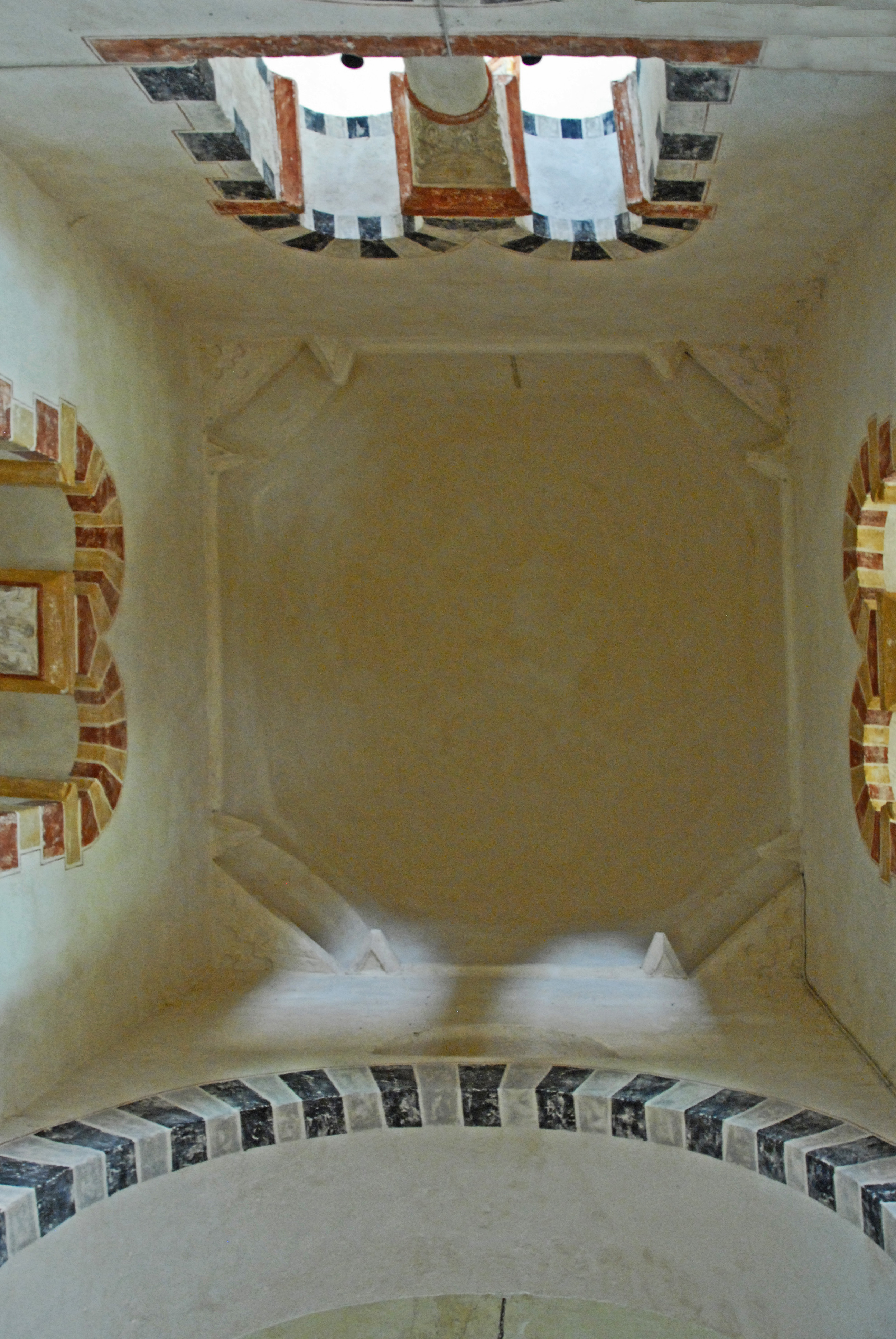
Trompenkuppel, unten Triumphbogen
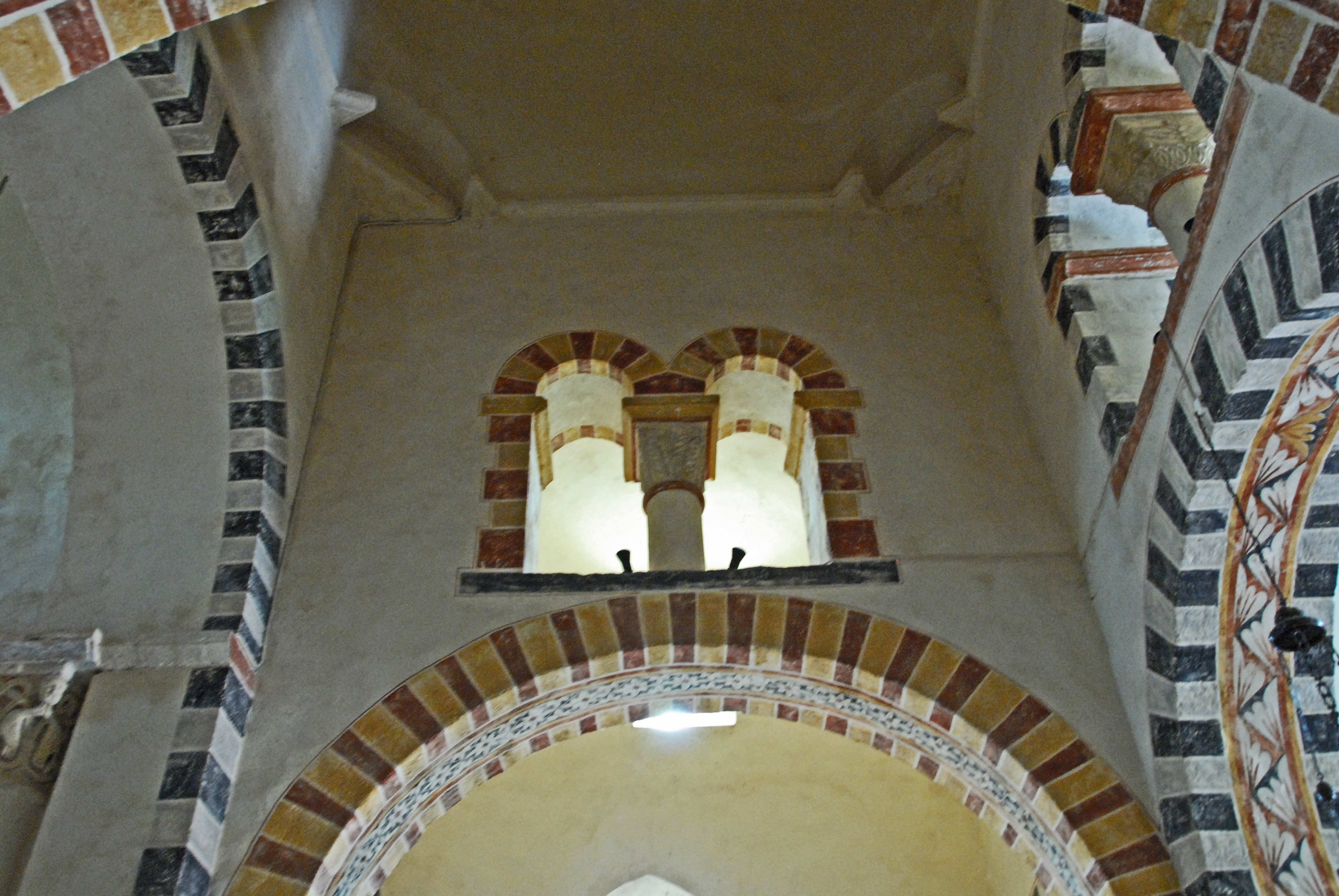
Vierung, links Triumphbogen
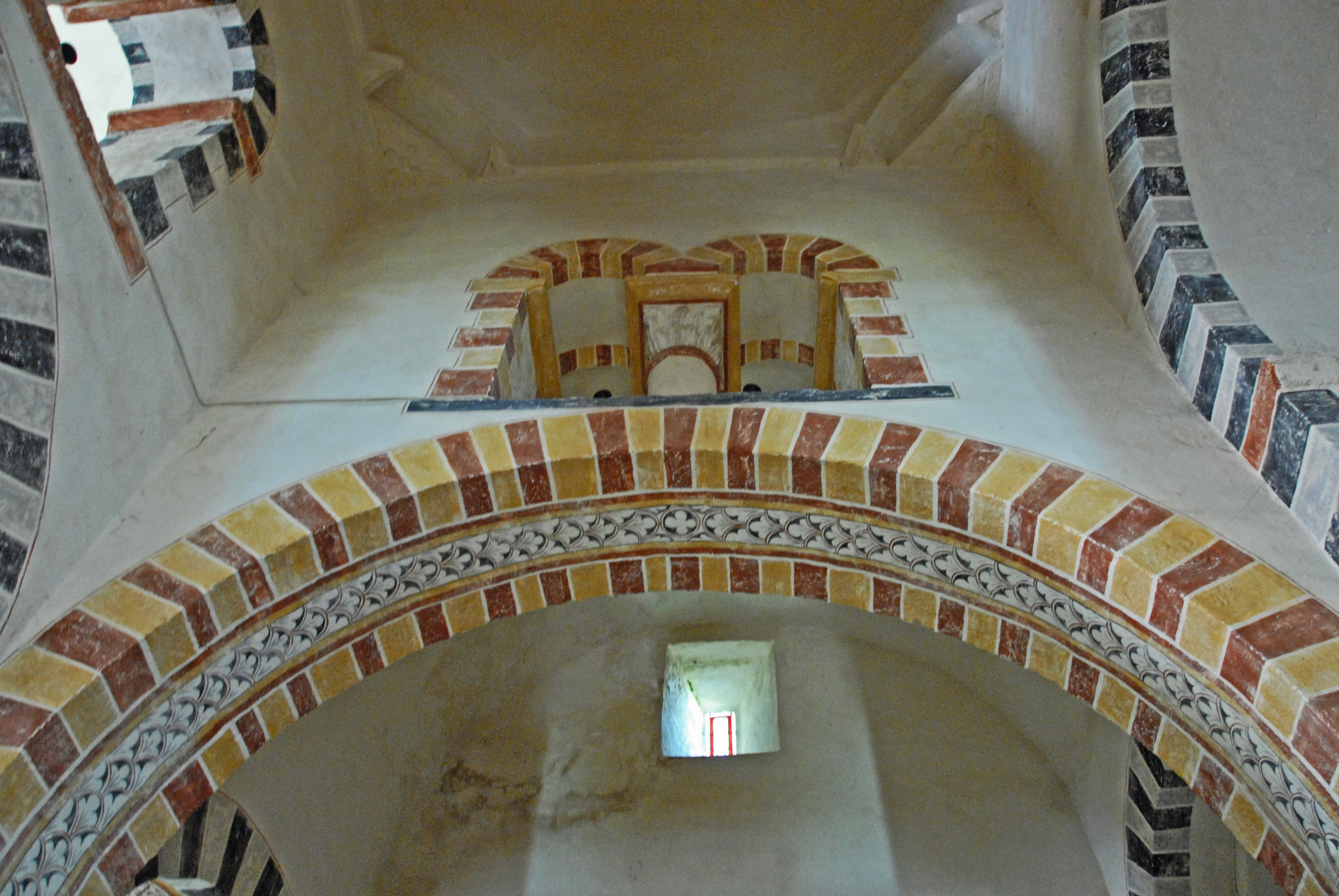
Vierung und nördl. Querhausarm

#### Chorhaupt mit Querhauskapellen

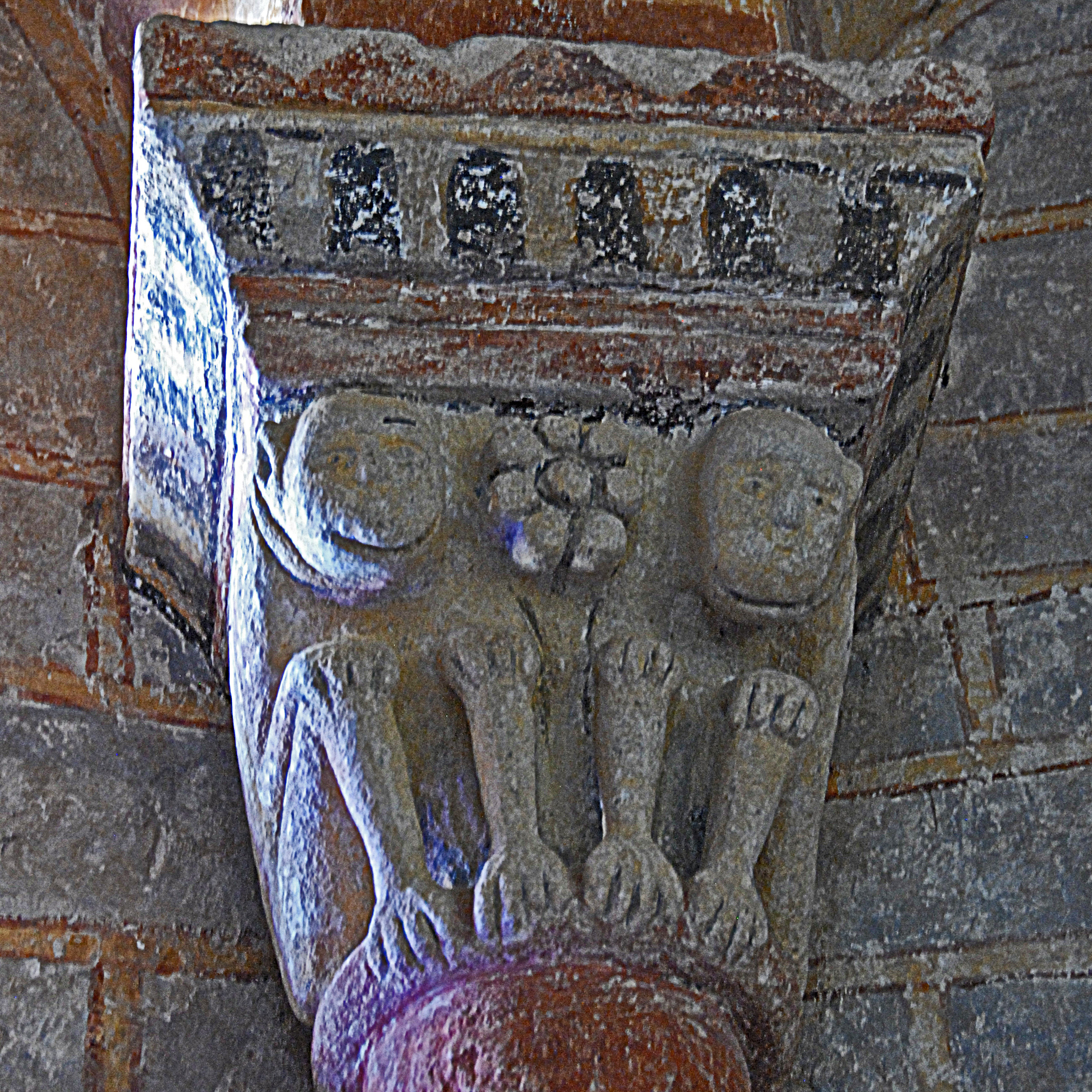
Kapitell, zwei hockende Affenl

Das Chorhaupt beginnt jenseits der ursprünglichen Arkaden in den östlichen Querhauswänden. Der Triumphbogen zum Chor gehört etwa hälftig zur ursprünglichen Vierung und zum 100 Jahre später angebauten Chorhaupt. Besonders krass zeigt sich der Unterschied der ursprünglichen kantigen Vierungspfeiler, an die unmittelbar die ersten Pfeiler des Chorjochs angebaut worden sind, die aus quadratischen Kernen und dreiseitig aus halbrunden alten Diensten bestehen, die mit skulptierten Kapitellen und profilierten Kämpfern ausgestattet sind. Mit ihnen beginnt der Chor auf dem Grundriss eines lang gesteckten rechteckigen Chorjochs, an das die Chorapsis anschließt, aus einem kurzen rechteckigen Teilstück und einem Halbkreis. Das Chorjoch wird von einem Tonnengewölbe überdeckt, das noch ein gutes Stück über dem Triumphbogen an die stark verbreiterte Vierungswand anschließt.
Das Chorjoch verjüngt sich wieder an seinem Ostende etwa auf die Größe des Triumphbogens. Hier steht eine Arkade auf viertelrunden Diensten in Wandvorsprüngen, die mit skulptierten Kapitellen und profilierten Kämpferplatten bekrönt sind. Darüber erhebt sich eine Kopfwand auf einem halbkreisförmigen Bogen, der vorderseitig mit drei halbrunden Profilstäben dekoriert ist. Darüber ist ein kleines rundbogiges Fenster ausgespart, mit nach innen aufgeweitetem Gewände. Unterseitig geht der Arkadenbogen in ein kurzes Stück Tonnengewölbe und weiter in die halbkuppelförmige Apsiskalotte über. Das Gewölbe schließt an seinem unteren Rand an die innere Wandoberfläche der Chorapsis an. In dieser gekrümmten Wand sind oberhalb einer nicht ganz umlaufenden Brüstung drei breitere und zwei schmale Blendarkaden ausgespart, deren Bögen auf insgesamt sechs schlanken Säulchen stehen, die mit skulptierten Kapitellen und profilierten Kämpfern und Basen ausgestattet sind. Die Bögen sind alle gestelzt (senkrechte Bogenansätze über der Kämpferlinie), die größeren weniger, die schlanken wesentlich mehr, so dass alle Bogenscheitel (höchster Punkt eines Bogens) auf einer Höhe liegen. Die drei breiteren Arkadennischen enthalten rundbogige Fenster mit nach innen aufgeweiteten Gewänden.
Das Chorjoch wird beidseitig von je einer Querhauskapelle flankiert. Ihr Grundriss besteht aus einem leicht rechteckigen Joch und einer halbkreisförmigen Apsis. Die Kapellenjoche werden von den Querhausarmen durch rundbogige Arkaden erschlossen. Sie stehen auch mit dem Chorjoch in Verbindung durch schlankere rundbogige Arkaden mit Bögen, deren Laibungskanten in Rückversätze aufgelöst sind, auf halbrunden Diensten, die mit skulptierten Kapitellen und profilierten Kämpfern ausgerüstet sind. Die Joche werden mit Kreuzgratgewölben überdeckt.
Die Kapellenapsiden öffnen sich mit einer Arkade aus schlanken viertelrunden Säulchen vor Wandvorsprüngen, die wie vorstehend ausgerüstet sind. Sie tragen den Bogen der Apsiswölbung, der eine glatte Vorderseite aufweist. Die Halbkuppelkalotte der Apsis geht mit ihrem Rand unmittelbar in die gerundete innere Wandoberfläche der Apsis über. Wie bei der Chorapsis sind über der nicht ganz umlaufenden Brüstung Blendarkaden ausgespart, eine breitere und zwei schlanke. Ihre gestelzten Bögen mit gleich hohen Scheiteln stehen auf vier Säulchen, die wie vorstehend ausgerüstet sind. In der mittleren Blendarkade ist ein rundbogiges Fenster ausgespart, mit nach innen aufgeweitetem Gewände. Auf den Außenwänden der Kapellenjoche sind rundbogige Fenster ausgespart, die von Blendarkaden mit schlanken Säulchen umgeben sind, die wie vorstehend ausgestattet sind.
Galerie Chorhaupt

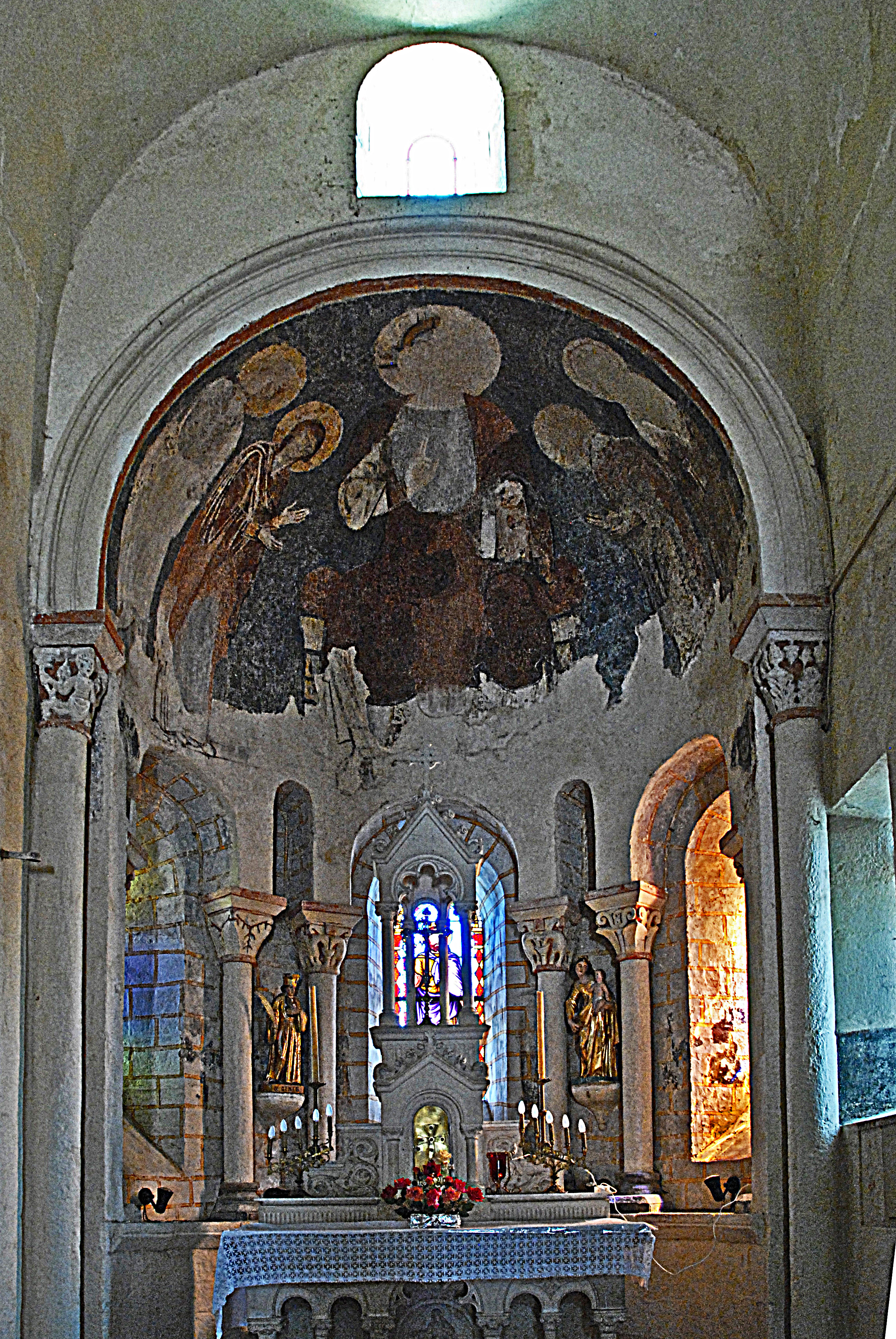
Chorapsis aus Chorjoch
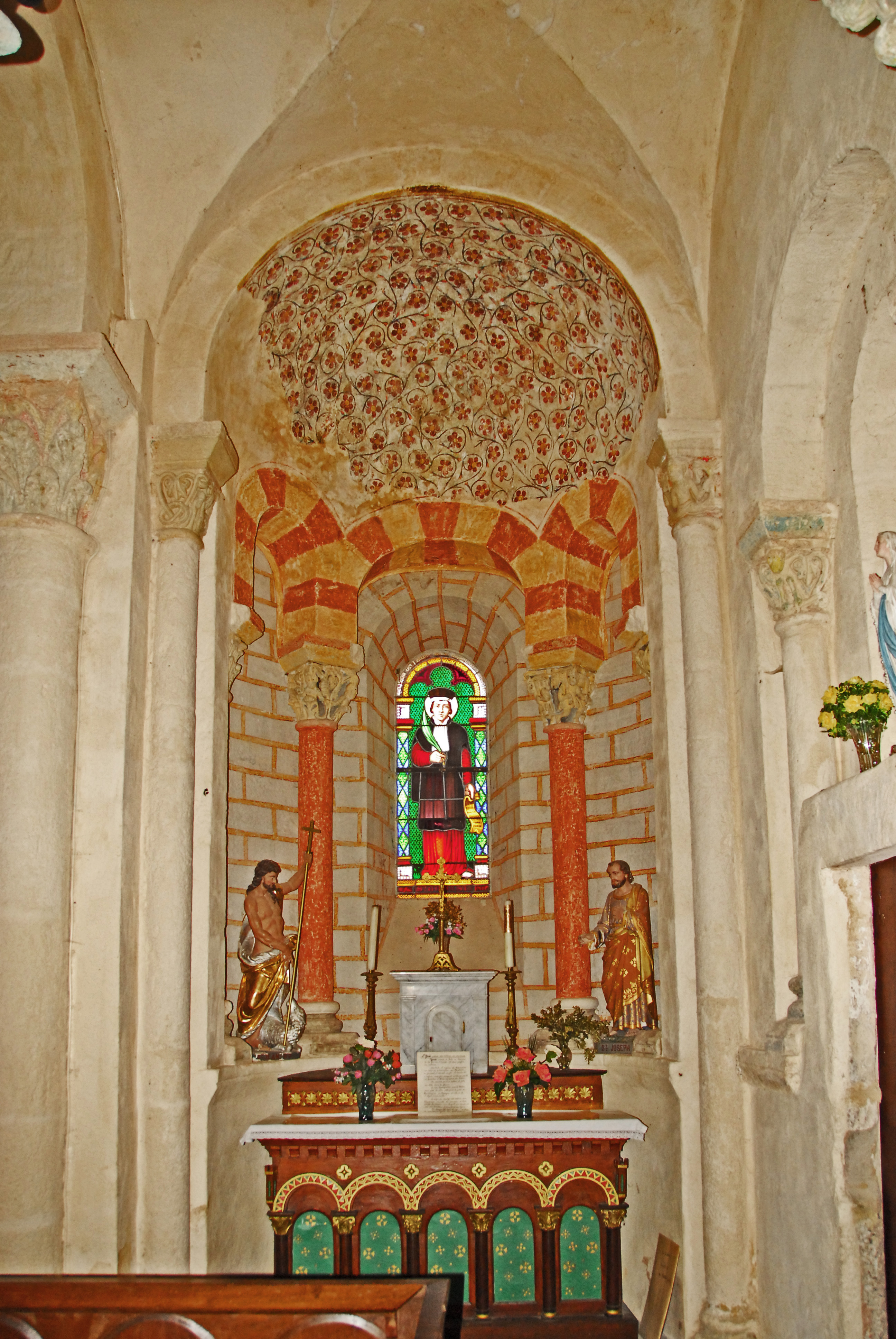
nördl. Kapelle, Apsis
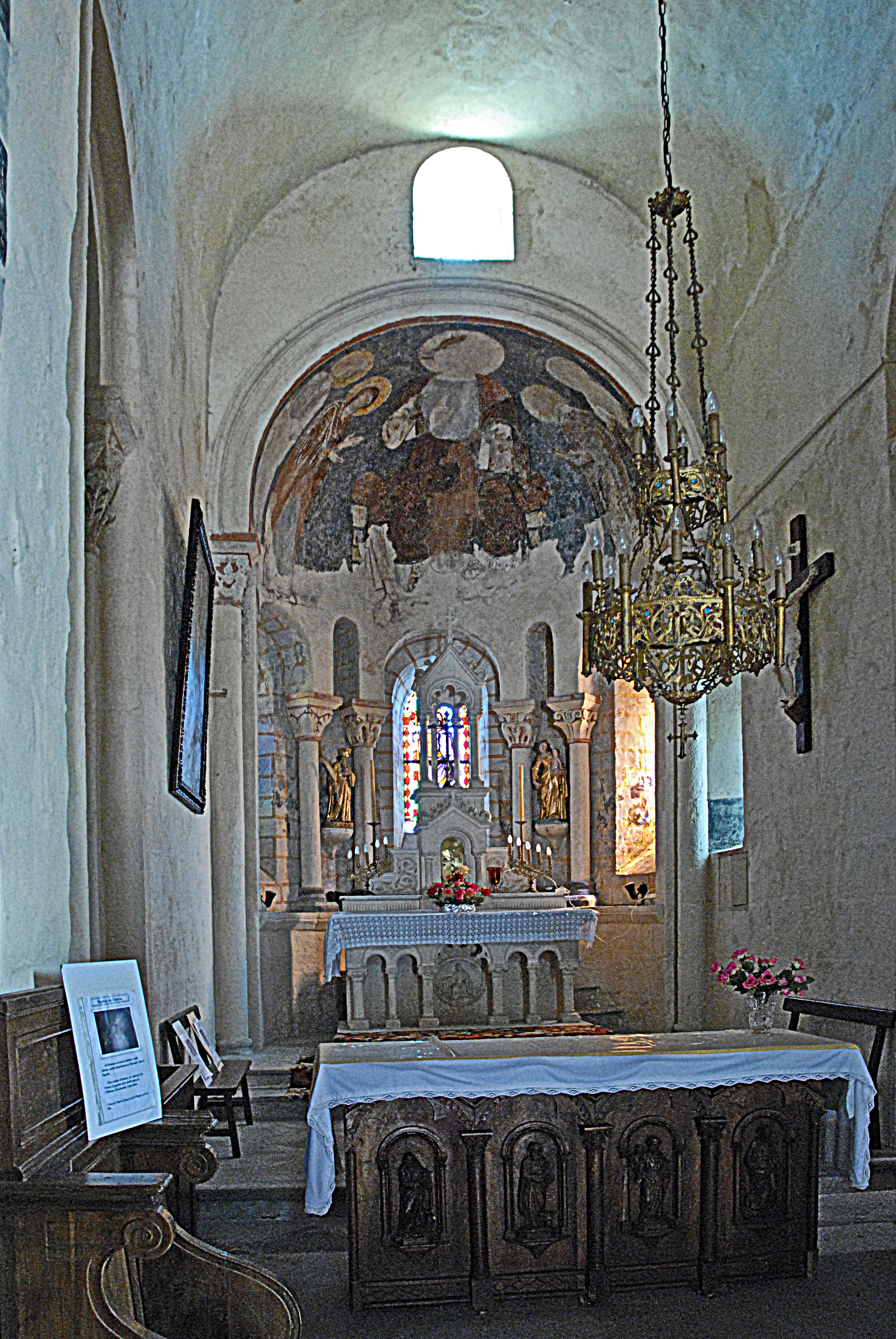
Chorjoch aus Vierung
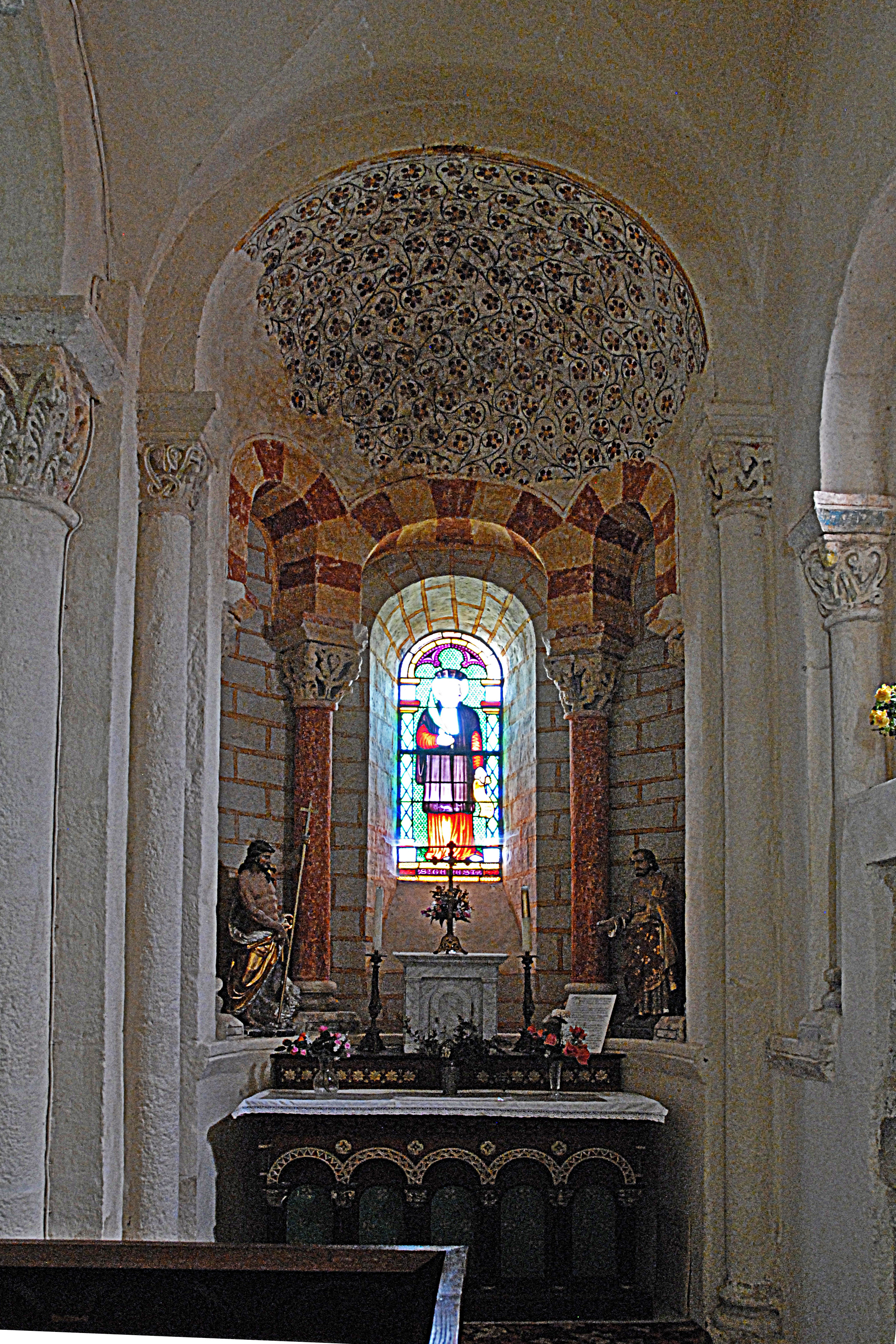
südl. Kapelle, Apsis

### Kapitelle im Inneren
Lediglich im Bereich des Chorhauptes, einschließlich seiner Kapellen, sind Dienste und Säulchen mit skulptierten Kapitellen und profilierten Kämpfern und Basen anzutreffen. Sie zeigen teilweise noch die Reste von einer ursprünglich farbigen Fassung. Es werden dort immerhin 34 Kapitelle gezählt, mit meist figürlicher Skulptur, auf denen Szenen dargestellt sind, die in der bildnerischen Kunst der Romanik in der Auvergne nicht selten ihre Entsprechungen finden.
Als Beispiele seien hier einige Kapitellmotive genannt:

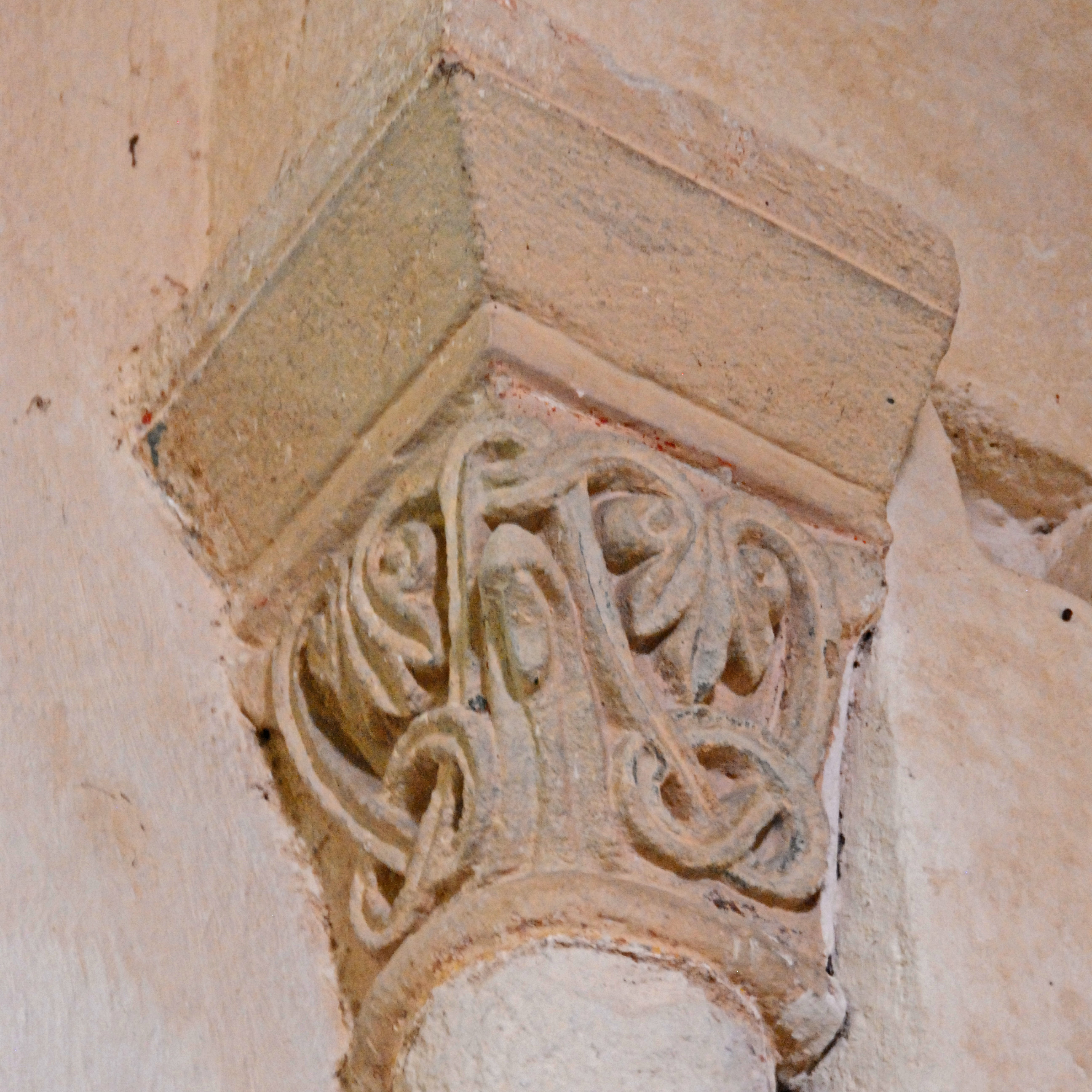
Kapitell, Pflanzenranken

- Zwei Schafträger (Gute Hirten, tragen auf ihren Schultern verlorene Schafe)
- Zwei Sirenen, mit geteiltem Schweif, der in Blattranken endet
- In üppigem Blattwerk eine Margueritenblüte, in deren Mitte das Gesicht eines Mannes mit offenem Mund
- Zwei Kentauren: Mit menschlichem Oberkörper auf einem Pferdekörper, ergreifen sich windende Ranken
- Zwei Männer tragen mit Mühe eine gewaltige Traube im Lande Kanaan
- Zwei hockende Affen, zwischen ihnen eine Blüte
- Zwei bärtige Menschenköpfe ragen aus Pflanzengewirr, sie füttern mit ihrem Mund je zwei Vögel mit aufwärts gereckten Schnäbeln
- Zwei Greife trinken gemeinsam aus einem Kelch.
- Zwei breitbeinig hockende Atlanten
- Drei Adler mit ausgebreiteten Flügeln
- Zwei Vögel im Laubwerk, schwingen sich auf zum Abflug
- Zwei Personen erheben ihre Beine in einer üppig erblühten Vegetation

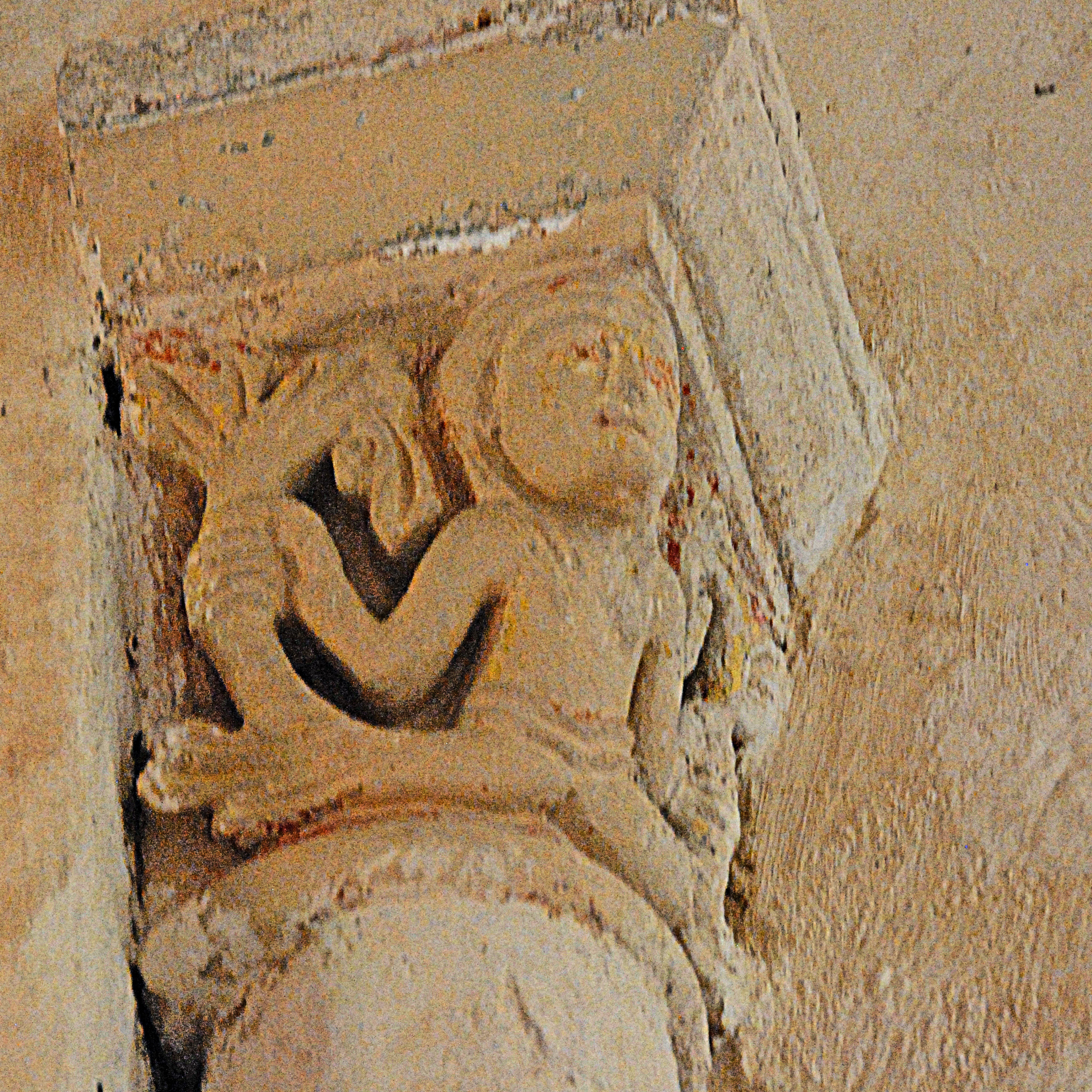
Kapitell, Sirene 2

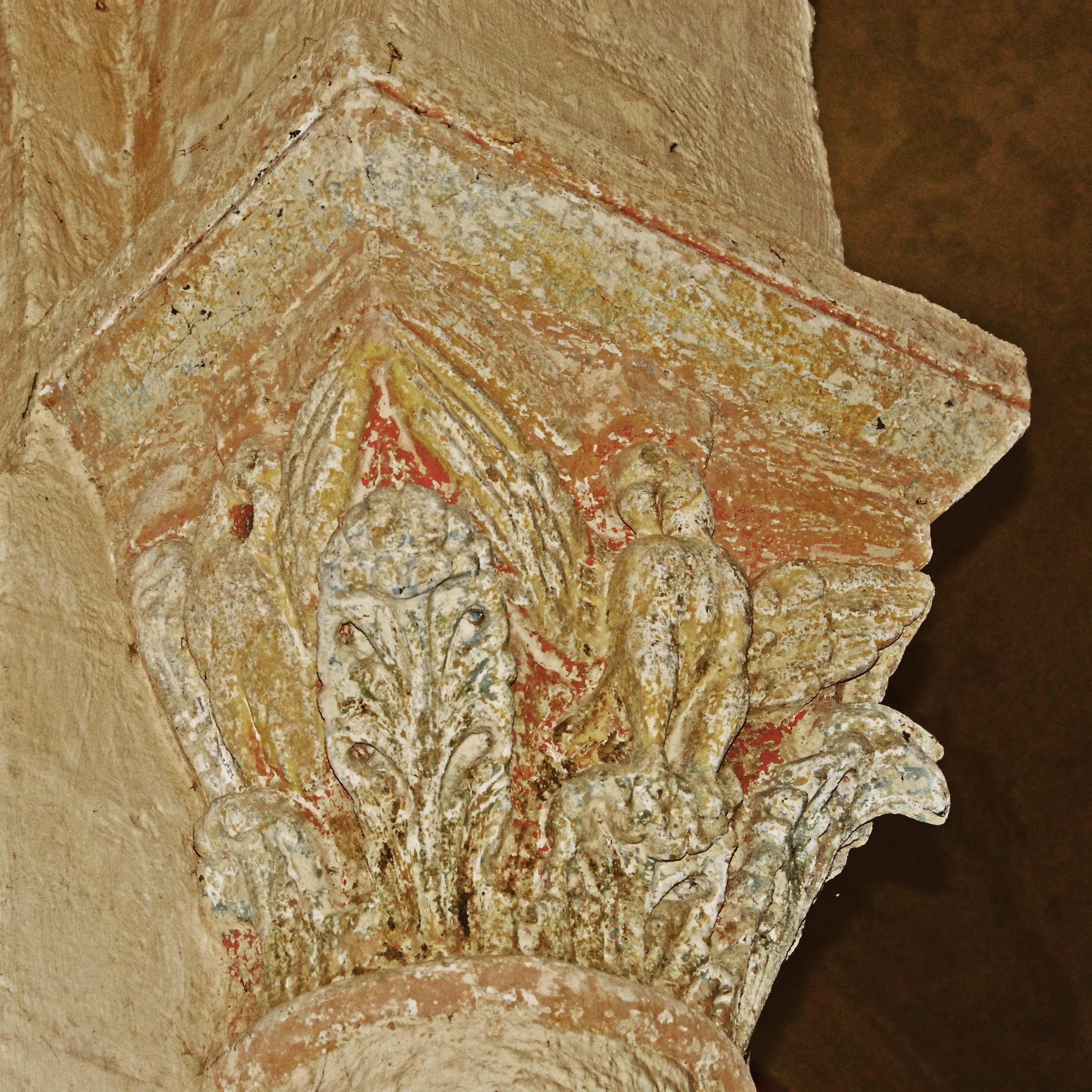
Kapitell, 3 Adler breiten ihre Schwingen aus

Galerie Kapitelle

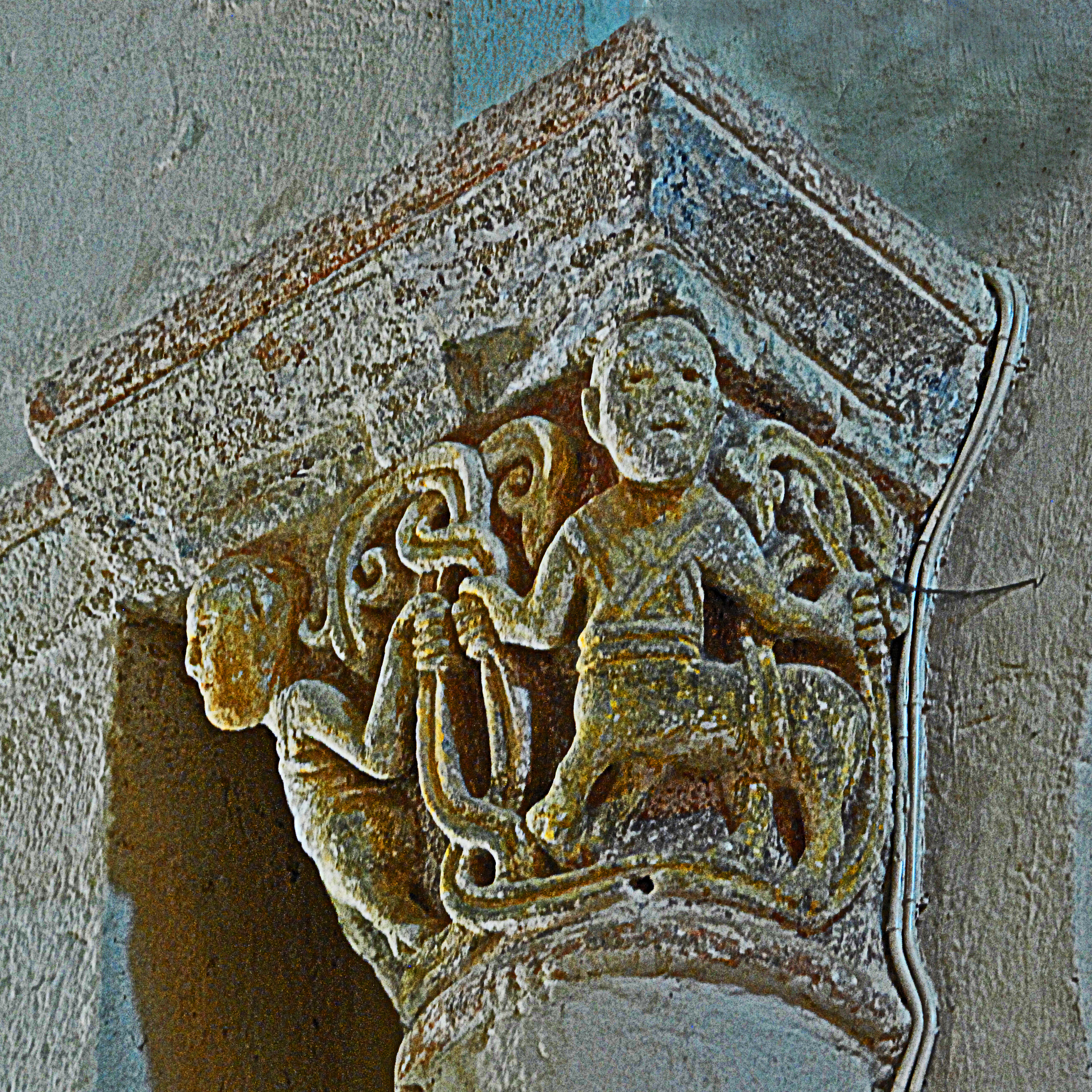
Kapitell, Kentauren in Ranken
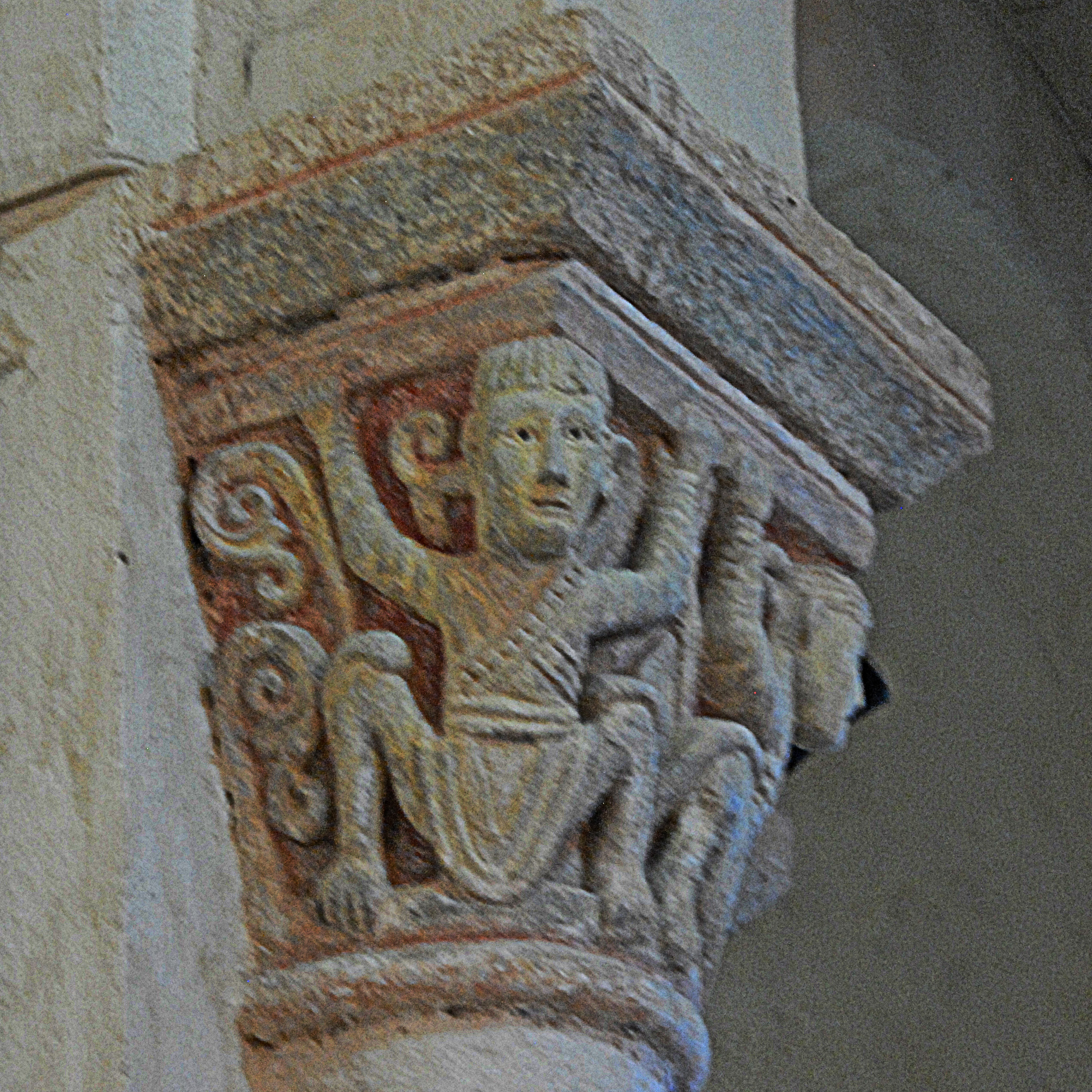
Kapitell, hockende Atlanten
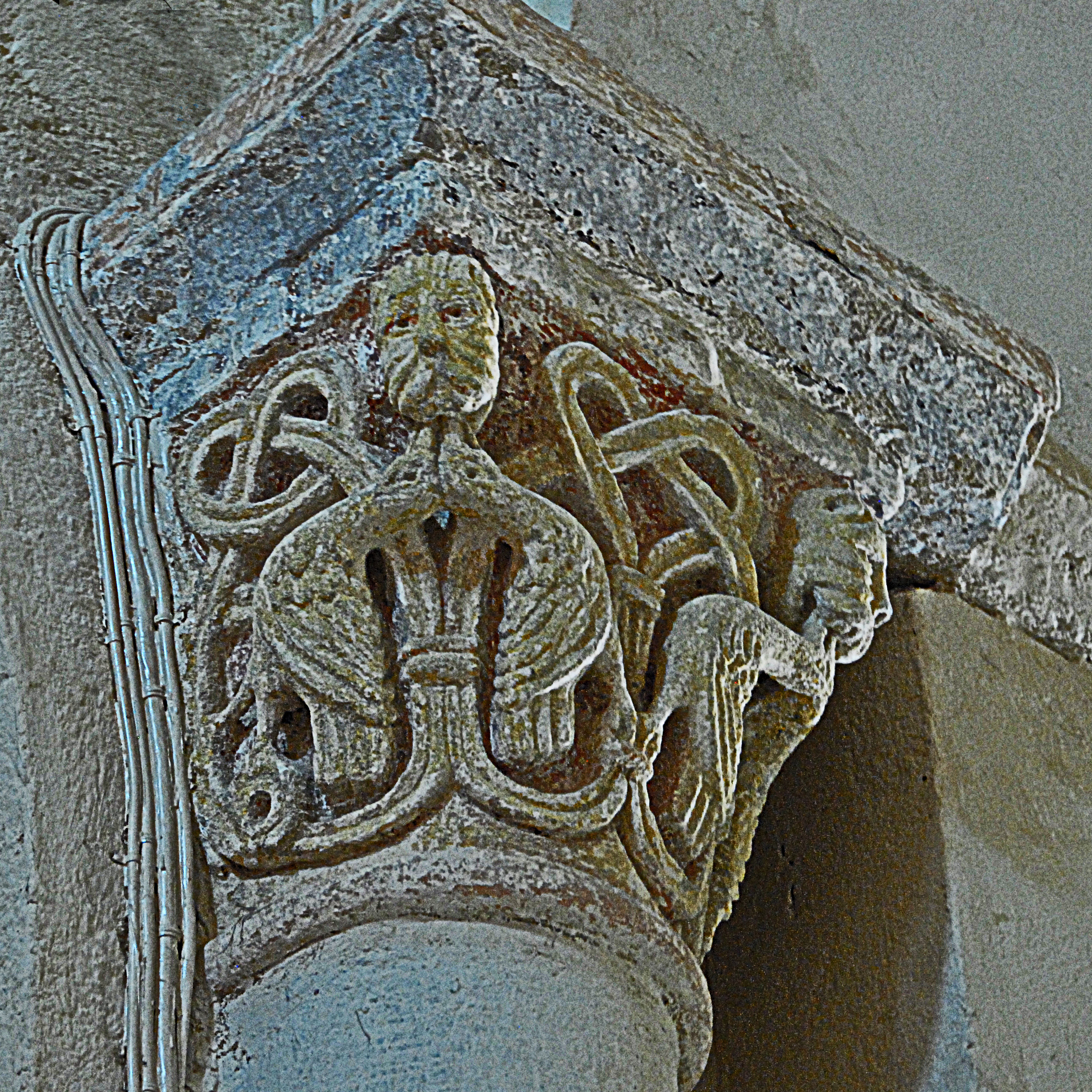
Kapitell, Vögel, von Menschen gefüttert
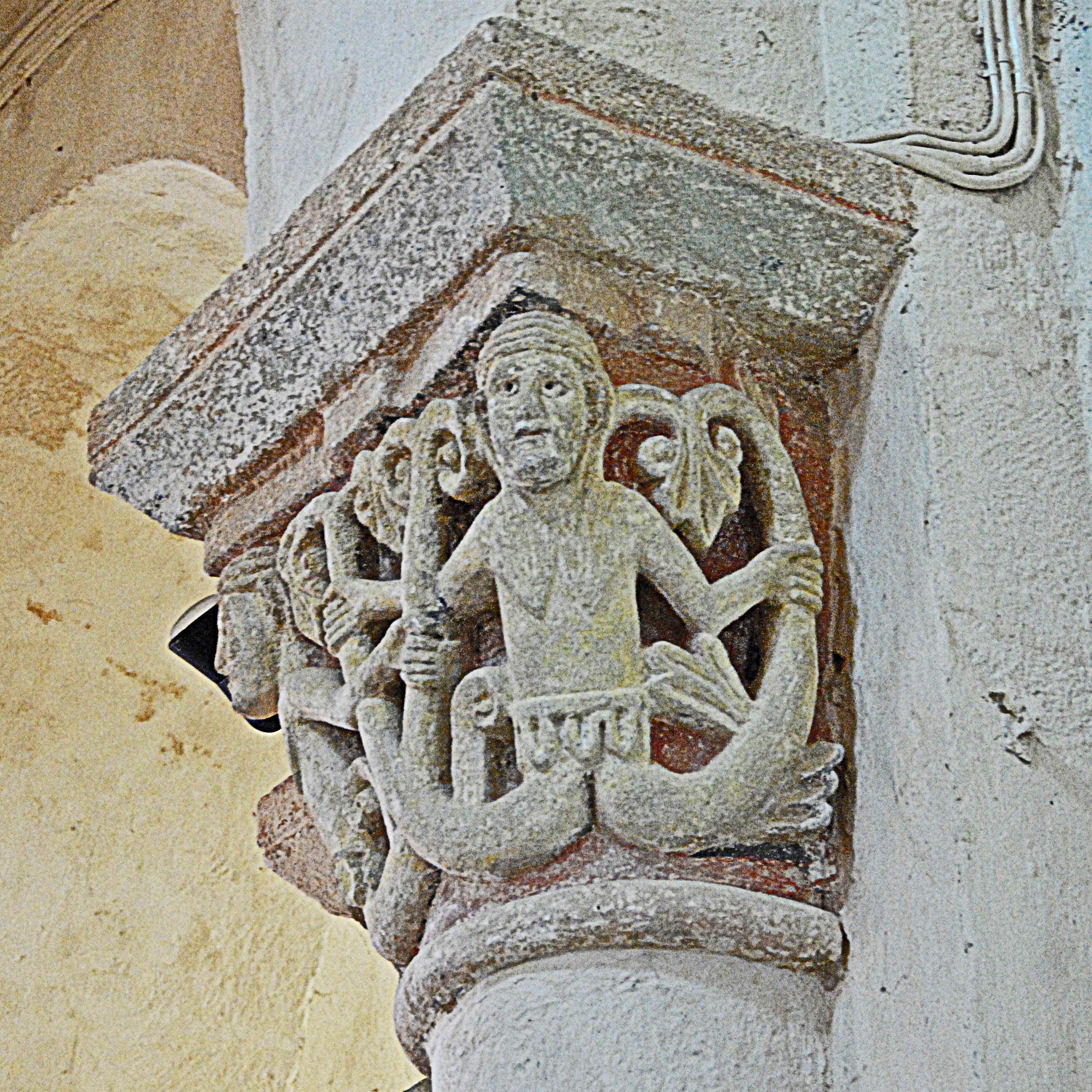
Kapitell, Sirenen
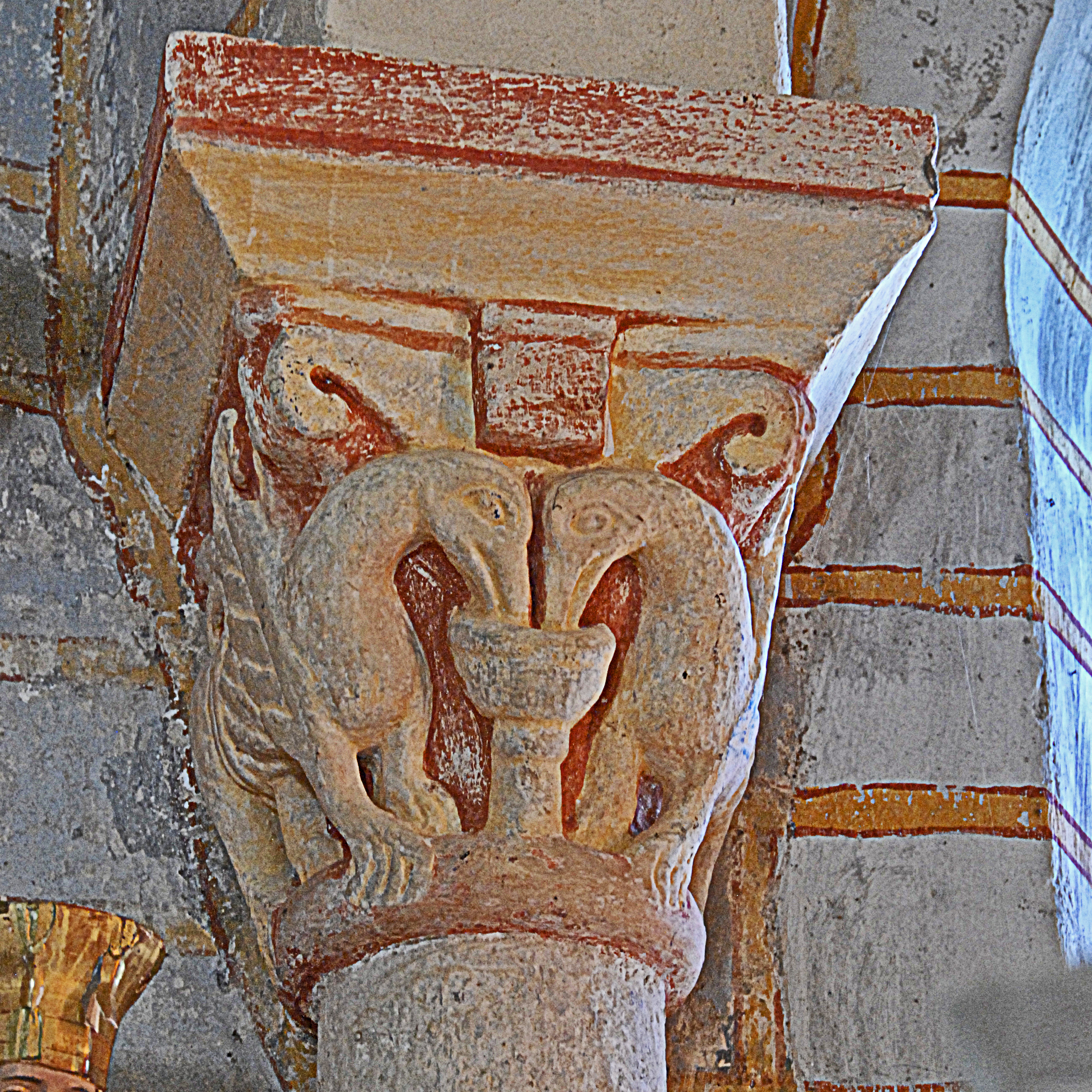
Kapitell, Greife trinken aus Kelch
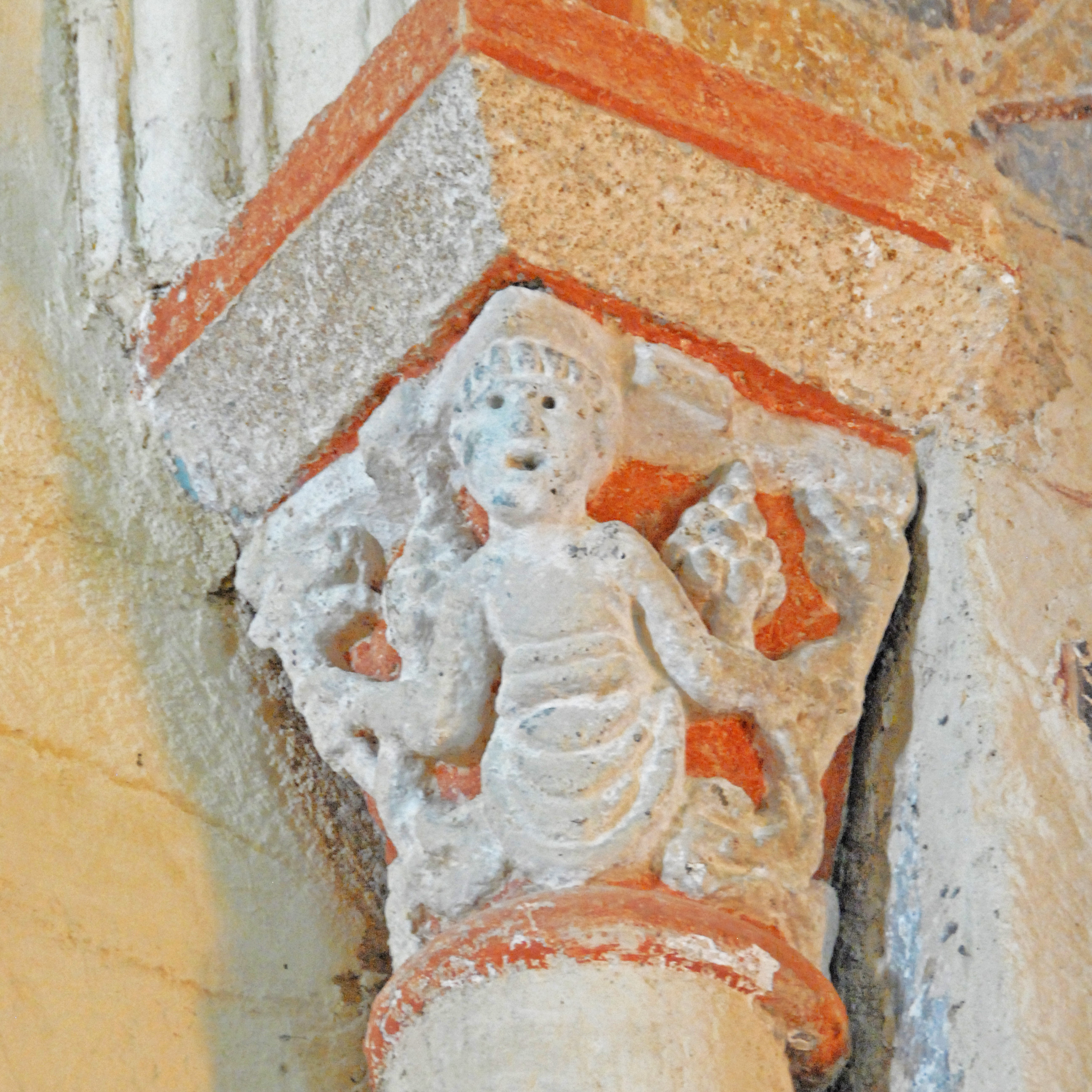
Kapitell, Person in Weinranken
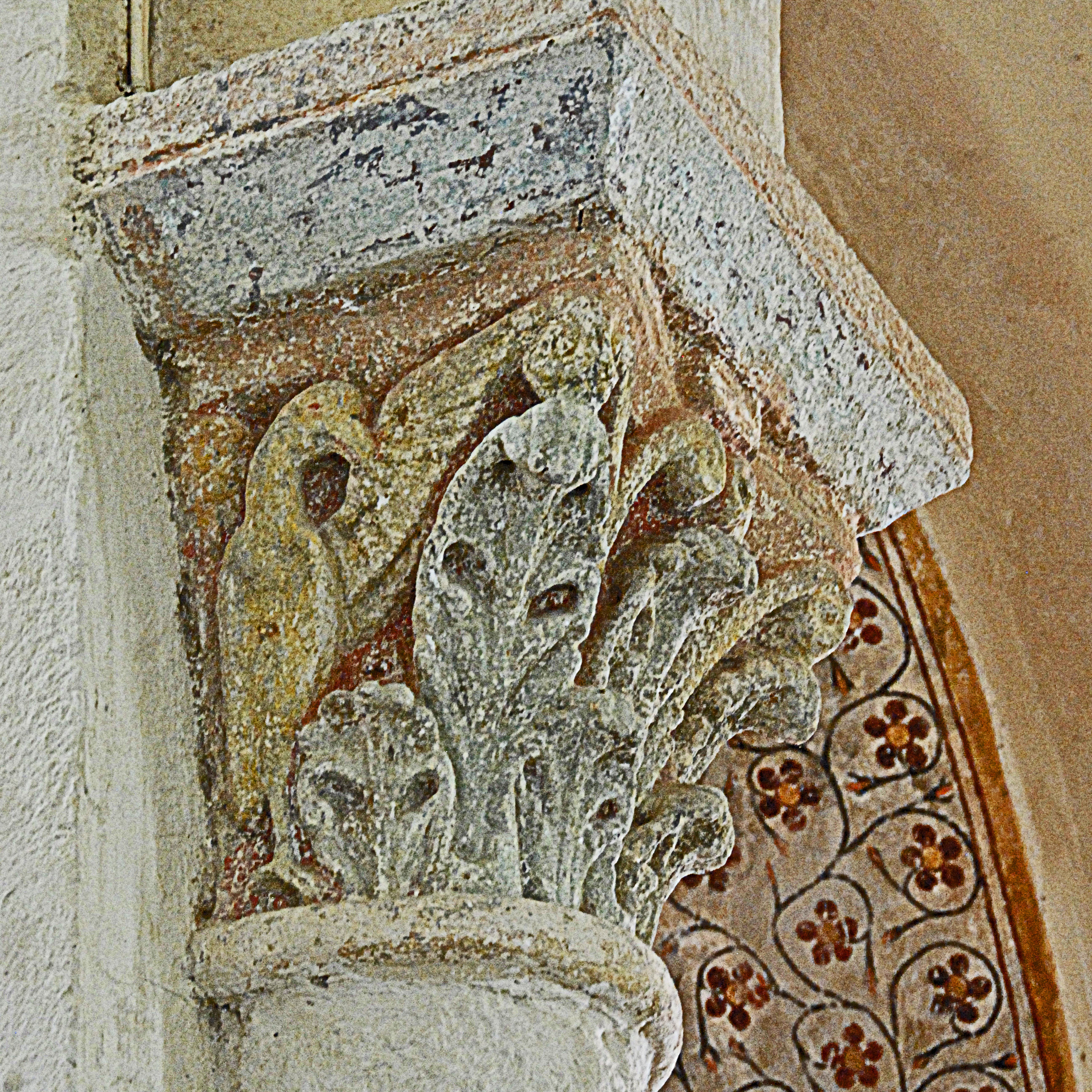
Kapitell, Vögel starten aus Laub
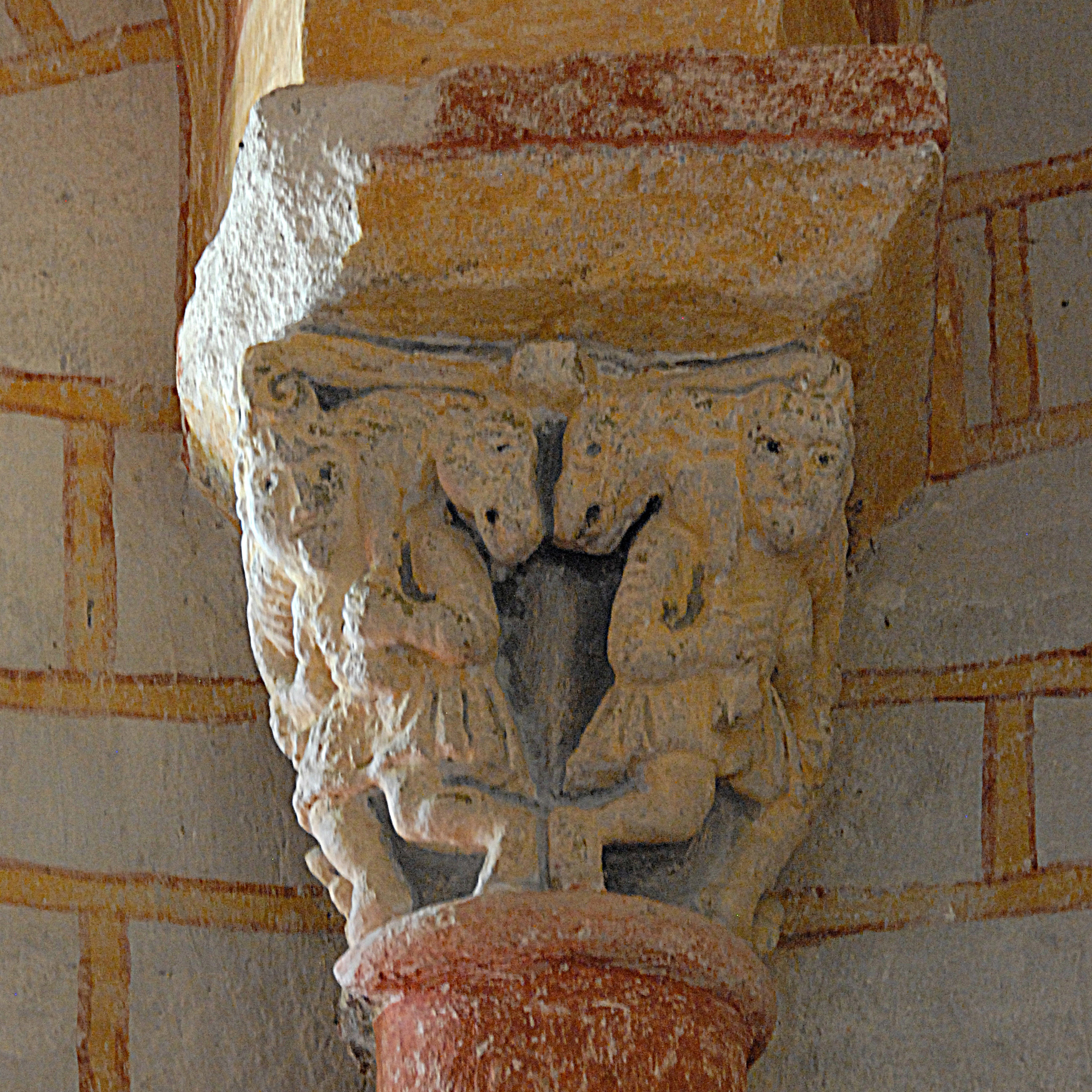
Kapitell, Schafträger

### Polychrome Dekoration der Innenräume

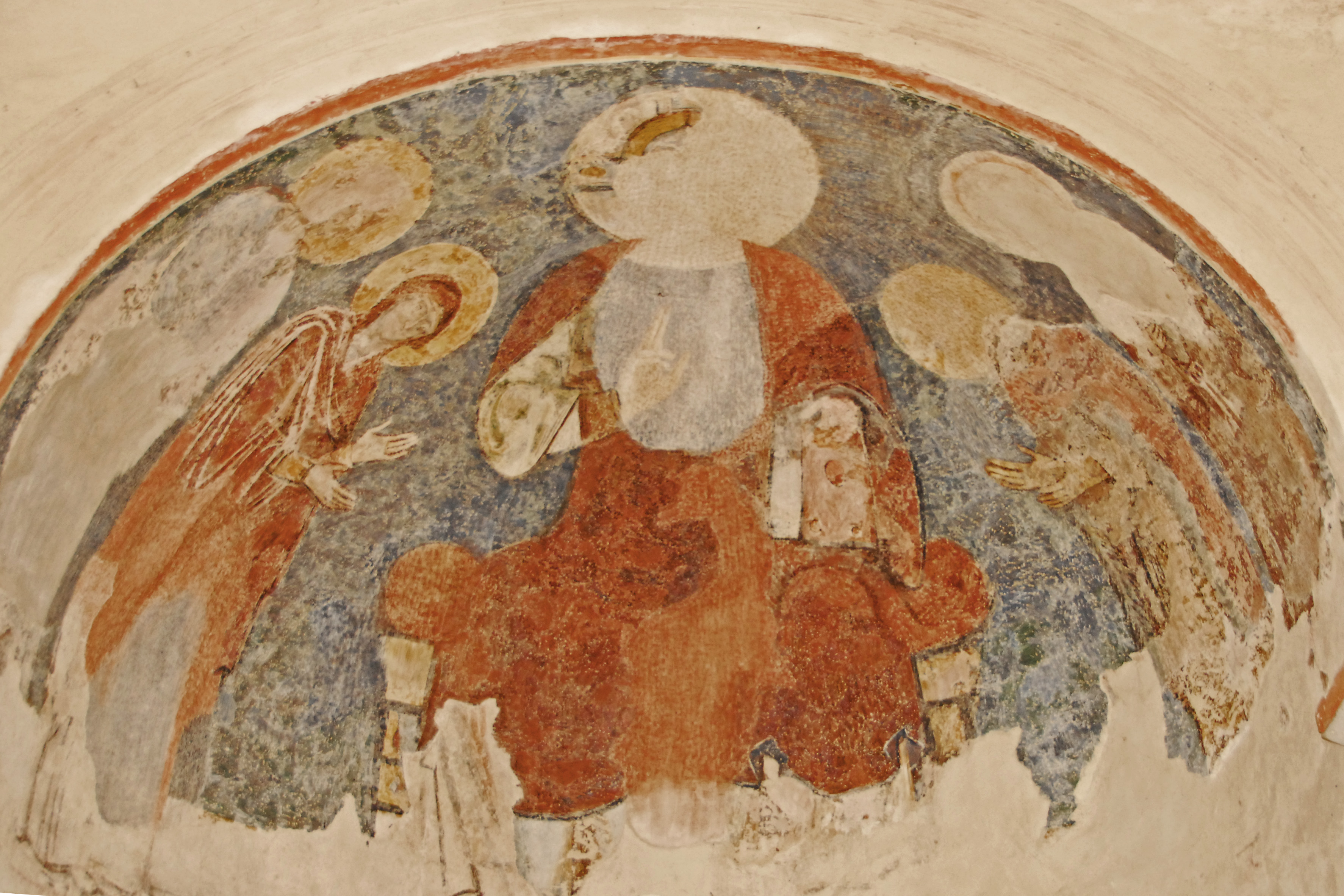
Kapitell, Fresko Chorapsis

#### Fresko der Chorapsiskalotte
Von den wenigen Spuren der polychromen Fassung der inneren Bauteiloberflächen, die ihre radikale Entfernung zu Beginn des 20. Jahrhunderts übrig gelassen hat, ist vor allem die fast noch komplett erhaltene Ausmalung der Kalotteneinwölbung über der Chorapsis im frühen 12. Jahrhundert zu nennen. Das heutige Fresko ist das Ergebnis einer aktuellen Restaurierung in den letzten Jahren des 20. Jahrhunderts.
Die mittelalterliche Darstellung ist eine Deësis (auch Deisis genannt), die den am jüngsten Tag zu Gericht sitzenden Jesus bezeichnet, auf seiner Rechten steht Maria und auf seiner Linken Johannes der Täufer (fr.Tribunal celeste = göttliches Gericht). Die Deësis bildet in orthodoxen Kirchen das Kernstück der Ikonostase. Beschränkt sich die Darstellung der Fürbitte auf diese drei zentralen Figuren, spricht man von einer kleinen Deësis. In einer großen Deësis wird die Kerngruppe von weiteren Heiligen und Engeln in bittender Haltung flankiert.
In dieser Darstellung sitzt Jesus in einem roten weiten Gewand frontal zum Betrachter auf einem steinernen Thron. Sein kaum wahrnehmbarer Kopf ist hinterlegt mit einem Kreuznimbus. Seine Rechte hat er zum Segensgestus erhoben, mit ausgestreckten Daumen, Zeige- und Mittelfinger. Seine Linke ergreift das Buch des Lebens, das er über seinem Oberschenkel aufgerichtet hält. Er wird auf beiden Seiten von je zwei stehenden Personen flankiert, die in geringerem Maßstab dargestellt sind. Alle sind an ihren Nimben als Heilige zu erkennen, die sich leicht vorgebeugt zu Christus hinwenden. Maria ist die einzige, deren Gesichtszüge und Haartracht deutlich sichtbar sind, wie auch der Faltenwurf des oberen Bereichs ihres roten fußlangen Gewandes. Mit einer bewegten Gestik ihrer ausgestreckten Hände ist ihre bittende Haltung dargestellt. Eine ähnliche Haltung zeigt genau gegenüber Johannes der Täufer, dessen Kopf und die unteren Partien des Gewandes nicht mehr erhalten sind. Hinter ihm steht offensichtlich der heilige Petrus, der sich an seinen Attributen, den Himmelsschlüsseln, zu erkennen gibt. Sein ganzer Oberkörper ist bis auf die Umrisse nicht mehr erhalten, wie auch der untere Teil seines Gewandes. Die Person hinter Maria ist ebenfalls bis auf ihre Umrisse und einige Farbtöne nicht erhalten und nicht bekannt. Der gesamte Hintergrund zwischen den Personen ist als Himmel in einem dunkleren Blau gehalten. Parallel zum Arkadenbogen begrenzt ein einfaches rotes Band diesen Himmel zum Chorjoch. Am unteren Rand der Kalotte sind größere Teile des Freskos nicht mehr erhalten. Es gibt allerdings zarte Andeutungen von Linien und Konturen auf dem weißen Putzuntergrund, die die Fußstellungen und die unteren Faltenwürfe der Gewänder skizzieren.
Derartige Deësis-Darstellungen, ursprünglich in Byzanz entstanden, sind seit dem 11. Jahrhundert bekannt und verbreitet. Dieses Thema ist allerdings in der romanischen Epoche der Auvergne sehr selten vertreten.

#### Farbgebung im übrigen Inneren der Kirche

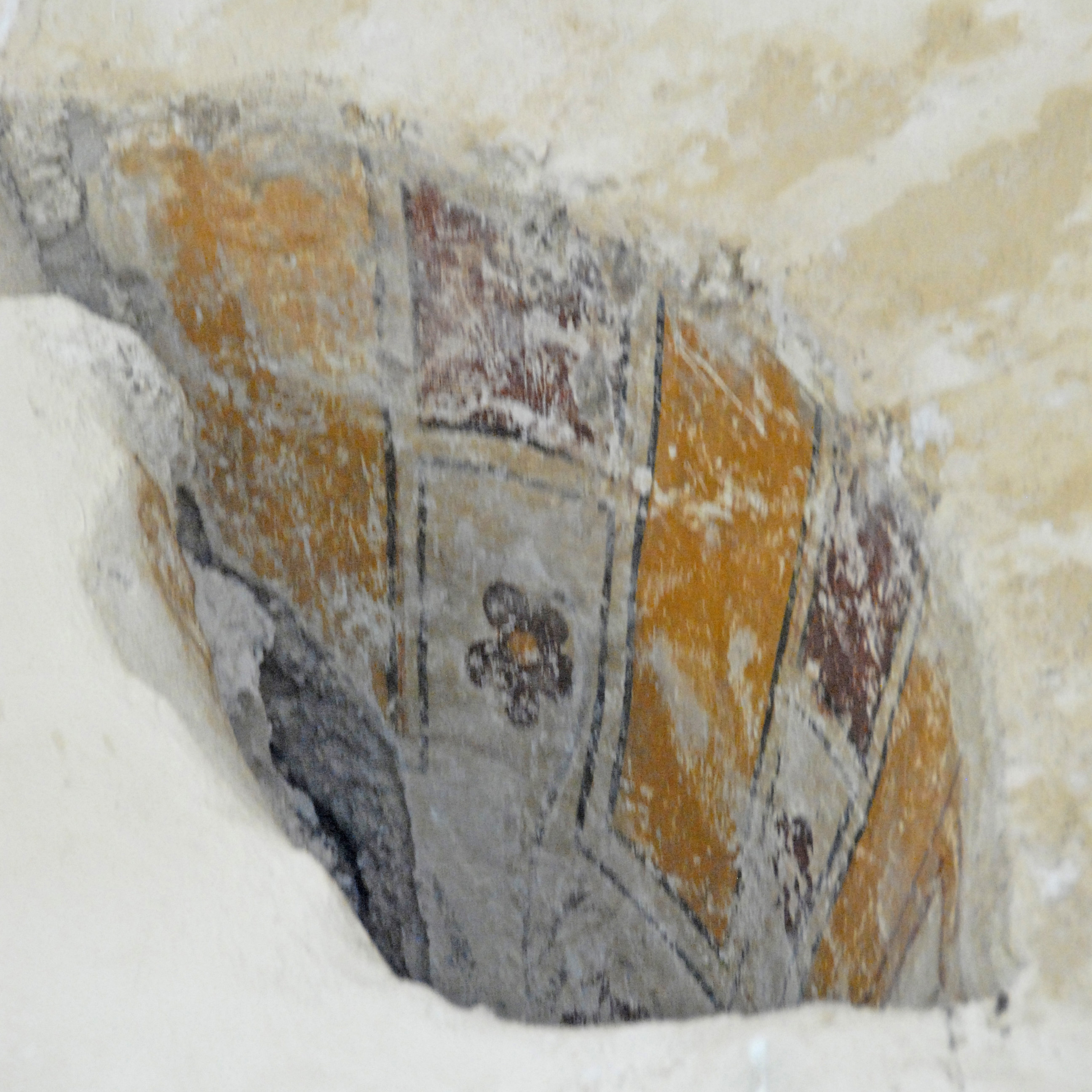
Spuren Polychromie von Anfang 12. Jh.

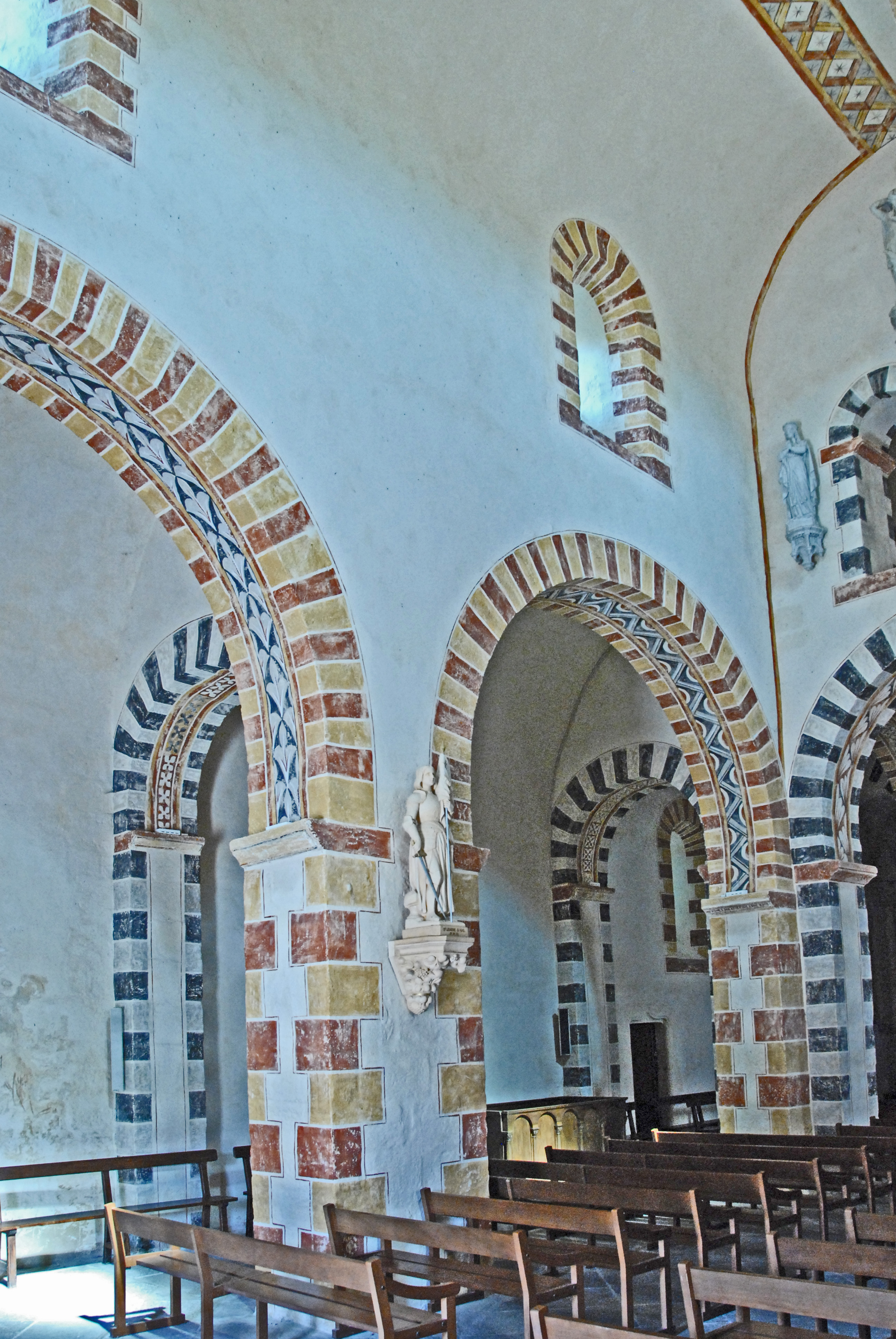
Mittelschiff Nordwand

Sehr wahrscheinlich erhielt die Kirche im Inneren erst zu Beginn des 12. Jahrhunderts ihre Polychromie. Im ersten Bauabschnitt, Anfang des 11. Jahrhunderts, existierten noch keine farbigen Fassungen der Bauglieder. Leider gibt es, bis auf wenige Reste, kaum noch Zeugnisse dieser Polychromie aus dem 12. Jahrhundert. Die heutige recht üppige Farbigkeit erhielt die Kirche erst wieder mit ihrer Restaurierung gegen Ende des 20. Jahrhunderts.
In einer Wand der Seitenschiffe hat sich ein kleiner Abschnitt einer Bogenlaibung bewahrt, der die ursprüngliche mehrfarbige Bemalung mit Mauerwerkattrappe und eine kleine Blüte zeigt. Neben schwarzen Begrenzungslinien auf weißem Untergrund tauchen die Farben Gelb und Rotbraun auf.

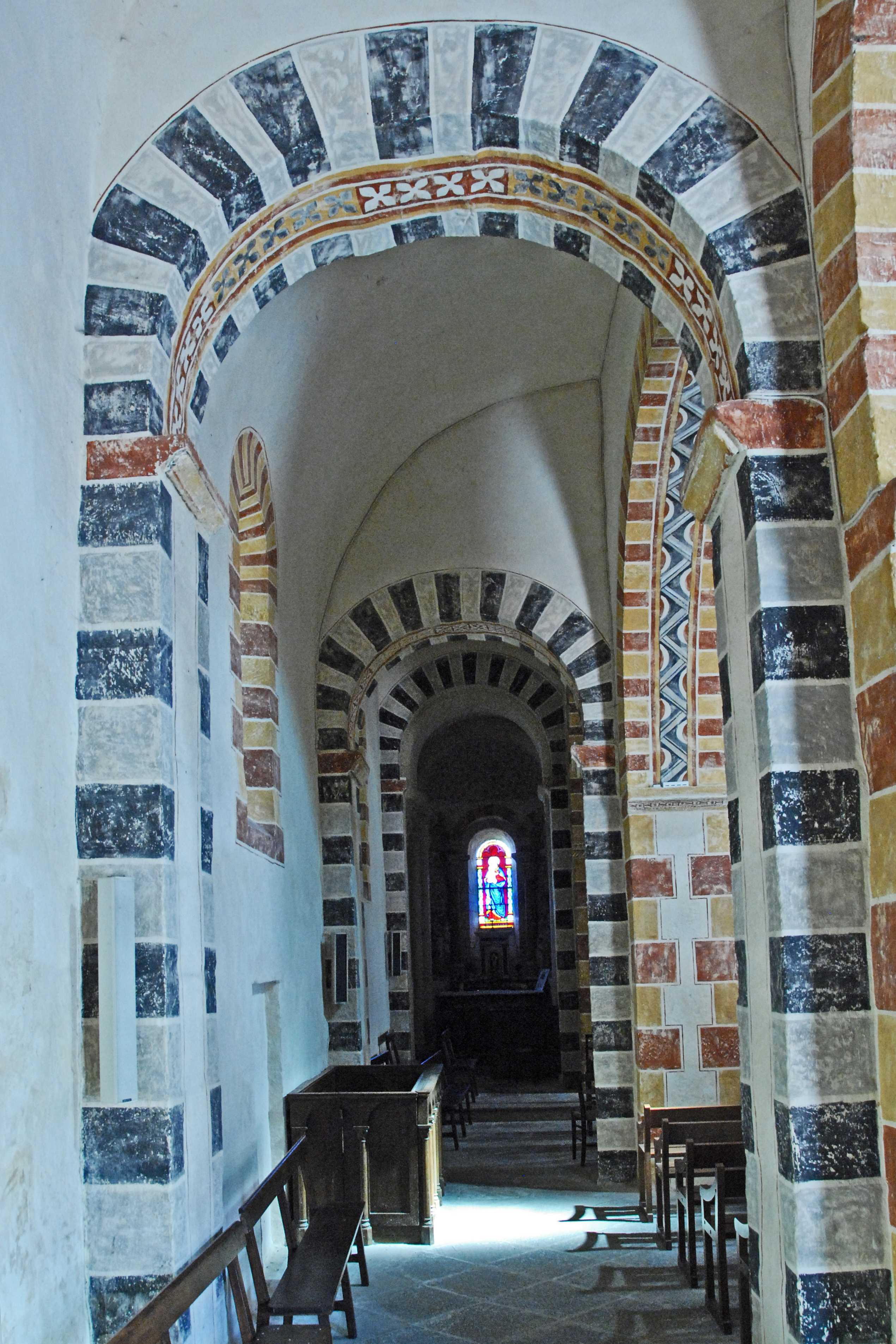
Nördl. Seitenschiff aus 1. Joch

Die Untergrundfarbe der Innenräume ist die der hellen Kalkmilch, fast weiß mit leichter bläulicher Tendenz. Auf diesem Untergrund wurden die kräftigen Farbtöne der Dekorationen aufgetragen. Hauptfarben sind Gelb, Rotbraun, hellgrau und schwarz. In den Schiffen sind überwiegend Bauteilkanten, Arkadenlaibungen und Fenstergewände farbig dekoriert. Die Kanten der Arkadenbögen in den Scheide- und seitlichen Vierungswänden sind mit Imitationen von Keilsteinen bemalt, im Wechsel gelb und rotbraun. Die Fugen bleiben weiß. Die auf den Innenseiten der Bogenlaibungen verbleibenden Zwischenräume sind mit aufwändigen unterschiedlichen Dekorationsbändern bemalt, in Zacken- und Wellenform, oft sehr feingliedrig, in Schwarz, Rotbraun und Weiß. Die senkrechten Kanten der unter den Bögen stehenden Wandpfeiler sind mit Steinquadern dekoriert, in gleicher Farbgebung wie die Keilsteine, aber in größeren Formaten. Auf den Laibungsseiten wechseln schmale mit breiten Steinen ab. Die Kanten der Arkaden in Querrichtung, wie die der Seitenschiffe, der Querhausarme und der Vierung, zeigen ähnliche Steinimitate, jedoch im Wechsel in Schwarz und Hellgrau. Auch hier sind die Zwischenräume der Steine auf den Innenseiten der Bogenlaibungen wieder mit verschiedenen Dekorationsbändern geschmückt. Die rundbogigen Fenster der Seitenschiffe, Querhausarme und Obergaden sind auf den Gewänden und um die Gewändekanten herum mit Steinimitationen bemalt, im Wechsel in Gelb und Rotbraun. An den senkrechten Kanten wechseln die Steine in der Breite und täuschen einen Mauerverband vor. Die Kanten der Zwillingsfenster in den Vierungswänden sind ebenfalls mit Steinimitaten bemalt, in den Seitenwänden gelb und rot, in der Wand zum Mittelschiff schwarz und hellgrau. Die Kämpfer sind an den Seitenwänden gelb und die Fensterbänke als schwarze Balken markiert. An der Wand zum Mittelschiff sind die Kämpfer und die Fensterbank rotbraun.
Jenseits der Trennung des Querhauses zum Chorhaupt sind die Kapellenjoche und das Chorjoch fast ganz in Weiß gehalten. Lediglich die Kapitelle weisen Spuren von älteren farbigen Fassungen auf. In den Apsiden selbst findet man wieder stärkere Farbigkeit.
In der Chorapsis unter dem Rand der Kalotte sind die Wandoberflächen zwischen den Bögen noch weiß. Allerdings sind die Laibungen der Blendarkaden, die Arkadenhintergründe und die Fenstergewände mit dem Muster eines Mauerwerksverbandes mit schlichten Doppelstrichen bemalt. Die Kapitellplastik ist in ihren Tiefen rot gefärbt, wie auch der obere Rand der Kämpferplatten, die Echina und die Basen.
Die Kalotten der Kapellenapsiden sind auf weißem Untergrund mit einem Dekor aus gleichmäßig verteilten kleinen Blüten bedeckt, aus gelben kreisrunden Zentren, die jeweils von fünf runden dunkelblauen Blütenblättern umringt sind. Die Blüten werden von einem Gewirr aus gewundenen dunkelblauen Stängeln umzingelt, die hin und wieder mit Blattknospen bestückt sind. Die Blendarkaden der Kapellenapsiden sind mit gelben und rotbraunen Steinen und Keilsteinen bemalt. Die Arkadenhintergründe und das Fenstergewände ist wie in der Chorapsis mit dem Muster eines Mauerwerksverbandes bemalt. Die Kapitellskulptur ist in ihren Tiefen rot gefärbt, die Säulchen ebenfalls rot.

#### Inventar, Ausstattung

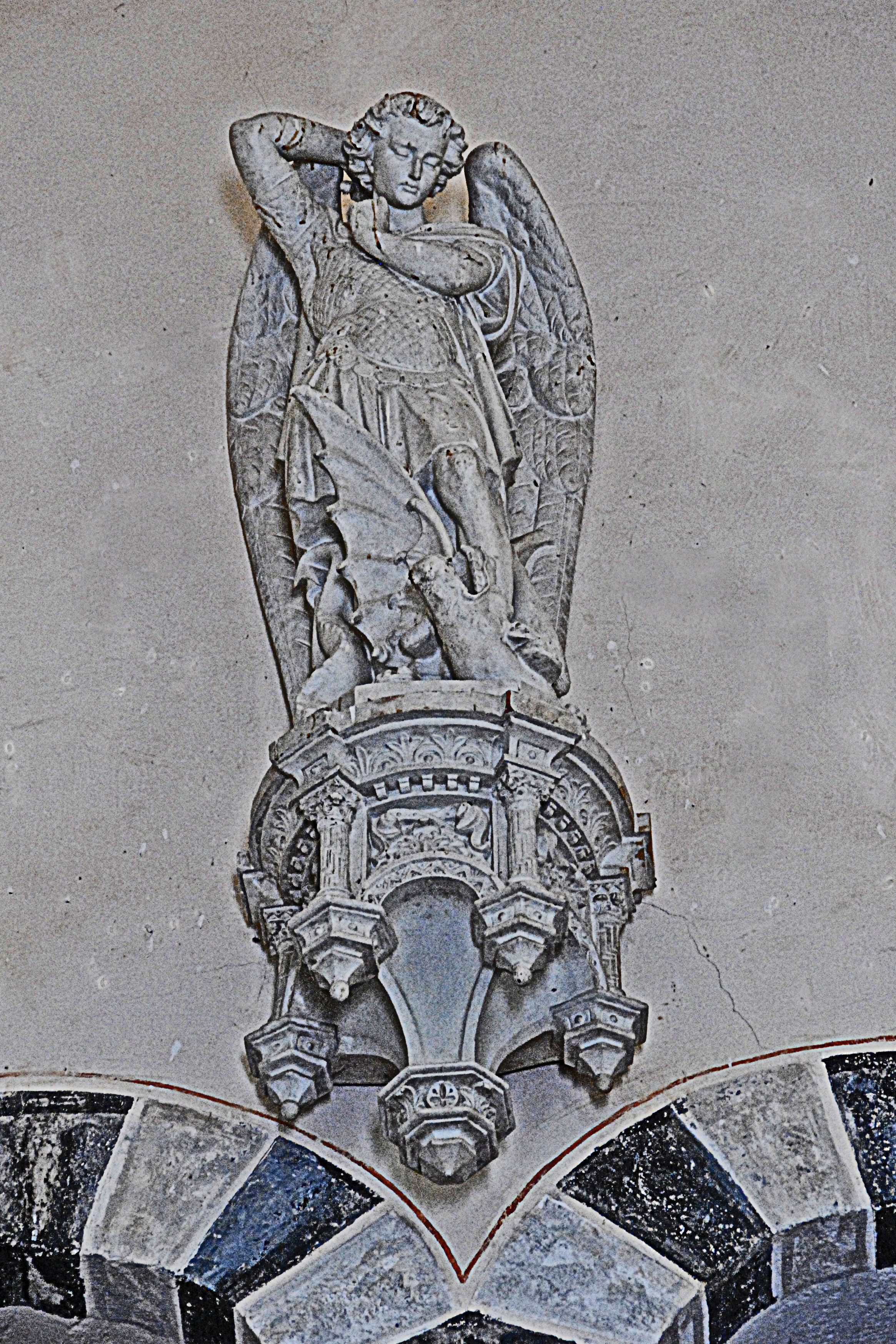
Skulptur, St.-Michael
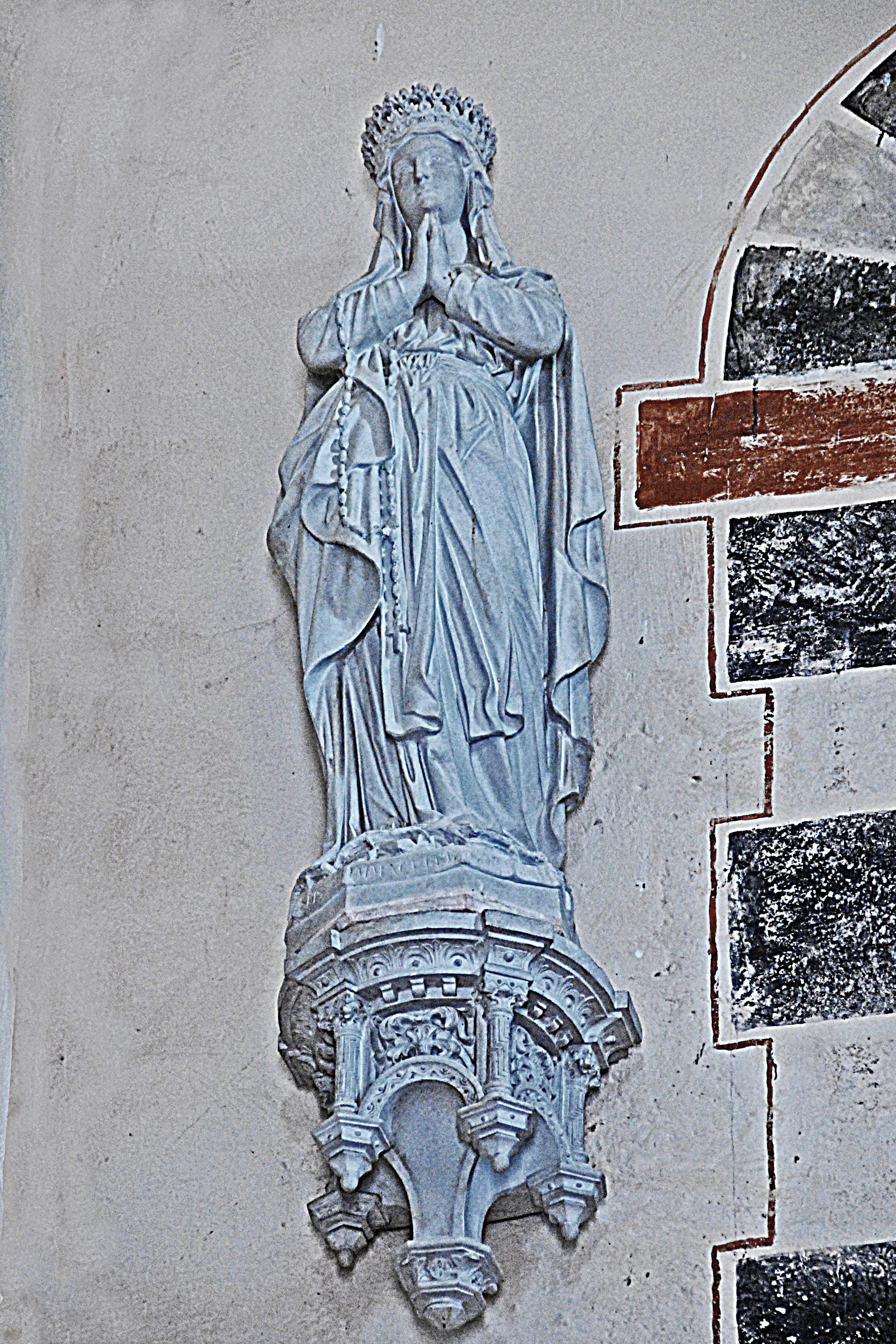
Skulptur, Jungfrau Immaculata
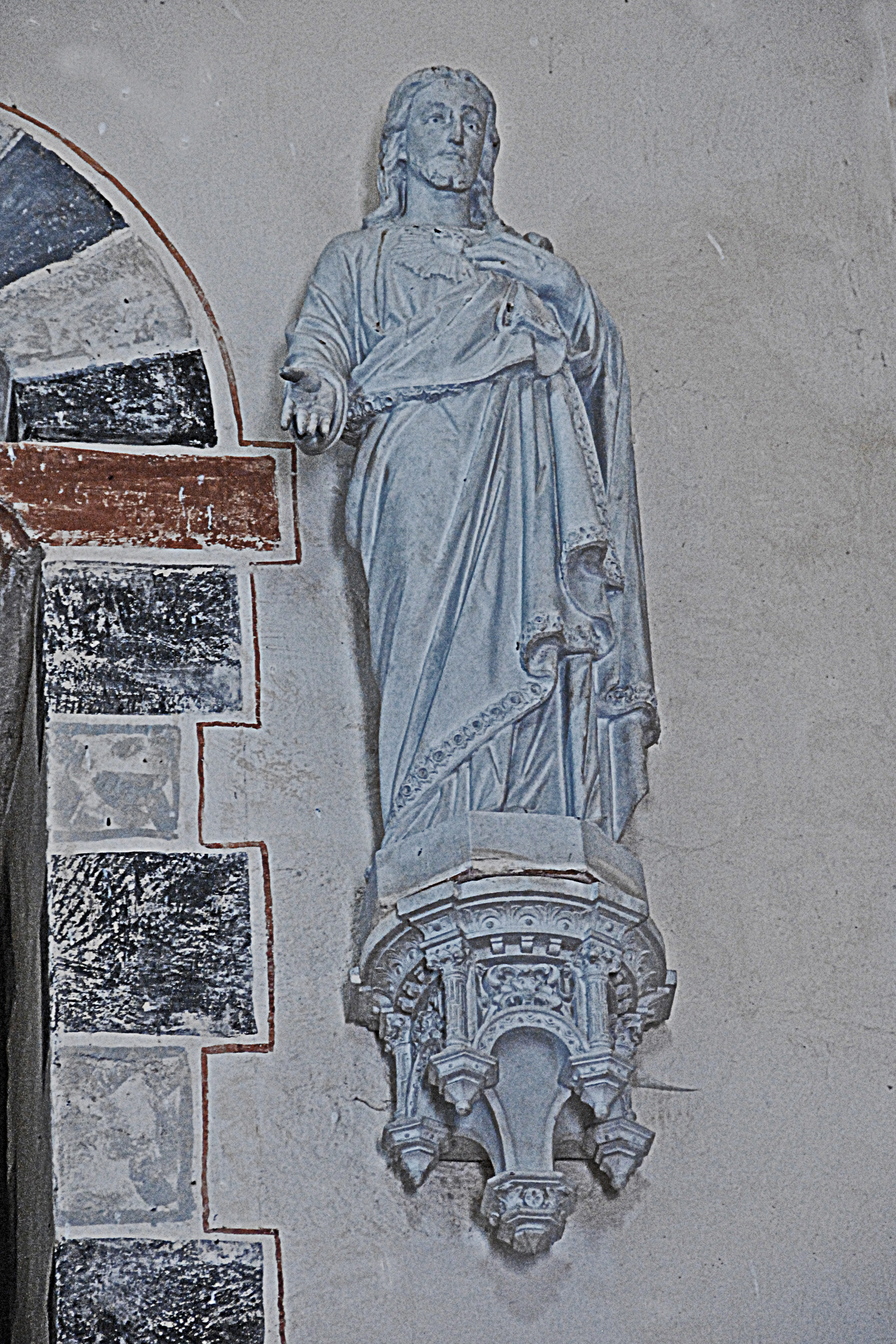
Skulptur, hlgst. Herz Jesu